# حق النساء في التصويت

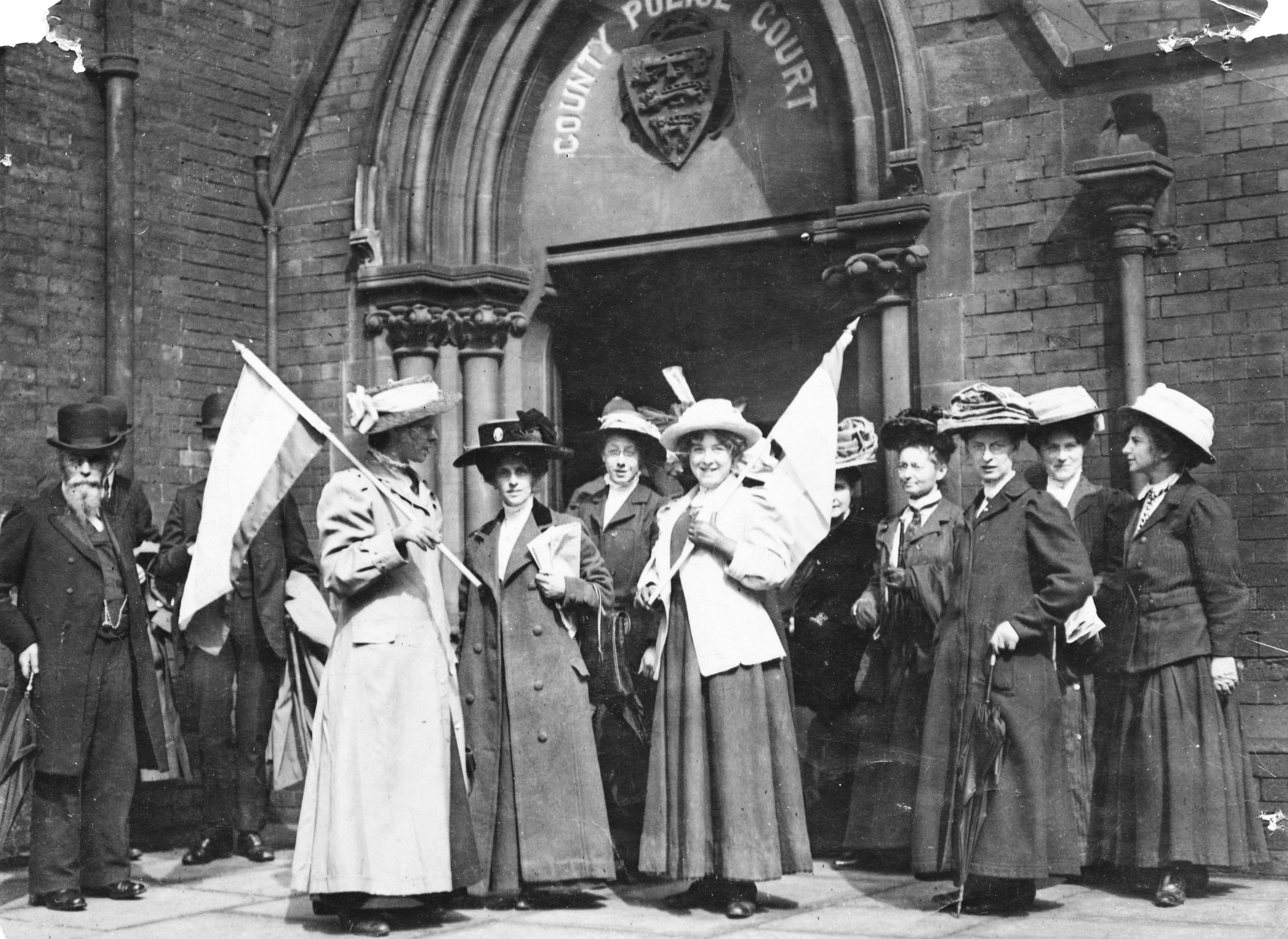
مناضلات بريطانيات ينادون بحق المرأة في التصويت عام 1911

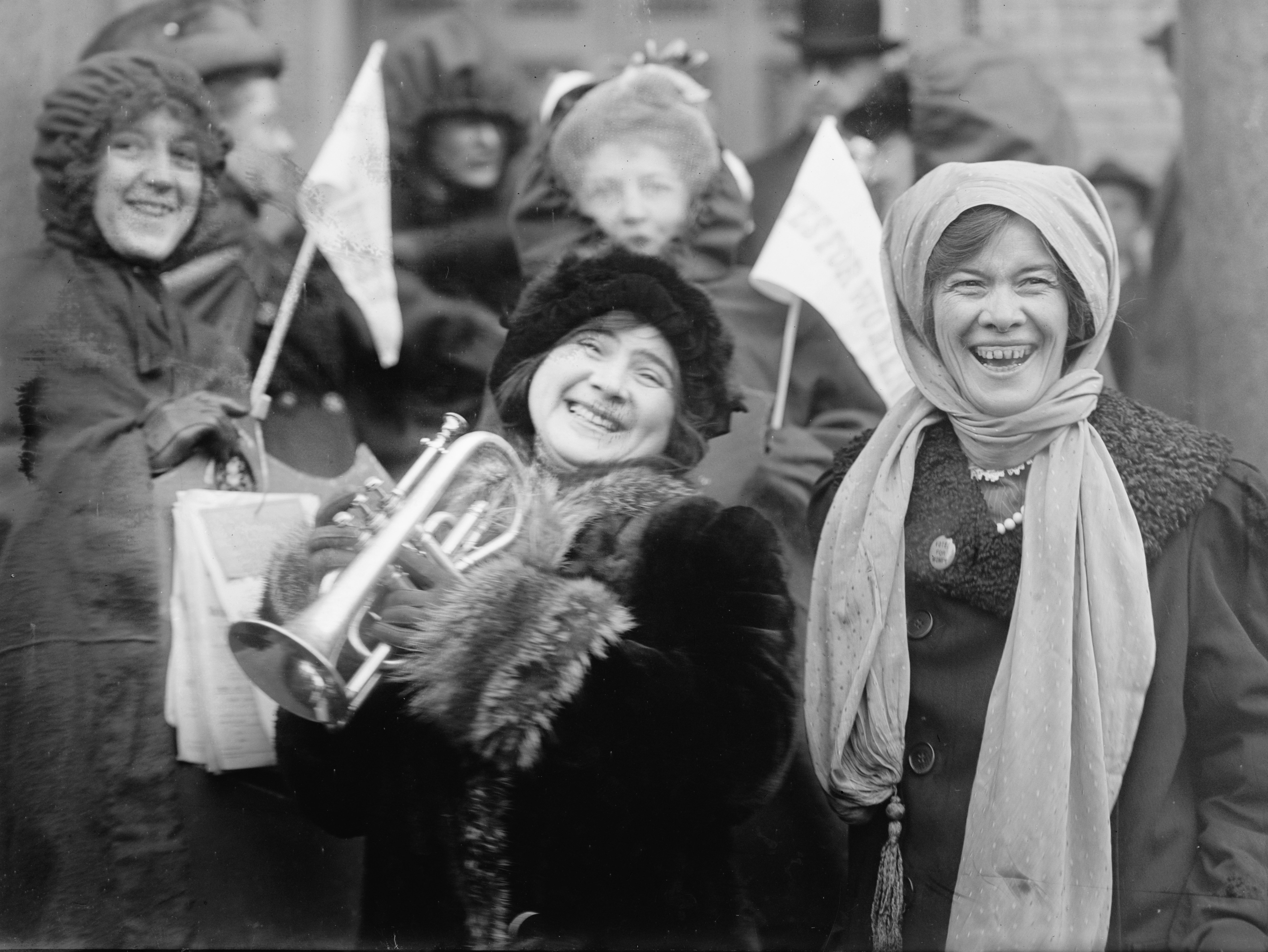
نساء يتظاهرن في الولايات المتحدة للحصول على حق التصويت عام 1913

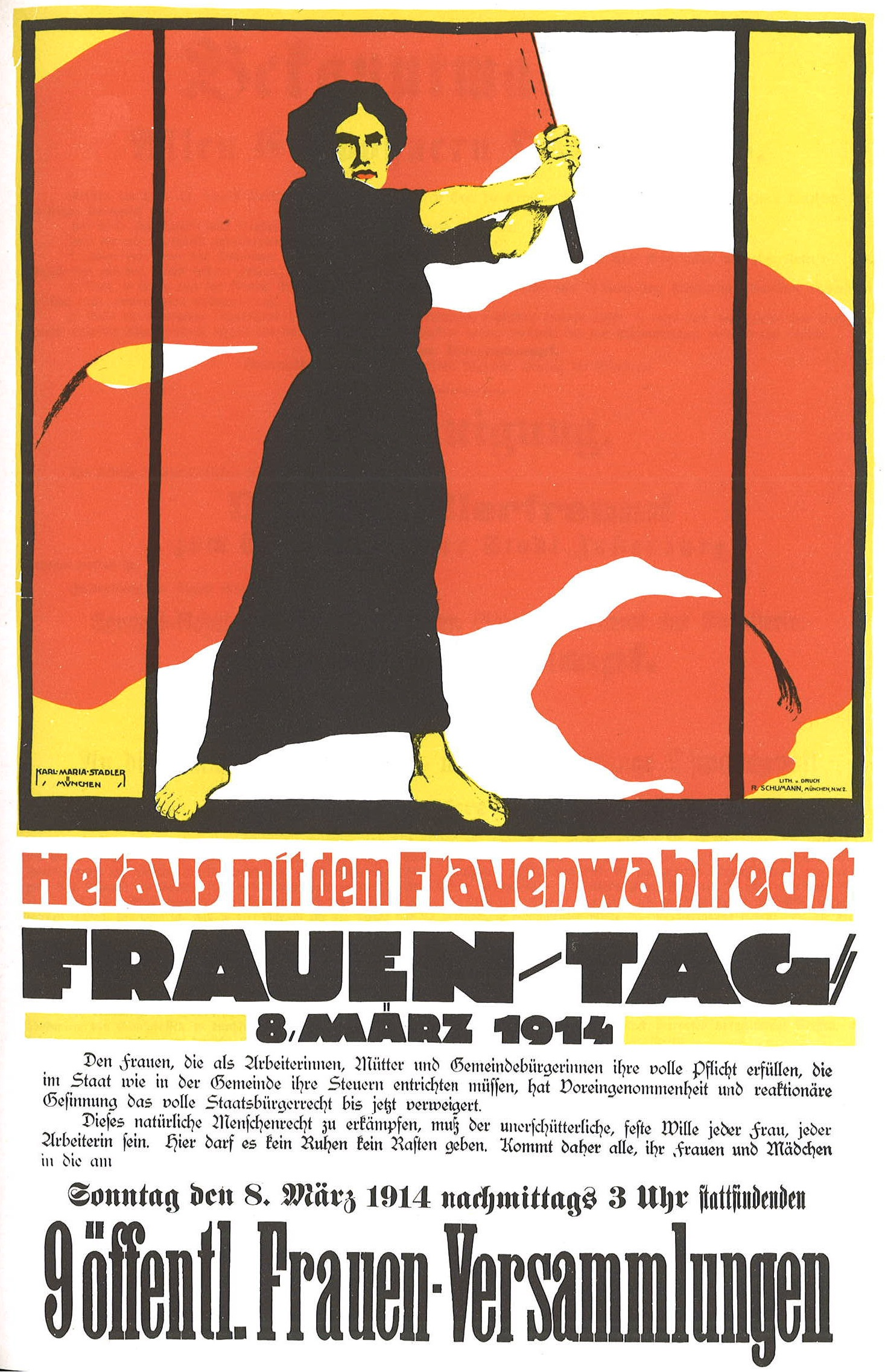
ملصق الحركة النسائية الألمانية، 1914:
„Heraus mit dem Frauenwahlrecht“ (= "اخرج مع حق المرأة في التصويت")

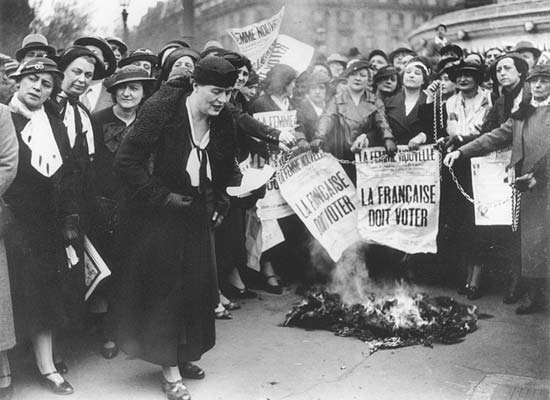
لويز ويس (الأمامية) جنبا إلى جنب مع مناضلات أخريات في باريس في عام 1935

تصويت النساء (بالإنجليزية: Women's suffrage) هو حق المرأة في التصويت والاقتراع بحرية في الانتخابات. ويدعى الشخص الذي يدعو إلى توسيع نطاق حق الانتخاب، ولا سيما للمرأة، منادٍ بمنح حق المرأة في التصويت. وقد حصلت النساء على حقوق تصويت محدودة في فنلندا، وأيسلندا، والسويد، وبعض المستعمرات الاسترالية، والدول الغربية في الولايات المتحدة في أواخر القرن التاسع عشر. وتم تشكيل منظمات وطنية ودولية لتنسيق الجهود الرامية إلى الحصول على حقوق التصويت، ولا سيما التحالف الدولي لحقوق المرأة (تأسس في عام 1904، برلين، ألمانيا)، كما عملت أيضا من أجل الحقوق المدنية المتساوية للمرأة.
وفي عام 1881، أعطت جزيرة مان حق التصويت للنساء اللائي لديهن ممتلكات. وفي عام 1893، منحت مستعمرة نيوزيلندا البريطانية المرأة حق التصويت. وقد فعلت مستعمرة جنوب أستراليا نفس الشيء في عام 1894، وتمكنت المرأة من التصويت في الانتخابات التالية التي عُقدت في عام 1895. كما سمحت جنوب أستراليا للنساء بالترشح للانتخابات إلى جانب الرجال. وفي عام 1899، شرعت أستراليا الغربية حق الانتخاب الكامل للمرأة، مما مكن المرأة من التصويت في الاستفتاء الدستوري في 31 تموز/ يوليه 1900، وفي انتخابات الولاية الاتحادية لعام 1901. في عام 1902 حصلت النساء في المستعمرات الأربعة المتبقية أيضا على الحق في التصويت والوقوف في الانتخابات الاتحادية بعد اتحاد المستعمرات الأسترالية الستة لتصبح كومنولث أستراليا. ولم تتم إزالة القيود التمييزية المفروضة ضد السكان الأصليين بمن فيهم النساء في الانتخابات الوطنية حتى عام 1962.
كانت أول دولة أوروبية تقدم حق الاقتراع للمرأة هي دوقية فنلندا الكبرى، ثم جزء من الإمبراطورية الروسية، التي انتخبت أول امرأة في العالم كعضو من أعضاء البرلمان في الانتخابات البرلمانية لعام 1907. وأعقبتها النرويج في منح المرأة حق الاقتراع الكامل في عام 1913.
وقد سنت معظم البلدان المستقلة حق الاقتراع للمرأة في حقبة ما بين الحربين، بما في ذلك كندا في عام 1917، وبريطانيا وبولندا في عام 1918، والولايات المتحدة في عام 1920. تقول ليزلي هيوم إن الحرب العالمية الأولى غيرت المزاج الشعبي:
أوقفت مساهمة المرأة في المجهود الحربي فكرة النقص البدني والعقلي للمرأة، وجعلت من الصعب الإبقاء على أن المرأة غير صالحة للتصويت. وإذا كانت المرأة قادرة على العمل في مصانع الذخائر، فيبدو أنه من غير الملائم وغير المنطقي حرمانها من مكان في كشك الاقتراع. ولكن التصويت كان أكثر من مجرد مكافأة للعمل الحربي، وكانت النقطة هي أن مشاركة المرأة في الحرب ساعدت على تبديد المخاوف من دخول المرأة المحاصرة إلى الساحة العامة.
ومن آخر المقرين بالفكرة: إسبانيا في عام 1933، وفرنسا في عام 1944، وإيطاليا في عام 1946، واليونان في عام 1952، وسان مارينو في عام 1959، وموناكو في عام 1962، وأندورا في عام 1970، وسويسرا في عام 1971 على المستوى الفيدرالي، وعلى مستوى الكانتون المحلي بين عام 1959 في كانتونات فود ونيوشاتل وعام 1991 في كانتون أبينزيل إينرهودن، وليختنشتاين في عام 1984. وبالإضافة إلى ذلك، وعلى الرغم من حصول النساء في البرتغال على حق الاقتراع في عام 1931، إلا أن ذلك كان مع قيود أقوى من القيود المفروضة على الرجال؛ ولم تمنح المساواة الكاملة بين الجنسين في التصويت إلا في عام 1976.
أعطت الولايات المتحدة للمرأة حقوقا متساوية في التصويت في جميع الولايات مع التعديل التاسع عشر الذي تم التصديق عليه في عام 1920. وقد أقرت كندا وعدد قليل من دول أمريكا اللاتينية حق الاقتراع للنساء قبل الحرب العالمية الثانية في حين أن الأغلبية العظمى من دول أمريكا اللاتينية أعترفت بحق الانتخاب للمرأة في الأربعينات (انظر الجدول في ملخص أدناه). وآخر بلد في أمريكا اللاتينية منحت المرأة حق التصويت هي باراغواي في عام 1961. وفي كانون الأول/ ديسمبر 2015، تم السماح للمرأة بالتصويت لأول مرة في المملكة العربية السعودية (الانتخابات البلدية).
وكانت الحملات السياسية الموسعة التي تقوم بها النساء ومؤيدوهن ضرورية بصفة عامة للحصول على تشريعات أو تعديلات دستورية على حق المرأة في الاقتراع. وفي العديد من البلدان، مُنح حق التصويت المقيد للمرأة قبل الاقتراع العمومي للرجل؛ فعلى سبيل المثال، منحت النساء اللواتي يعرفن القراءة والكتابة أو أصحاب الأملاك حق الاقتراع قبل أن يتلقاه جميع الرجال. وشجعت الأمم المتحدة حق المرأة في الاقتراع في السنوات التي أعقبت الحرب العالمية الثانية، وحددت اتفاقية القضاء على جميع أشكال التمييز ضد المرأة (1979) حق المرأة في التصويت باعتباره حقا أساسيا مع 189 بلد هم حاليا أطراف في هذه الاتفاقية.

## تاريخ

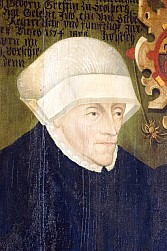
آنا الثانية، راهبة كيدلينبورغ. في عصر ما قبل الحداثة في بعض أنحاء أوروبا، سُمح للراهبات بالمشاركة والتصويت في مختلف الجمعيات الوطنية الأوروبية بحكم رتبتها داخل الكنائس الكاثوليكية والبروتستانتية.

في أثينا القديمة، التي كثيرا ما تم الاستشهاد بها كمكان للديمقراطية، سُمح للمواطنين الذكور فقط الذين يمتلكون الأراضي بالتصويت. وفي خلال قرون لاحقة، كانن تُحكم أوروبا عموما من قِبل الملوك، على الرغم من أشكال البرلمان المختلفة التي نشأت في أوقات مختلفة. وقد أتاحت الرتب العالية التي تعزى إلى الراهبات داخل الكنيسة الكاثوليكية لبعض النساء الحق في الجلوس والتصويت في الجمعيات الوطنية - كما هو الحال مع مختلف الطبقات العالية في ألمانيا في العصور الوسطى، التي كانت من بين أمراء الإمبراطورية المستقلين. ويتمتع خلفائهم بنفس الامتياز تقريبا في العصر الحديث.
كتبت ماري غوارت، وهي راهبة فرنسية عملت مع سكان كندا الأصليين في القرن السابع عشر، في 1654 بشأن ممارسات الاقتراع بين نساء الإيروكواس، «تقف هؤلاء الزعيمات من النساء بين المهاجمين، ولديهن قرار بالتصويت في المجالس، يتخذون القرارات هناك مثل الرجال، وهم الذين فوضوا السفراء الأولين لمناقشة السلام». وكان لدى إيروكواس، مثلها مثل العديد من شعوب الأمم الأولى في أمريكا الشمالية، نظام القرابة من ناحية الأم. وكان يتم نقل الممتلكات والنسب عبر خط الأنثى. وقد صوتت النساء المسنات على الزعماء الذكور الوراثيين، كما كان بإمكانهن عزلهم.
وبدأ ظهور الديمقراطية الحديثة عموما مع حصول المواطنين الذكور على حق التصويت قبل المواطنات، إلا في مملكة هاواي، حيث أُدخل اقتراع الرجال والنساء العمومي في عام 1840. ومع ذلك، ألغى تعديل دستوري في عام 1852 تصويت النساء ووضع مؤهلات الملكية على تصويت الذكور.

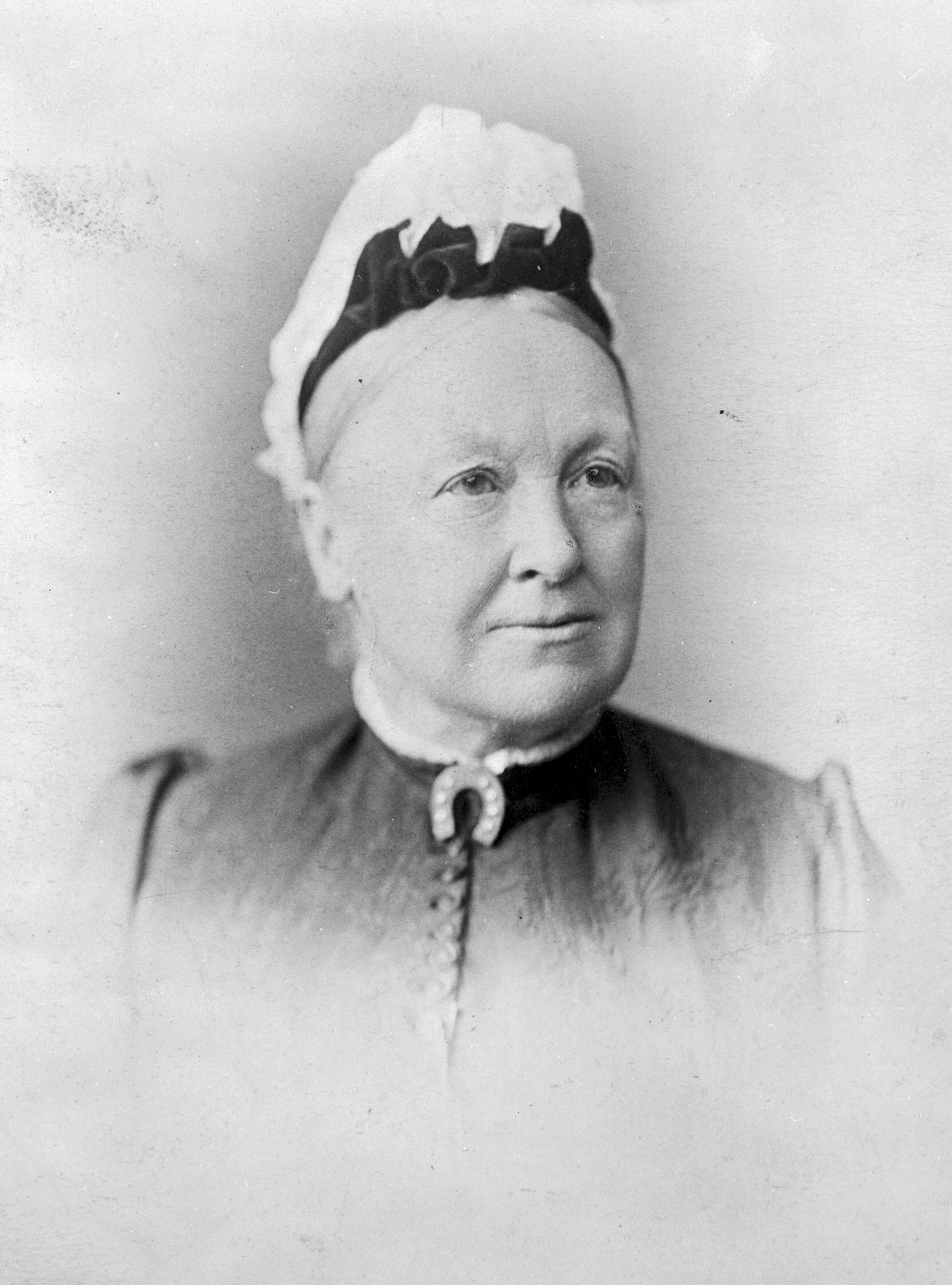
وقفت السيدة كاترين هيلين سبينس للترشح في عام 1897. ولأول مرة في العالم الحديث، منحت جنوب أستراليا المرأة حقها في الترشح للبرلمان في عام 1895.

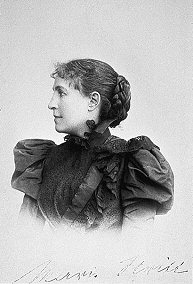
ماري ستريت (1855-1928)، مناضلة ألمانية بحق المرأة في التصويت، ومؤسس مشارك للتحالف الدولي للمرأة.

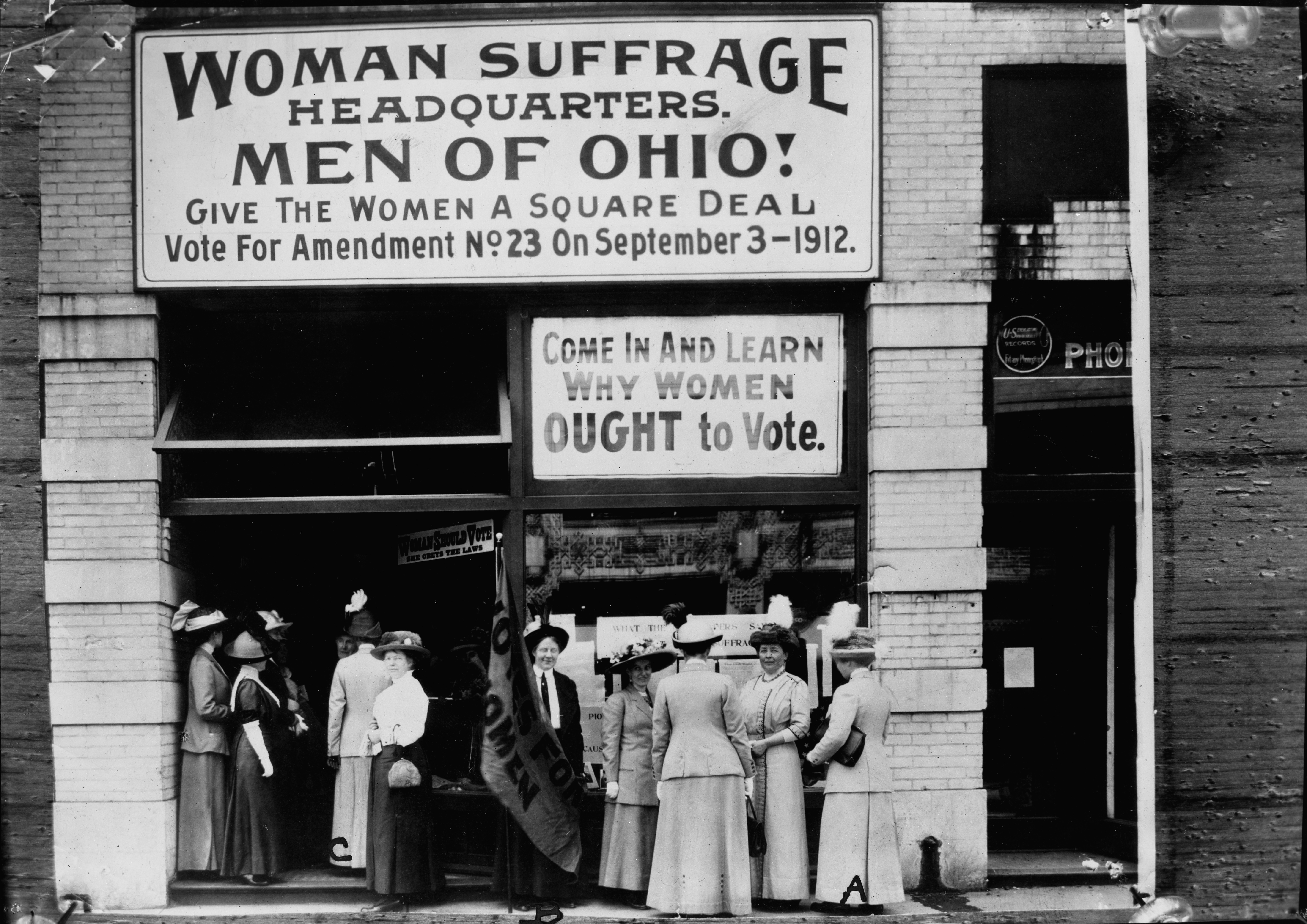
تصويت النساء في المكتب الرئيسي، كليفلاند، 1913

في السويد، كان الاقتراع الشرطي للمرأة ساري المفعول خلال عصر الحرية (1718-1772). ومن بين المتنافسين المحتملين الأوليين على منح حق الاقتراع للمرأة جمهورية كورسيكا (1755)، وجزر بيتكيرن (1838)، وجزيرة مان (1881)، وفرانسفيل (1889)، إلا أن بعضهم لم يعمل إلا لفترة وجيزة على أنه مستقل، بينما كانت الدول الأخرى ليست مستقلة بشكل واضح.
وفي عام 1756، أصبحت ليديا تافت أول امرأة قانونية ناخبة في أمريكا الاستعمارية. وحدث ذلك تحت الحكم البريطاني في مستعمرة ماساشوستس. وصوتت في اجتماع مدينة نيو إنجلاند في أوكسبريدج، ماساشوستس، في ثلاث مناسبات على الأقل. وكان بإمكان النساء البيض غير المتزوجات من ذوي الممتلكات أن يصوتوا في نيو جيرسي من 1776 إلى 1807.

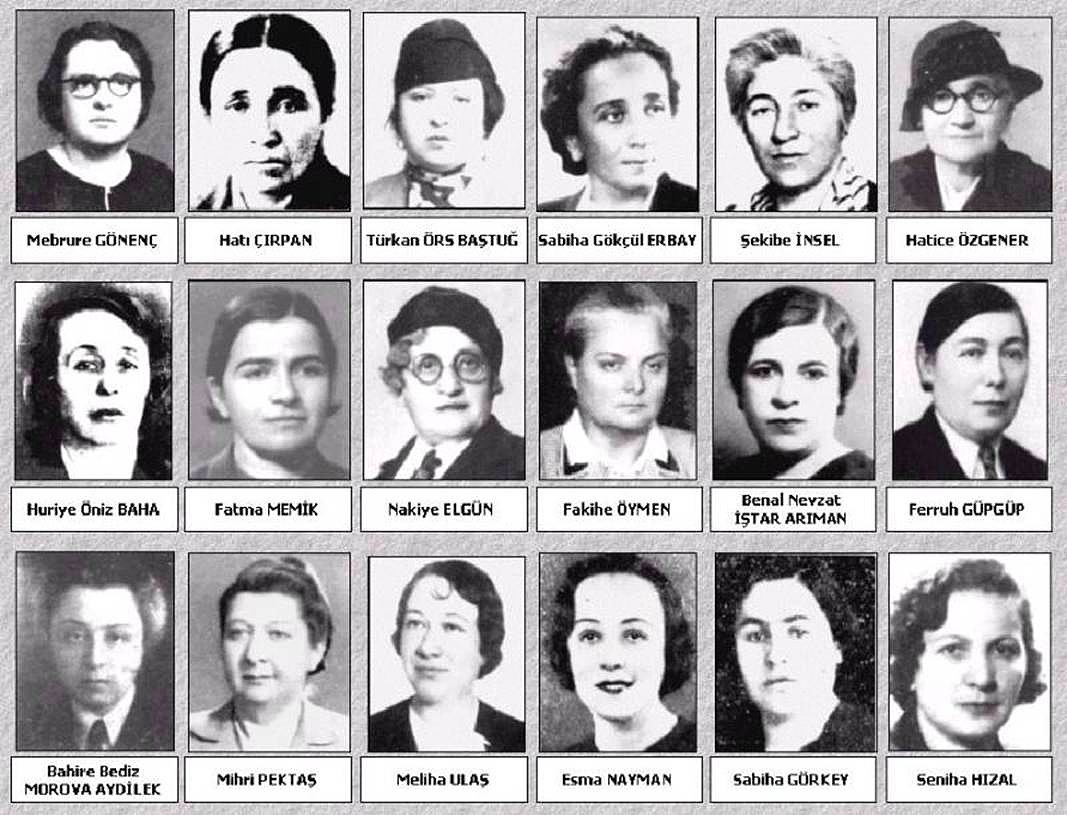
انضمت 18 امرأة إلى البرلمان التركي في عام 1935.

وتمكنت جميع ربات الأسر من التصويت في انتخابات عام 1792 في سيراليون، ثم في مستعمرة بريطانية جديدة، وكان ثلث النساء من أصل أفريقي.
وتمكنت الإناث المنحدرات من سلالة متمردي بونتي الذين عاشوا في جزر بيتكيرن من التصويت عام 1838. وقد تم التنازل عن هذا الحق بعد أن أعيد توطينهم في 1856 لجزيرة نورفولك (وهي الآن منطقة خارجية أسترالية).
تم زرع بذور أول اتفاقية لحقوق المرأة في الولايات المتحدة في سينيكا فولز بنيويورك في عام 1840، عندما التقت إليزابيث كادي ستانتون بلوكريتيا موت في المؤتمر العالمي لمناهضة الرق في لندن. ورفض المؤتمر تعيين موت ومندوبات أخريات من الولايات المتحدة بسبب جنسهن. وفي عام 1851، التقت ستانتون بسوزان أنتوني إحدى مؤسسي حركة الاعتدال النسائي، وسرعان ما انضم الاثنان في النضال الطويل لتأمين التصويت للنساء في الولايات المتحدة. وفي عام 1868، شجعت أنتوني النساء العاملات في مهن الطباعة والخياطة في نيويورك والمستثناة من نقابات العمال الرجال؛ لتشكيل جمعيات العاملات. وكمندوبة لدى مؤتمر العمل الوطني في عام 1868، أقنعت أنتوني لجنة العمل النسائي بالدعوة إلى الحصول على أصوات للنساء والمساواة في الأجر عن العمل المتساوي. وحذف الرجال في المؤتمر الإشارة إلى التصويت. وتمكنت النساء في إقليم وايومنغ في الولايات المتحدة من التصويت اعتبارا من عام 1869. وكثيرا ما اعترضت مجموعات الاقتراع الأمريكية اللاحقة على التكتيكات، حيث كانت جمعية امتياز المرأة الأميركية الوطنية تطالب بحملة لكل دولة على حدة، وتركيز حزب المرأة الوطني على تعديل الدستور الأمريكي.
وفي عام 1881، قامت جزيرة مان، وهي إقليم تابع للحكم الذاتي التابع للتاج البريطاني، بمنح النساء حق الملكية. وبذلك قدمت أول إجراء لاقتراع المرأة داخل الجزر البريطانية.
وأصبحت مستعمرة فرانسيفيل في المحيط الهادئ، التي أعلنت الاستقلال في عام 1889، أول دولة تتمتع بالحكم الذاتي لتبني حق الاقتراع العام دون تمييز بين الجنس أو اللون.
ومن بين البلدان المستقلة القائمة حاليا، كانت نيوزيلندا أول من اعترف بحق المرأة في التصويت في عام 1893، عندما كانت مستعمرة بريطانية تتمتع بالحكم الذاتي. تم اعتماد حق التصويت غير المقيد للمرأة (لم يسمح للمرأة في البداية بالترشح للانتخابات) في نيوزيلندا في عام 1893. وبعد حركة ناجحة بقيادة كيت شيبارد، تم اعتماد قانون الاقتراع للنساء قبل أسابيع من الانتخابات العامة لذلك العام. وحصلت نساء المحمية البريطانية لجزر كوك على نفس الحق بعد فترة وجيزة وفازت نساء نيوزيلندا بصناديق الاقتراع في عام 1893.
وقد قامت المستعمرة البريطانية المتمتعة بالحكم الذاتي في جنوب أستراليا بإصدار حق الاقتراع العام في عام 1895، مما يسمح للمرأة أيضا بالوقوف في البرلمان الاستعماري في ذلك العام. واتحدت رابطة الكومنولث الأسترالية في عام 1901 مع تصويت المرأة وتوليها المناصب في بعض الولايات. ووسع البرلمان الاتحادي الأسترالي حق التصويت لجميع النساء البالغات في الانتخابات الاتحادية من عام 1902 (باستثناء النساء من السكان الأصليين في بعض الولايات).
وكانت أول دولة أوروبية تقدم حق الاقتراع للمرأة هي دوقية فنلندا الكبرى في عام 1906. وكان ذلك من بين الإصلاحات التي تمت في أعقاب انتفاضة عام 1905. ونتيجة للانتخابات البرلمانية لعام 1907، انتخب الناخبون الفنلنديون 19 امرأة كأول عضوات في برلمان تمثيلي، وأخذوا مقاعدهم في وقت لاحق من ذلك العام.
في السنوات التي سبقت الحرب العالمية الأولى، فازت النساء في النرويج (1913) أيضا بالحق في التصويت، كما فعلت النساء في بقية الولايات الأسترالية. ومنحت الدانمرك حق الاقتراع للمرأة في عام 1915. وقبل نهاية الحرب، اعترفت كندا، وروسيا، وألمانيا، وبولندا بحق المرأة في التصويت. وكانت النساء البريطانيات اللواتي تجاوزن الثلاثين من العمر قد صوتن في عام 1918، والنساء الهولنديات في عام 1919، وفازت النساء الأمريكيات بالتصويت في 26 أغسطس 1920 من خلال التعديل التاسع عشر. وفازت النساء الأيرلنديات بنفس حقوق التصويت التي يتمتع بها الرجال في دستور الدولة الأيرلندية الحرة عام 1922. وفي عام 1928، فازت النساء البريطانيات بالاقتراع بنفس الشروط التي يحصل عليها الرجال، أي بالنسبة للأشخاص الذين يبلغون من العمر 21 عاما أو أكثر. وقد قُدم حق الانتخاب للمرأة التركية في عام 1930 للانتخابات المحلية، وفي عام 1934 للانتخابات الوطنية.

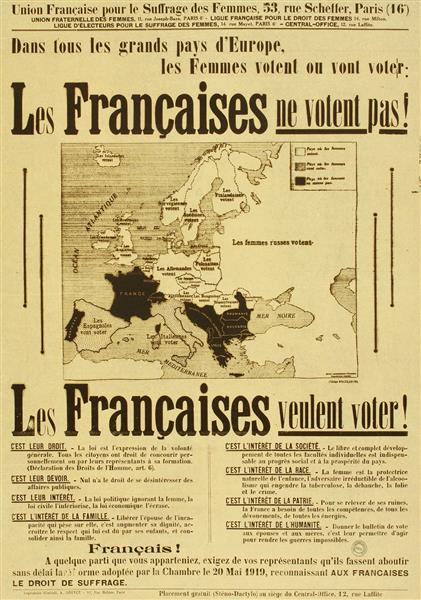
ملصق فرنسي مؤيد للاقتراع، 1934

وفي الوقت الذي منحت فيه المرأة الفرنسية حق الاقتراع في يوليو 1944 من قِبل حكومة شارل ديغول في المنفى، كانت فرنسا الدولة الغربية الوحيدة التي لم تسمح بالاقتراع النسائي في الانتخابات البلدية على الأقل منذ عقد من الزمان.
وأُدخلت حقوق التصويت للمرأة في القانون الدولي من قِبل لجنة الأمم المتحدة لحقوق الإنسان، التي كان رئيسها المنتخب إليانور روزفلت. وفي عام 1948، اعتمدت الأمم المتحدة الإعلان العالمي لحقوق الإنسان، وتنص المادة 21 على ما يلي: «(1) لكل شخص الحق في المشاركة في حكومة بلده مباشرة أو عن طريق ممثلين يختارهم بحرية. (3) تكون إرادة الشعب هي أساس سلطة الحكومة خلال انتخابات دورية ونزيهة تكون بالاقتراع العام والمتساوي، وتُجرى بالاقتراع السري أو بإجراءات تصويت حرة مكافئة».
واعتمدت الجمعية العامة للأمم المتحدة اتفاقية الحقوق السياسية للمرأة، التي دخلت حيز النفاذ في عام 1954، والتي تكرس المساواة في الحقوق للمرأة في التصويت، وتولي المنصب، والحصول على الخدمات العامة على النحو المنصوص عليه في القوانين الوطنية. وكانت بوتان واحدة من أحدث الولايات القضائية التي اعترفت بحق المرأة الكامل في التصويت في عام 2008 (أول انتخابات وطنية).

## حركات التصويت

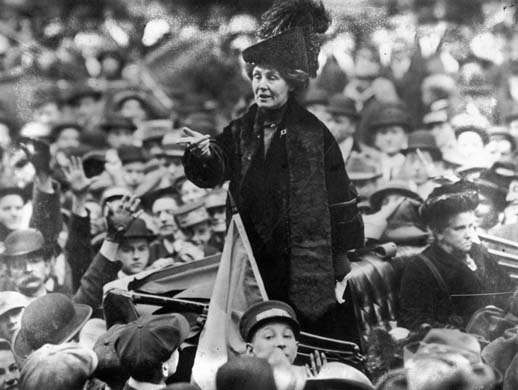
بعد بيع منزلها، سافرت الناشطة البريطانية إميلين بانكيرست، وألقت خطابات في جميع أنحاء بريطانيا والولايات المتحدة. ووصلت واحدة من أشهر كلماتها، الحرية أو الموت، إلى كونيتيكت في عام 1913.

كانت حركة الاقتراع واسعة النطاق، وشملت النساء والرجال الذين لديهم مجموعة واسعة من الآراء. وكان أعظم إنجاز لحركة الاقتراع للمرأة في القرن العشرين قاعدتها الواسعة للغاية. وكانت أحد التقسيمات الكبرى خاصة في بريطانيا بين أصحاب حق الاقتراع، والتي سعت إلى إحداث تغيير دستوري، ونادت بحق المرأة في التصويت، بقيادة الناشطة السياسية الإنجليزية إميلين بانكيرست، والتي شكلت في عام 1903 الاتحاد النسائي الاجتماعي والسياسي الأكثر تشددا. ولم ترضى بانكيرست عن أي شيء سوى اتخاذ إجراء بشأن مسألة حق المرأة في التصويت، ب«الأفعال، وليس الكلمات» الذي كان شعار المنظمة.
وكان هناك أيضا تنوع في الآراء بشأن «مكان المرأة». وكثيرا ما تضمنت المواضيع المنادية بمنح حق المرأة في الاقتراع فكرة أن المرأة بطبيعة الحال أكثر شفقة وأكثر قلقا بشأن الأطفال وكبار السن. وكما أوضح كراديتور، كان من المفترض في كثير من الأحيان أن يكون للنساء الناخبات تأثير حضاري على السياسة، ومعارضة العنف المنزلي، والخمور، والتأكيد على النظافة والمجتمع. وينبغي أن تكون متساوية في كل شيء، وأنه لا يوجد شيء مثل «دور المرأة الطبيعي».
وبالنسبة للنساء السود، كان الحصول على حق الاقتراع وسيلة للتصدي لحرمانهم من حق التصويت من قِبل رجال عرقهم. وعلى الرغم من الإحباط، واصل المؤيدون السود الإصرار على حقوقهم السياسية المتساوية. وابتداء من تسعينات القرن الثامن عشر، بدأت المرأة الأميركية الأفريقية في تأكيد حقوقها السياسية بقوة من داخل النوادي وجمعيات الاقتراع الخاصة بها. وقالت أديلا هانت لوغان من توسكيجي في ولاية ألاباما: «إذا كانت المرأة الأمريكية البيضاء، بكل ما لديها من مزايا طبيعية ومكتسبة، في حاجة إلى الاقتراع، فكم يحتاج الأمريكيون السود، ذكورا وإناثا، من الدفاع القوي عن التصويت للمساعدة في تأمين حقهم في الحياة والحرية والسعي لتحقيق السعادة؟».

## الجدول الزمني لمنح حق التصويت للنساء دوليا
| البلد                       | سنة بداية منح المرأة حق التصويت على المستوى الوطني                                                     | سن التصويت                                                                | ملاحظات |  |
| --------------------------- | --- | ------------------------------------------------------------------------- | --- |  |
| أفغانستان                   | 1963                                                                                                   | 18 سنةً                                                                    | |  |
| ألبانيا                     | 1920                                                                                                   | 18 سنةً                                                                    | |  |
| الجزائر                     | 1962                                                                                                   | 18 سنةً                                                                    | في عام 1962، منحت الجزائر حقوقا متساوية في التصويت لجميع الرجال والنساء بعد استقلالها عن فرنسا. |  |
| ساموا                       | 1990                                                                                                   | 18 سنةً                                                                    | |  |
| أندورا                      | 1970                                                                                                   | 18 سنةً                                                                    | |  |
| أنغولا                      | 1975                                                                                                   | 18 سنةً                                                                    | |  |
| أنغويلا                     | 1951                                                                                                   | 18 سنةً                                                                    | |  |
| أنتيغوا وباربودا            | 1951                                                                                                   | 18 سنةً                                                                    | |  |
| الأرجنتين                   | 1947                                                                                                   | 18 سنةً                                                                    | في 23 سبتمبر 1947، تم سن قانون الاناث (رقم 13,010) في حكومة خوان بيرون. |  |
| أرمينيا                     | 1917 (من خلال تطبيق التشريع الروسي) 1919 آذار/ مارس (باعتماد تشريعاتها الخاصة)                         | 18 سنةً                                                                    | |  |
| أروبا                       | — | 18 سنةً                                                                    | |  |
| أستراليا                    | 1902                                                                                                   | 18 سنةً                                                                    | لم تُمنح المرأة الأسترالية الأصلية (والرجال) رسميا حق التصويت حتى عام 1962. |  |
| النمسا                      | 1919                                                                                                   | 16 سنةً                                                                    | |  |
| أذربيجان                    | 1918                                                                                                   | 18 سنةً                                                                    | أذربيجان هي أول بلد من حيث الأغلبية المسلمة التي حررت المرأة. |  |
| جزر البهاما                 | 1960                                                                                                   | 18 سنةً                                                                    | |  |
| البحرين                     | 2002                                                                                                   | 18 سنةً                                                                    | |  |
| بنغلاديش                    | 1971                                                                                                   | 18 سنةً                                                                    | |  |
| باربادوس                    | 1950                                                                                                   | 18 سنةً                                                                    | |  |
| بيلاروس                     | 1919                                                                                                   | 18 سنةً                                                                    | |  |
| بلجيكا                      | 1919/1948                                                                                              | 18 سنةً                                                                    | قد مُنحت في الدستور في عام 1919 للتصويت الطائفي. ولم يتم الاقتراع لمجالس المقاطعات والبرلمان الوطني إلا في عام 1948. |  |
| بليز                        | 1954                                                                                                   | 18 سنةً                                                                    | |  |
| بنين                        | 1956                                                                                                   | 18 سنةً                                                                    | |  |
| برمودا                      | 1944                                                                                                   | 18 سنةً                                                                    | |  |
| بوتان                       | 1953                                                                                                   | 18 سنةً                                                                    | |  |
| بوليفيا                     | 1938/1952                                                                                              | 18 سنةً                                                                    | محدودية حق المرأة في الاقتراع عام 1938 (فقط للنساء المتعلمات وأولئك اللواتي لديهن مستوى معين من الدخل). والمساواة مع الرجل منذ عام 1952. |  |
| البوسنة والهرسك             | 1949                                                                                                   | 18 سنةً                                                                    | |  |
| بوتسوانا                    | 1965                                                                                                   | 18 سنةً                                                                    | |  |
| البرازيل                    | 1932                                                                                                   | 16 سنةً                                                                    | |  |
| جزر العذراء البريطانية      | 1951                                                                                                   | 18 سنةً                                                                    | |  |
| بروناي                      | 1959                                                                                                   | 18 سنةً (انتخابات القرى فقط)                                               | الانتخابات التي علقت حاليا منذ عامي 1962 و1965. لكل من الرجال والنساء حقوق التصويت فقط للانتخابات المحلية. |  |
| بلغاريا                     | 1937/1944                                                                                              | 18 سنةً                                                                    | قد حصلت النساء المتزوجات (والأرامل غير المتزوجات) على حق التصويت في 18 كانون الثاني/ يناير 1937 في الانتخابات المحلية، ولكنهن لم يستطعن الترشح للمناصب. واستبعدت النساء العازبات من التصويت. وقد منح النظام الشيوعي حقوق التصويت الكاملة في أيلول/ سبتمبر 1944، وأعيد تأكيدها في إصلاح القانون الانتخابي في 15 حزيران/ يونيه 1945. |  |
| بوركينا فاسو                | 1958                                                                                                   | 18 سنةً                                                                    | |  |
| ميانمار                     | 1922                                                                                                   | 18 سنةً                                                                    | |  |
| بوروندي                     | 1961                                                                                                   | 18 سنةً                                                                    | |  |
| كمبوديا                     | 1955                                                                                                   | 18 سنةً                                                                    | |  |
| الكاميرون                   | 1946                                                                                                   | 20 سنةً                                                                    | |  |
| كندا                        | 1917-1919 في معظم كندا، جزيرة الأمير إدوارد في عام 1922، ونيوفاوندلاند في عام 1925، وكيبيك في عام 1940 | 18 سنةً                                                                    | للمساعدة في الفوز بولاية التجنيد الإجباري، منحت حكومة روبرت بوردن الفدرالية حق التصويت في عام 1917 لأرامل الحرب والنساء اللواتي يخدمن في الخارج وأقارب الرجال العاملين في الخارج. ومع ذلك، فإن نفس التشريع، وهو قانون انتخابات زمن الحرب، حرم أولئك الذين أصبحوا مواطنين كنديين طبيعيين بعد عام 1902. وقد سمح للنساء اللواتي تجاوزن 21 عاما "غير المولودين بالخارج" والذين استوفوا مؤهلات معينة من الممتلكات بالتصويت في الانتخابات الاتحادية في عام 1918. فازت المرأة لأول مرة بالتصويت على مستوى المقاطعات في مانيتوبا، ساسكاتشوان وألبرتا في عام 1916، وبريتيش كولومبيا وأونتاريو في عام 1917، ونوفا سكوتيا في عام 1918، ونيو برونزويك في عام 1919 (لم تتمكن المرأة من العمل في مكتب مقاطعة نيو برونزويك حتى عام 1934)، وجزيرة الأمير إدوارد في عام 1922، ونيوفاوندلاند في عام 1925 (التي لم تنضم إلى الاتحاد حتى عام 1949)، وكيبيك في عام 1940. ولم يتم منح الرجال والنساء من السكان الأصليين الحق في التصويت حتى عام 1960. وقبل ذلك، لا يمكنهم التصويت إلا إذا تخلى عن وضع المعاهدة. ولم توقع كندا حتى عام 1948 على الإعلان العالمي لحقوق الإنسان الصادر عن الأمم المتحدة الذي يفيد بأن كندا قد أُجبرت على دراسة مسألة التمييز ضد السكان الأصليين. |  |
| الرأس الأخضر                | 1975                                                                                                   | 18 سنةً                                                                    | |  |
| جزر كايمان                  | 1957                                                                                                   | 18 سنةً                                                                    | |  |
| جمهورية أفريقيا الوسطى      | 1986                                                                                                   | 21 سنةً                                                                    | |  |
| تشاد                        | 1958                                                                                                   | 18 سنةً                                                                    | |  |
| تشيلي                       | 1949                                                                                                   | 18 سنةً                                                                    | في الفترة من 1934 إلى 1949، تمكنت المرأة من التصويت في الانتخابات المحلية في سن 25، في حين أن الرجال يمكن أن يصوتوا في جميع الانتخابات في سن 21 سنة. وفي كلتا الحالتين، يلزم الإلمام بالقراءة والكتابة. |  |
| الصين                       | 1947                                                                                                   | 18 سنةً                                                                    | في عام 1947، فازت المرأة بالاقتراع من خلال دستور جمهورية الصين. وفي عام 1949، حلت جمهورية الصين الشعبية (PRC) جمهورية الصين (ROC) كحكومة للبر الرئيسى الصينى. وانتقلت جمهورية الكونغو الديمقراطية إلى جزيرة تايوان. ويعترف دستور جمهورية الصين الشعبية بحقوق المرأة السياسية المتساوية مع الرجل. غير أن التصويت محدود لكل من الرجال والنساء. |  |
| كولومبيا                    | 1954                                                                                                   | 18 سنةً                                                                    | |  |
| جزر القمر                   | 1956                                                                                                   | 18 سنةً                                                                    | |  |
| جمهورية الكونغو الديمقراطية | 1967                                                                                                   | 18 سنةً                                                                    | |  |
| جمهورية الكونغو             | 1963                                                                                                   | 18 سنةً                                                                    | |  |
| جزر كوك                     | 1893                                                                                                   | 18 سنةً                                                                    | |  |
| كوستاريكا                   | 1949                                                                                                   | 18 سنةً                                                                    | |  |
| ساحل العاج                  | 1952                                                                                                   | 19 سنةً                                                                    | |  |
| كرواتيا                     | 1945                                                                                                   | 18 سنةً                                                                    | |  |
| كوبا                        | 1934                                                                                                   | 16 سنةً                                                                    | |  |
| قبرص                        | 1960                                                                                                   | 18 سنةً                                                                    | |  |
| جمهورية التشيك              | 1920                                                                                                   | 18 سنةً                                                                    | |  |
| الدنمارك                    | 1915                                                                                                   | 18 سنةً                                                                    | |  |
| جيبوتي                      | 1946                                                                                                   | 18 سنةً                                                                    | |  |
| دومينيكا                    | 1951                                                                                                   | 18 سنةً                                                                    | |  |
| جمهورية الدومينيكان         | 1942                                                                                                   | 18 سنةً                                                                    | |  |
| الإكوادور                   | 1929/1967                                                                                              | 18 سنةً                                                                    | على الرغم من أن الإكوادور منحت حق الاقتراع للمرأة في عام 1929، والذي كان في وقت سابق من معظم البلدان المستقلة في أمريكا اللاتينية (باستثناء أوروغواي، التي منحت حق الاقتراع للمرأة في عام 1917)، فإن الاختلافات بين حق المرأة والاقتراع في الإكوادور لم تلغ إلا في عام 1967 (قبل تصويت المرأة عام 1967 كان اختياريا، في حين أن الرجل كان إلزاميا، وهو إلزامي لكلا الجنسين منذ عام 1967). |  |
| مصر                         | 1956                                                                                                   | 18 سنةً                                                                    | |  |
| السلفادور                   | 1939/1950                                                                                              | 18 سنةً                                                                    | حصلت النساء في عام 1939 على حق الاقتراع مع بعض القيود التي تتطلب محو الأمية وسن أعلى. وقد رُفعت جميع القيود في عام 1950، مما سمح للمرأة بالتصويت، ولكن لم تحصل المرأة على الحق في الترشح للانتخابات إلا في عام 1961. |  |
| غينيا الاستوائية            | 1963                                                                                                   | 18 سنةً                                                                    | |  |
| إرتريا                      | 1955                                                                                                   | 18 سنةً                                                                    | |  |
| إستونيا                     | 1918                                                                                                   | 18 سنةً                                                                    | |  |
| إثيوبيا                     | 1955                                                                                                   | 18 سنةً                                                                    | |  |
| جزر فوكلاند                 | — | 18 سنةً                                                                    | |  |
| جزر فارو                    | — | 18 سنةً                                                                    | |  |
| فيجي                        | 1963                                                                                                   | 21 سنةً                                                                    | |  |
| فنلندا                      | 1906                                                                                                   | 18 سنةً                                                                    | |  |
| فرنسا                       | 1944                                                                                                   | 18 سنةً                                                                    | قد حُرمت النساء الفرنسيات من حقها في التصويت على جميع المستويات قبل عام 1944. |  |
| تاهيتي                      | — | 18 سنةً                                                                    | |  |
| الغابون                     | 1956                                                                                                   | 21 سنةً                                                                    | |  |
| غامبيا                      | 1960                                                                                                   | 18 سنةً                                                                    | |  |
| جورجيا                      | 1918                                                                                                   | 18 سنةً                                                                    | |  |
| ألمانيا                     | 1918                                                                                                   | 18 سنةً                                                                    | |  |
| غانا                        | 1954                                                                                                   | 18 سنةً                                                                    | |  |
| جبل طارق                    | — | 18 سنةً                                                                    | |  |
| اليونان                     | 1952                                                                                                   | 18 سنةً                                                                    | |  |
| جرينلاند                    | — | 18 سنةً                                                                    | |  |
| غرينادا                     | 1951                                                                                                   | 18 سنةً                                                                    | |  |
| غوام                        | — | 18 سنةً                                                                    | |  |
| غواتيمالا                   | 1945/1965                                                                                              | 18 سنةً                                                                    | يمكن للمرأة أن تصوت من عام 1945، ولكن فقط إذا كانت تستطيع القراءة والكتابة. وقد رُفعت القيود المفروضة على حق المرأة في الاقتراع عام 1965. |  |
| غيرنزي                      | — | 18 سنةً                                                                    | |  |
| غينيا                       | 1958                                                                                                   | 18 سنةً                                                                    | |  |
| غينيا بيساو                 | 1977                                                                                                   | 18 سنةً                                                                    | |  |
| غيانا                       | 1953                                                                                                   | 18 سنةً                                                                    | |  |
| هايتي                       | 1950                                                                                                   | 18 سنةً                                                                    | |  |
| الفاتيكان                   | لا تصويت للنساء                                                                                        | محصور بالكرادلة الذين تقل أعمارهم عن 80 سنةً (ذكور فقط)                    | البابا، الذي انتخبه مجمع الكرادلة من خلال الاقتراع السري، هو رئيس الكنيسة الكاثوليكية، ويمارس بحكم منصبه السلطة التشريعية والتنفيذية والقضائية العليا على دولة الفاتيكان. |  |
| هندوراس                     | 1955                                                                                                   | 18 سنةً                                                                    | |  |
| هونغ كونغ                   | 1949                                                                                                   | 18 سنةً                                                                    | |  |
| المجر                       | 1918                                                                                                   | 18 سنةً                                                                    | |  |
| آيسلندا                     | 1915                                                                                                   | 40 سنةً (1920 – 18 سنةً)                                                    | |  |
| الهند                       | 1947                                                                                                   | 18 سنةً                                                                    | في عام 1947، منحت الهند، بعد استقلالها عن المملكة المتحدة، حقوقا متساوية في التصويت لجميع الرجال والنساء. |  |
| إندونيسيا                   | 1945                                                                                                   | 17 سنةً (المتزوجون بغض النظر عن العمر)                                     | |  |
| إيران                       | 1963                                                                                                   | 18 سنةً                                                                    | |  |
| العراق                      | 1980                                                                                                   | 18 سنةً                                                                    | |  |
| أيرلندا                     | 1918 (جزئيا) 1922 (كليا)                                                                               | 18 سنةً                                                                    | من عام 1918 مع بقية المملكة المتحدة، يمكن للمرأة التصويت في سن 30 مع مؤهلات الملكية أو في الدوائر الانتخابية في الجامعات، في حين أن الرجال يمكنهم التصويت في سن 21 دون أي مؤهل. ومنذ الانفصال في عام 1922، أعطت الدولة الأيرلندية الحرة حقوق تصويت متساوية للرجال والنساء. |  |
| جزيرة مان                   | 1881                                                                                                   | 16 سنةً                                                                    | |  |
| إسرائيل                     | 1948                                                                                                   | 18 سنةً                                                                    | تم منح حق الانتخاب للمرأة بإعلان الاستقلال. |  |
| إيطاليا                     | 1946                                                                                                   | 18 سنةً (باستثناء انتخابات مجلس الشيوخ، حيث يبلغ الحد الأدنى للسن 25 عاما) | |  |
| جامايكا                     | 1944                                                                                                   | 18 سنةً                                                                    | |  |
| اليابان                     | 1945                                                                                                   | 20 سنةً                                                                    | |  |
| جيرزي                       | 1919                                                                                                   | 16 سنةً                                                                    | تم تطبيق القيود المفروضة على التصويت على الرجال والنساء حتى بعد التحرير في عام 1945. |  |
| الأردن                      | 1974                                                                                                   | 18 سنةً                                                                    | |  |
| كازاخستان                   | 1924                                                                                                   | 18 سنةً                                                                    | |  |
| كينيا                       | 1963                                                                                                   | 18 سنةً                                                                    | |  |
| كيريباتي                    | 1967                                                                                                   | 18 سنةً                                                                    | |  |
| كوريا الشمالية              | 1946                                                                                                   | 17 سنةً                                                                    | |  |
| كوريا الجنوبية              | 1948                                                                                                   | 19 سنةً                                                                    | |  |
| الكويت                      | 1985 – تمت إزالة حق الاقتراع للمرأة لاحقا في 1999, ومُنح مرة أخرى في 2005                               | 21 سنةً                                                                    | يجب أن يكون جميع الناخبين من مواطني الكويت في سن ال20 على الأقل. |  |
| قرغيزستان                   | 1918                                                                                                   | 18 سنةً                                                                    | |  |
| لاوس                        | 1958                                                                                                   | 18 سنةً                                                                    | |  |
| لاتفيا                      | 1918                                                                                                   | 18 سنةً                                                                    | |  |
| لبنان                       | 1952                                                                                                   | 21 سنةً                                                                    | في عام 1952، وبعد معركة لمدة 30 عاما من أجل الاقتراع، سمح مشروع قانون للمرأة اللبنانية بالتصويت. وفي عام 1957، تم إسقاط شرط الحصول على التعليم الابتدائي للنساء (ولكن ليس الرجال) قبل التصويت، كما كان التصويت إلزاميا بالنسبة للرجال. |  |
| ليسوتو                      | 1965                                                                                                   | 18 سنةً                                                                    | |  |
| ليبيريا                     | 1946                                                                                                   | 18 سنةً                                                                    | |  |
| ليبيا                       | 1964                                                                                                   | 18 سنةً                                                                    | |  |
| ليختنشتاين                  | 1984                                                                                                   | 18 سنةً                                                                    | |  |
| ليتوانيا                    | 1918                                                                                                   | 18 سنةً                                                                    | |  |
| لوكسمبورغ                   | 1919                                                                                                   | 18 سنةً                                                                    | |  |
| ماكاو                       | — | 18 سنةً                                                                    | |  |
| مقدونيا                     | 1946                                                                                                   | 18 سنةً                                                                    | |  |
| مدغشقر                      | 1959                                                                                                   | 18 سنةً                                                                    | |  |
| مالاوي                      | 1961                                                                                                   | 18 سنةً                                                                    | |  |
| ماليزيا                     | 1957                                                                                                   | 21 سنةً                                                                    | |  |
| جزر المالديف                | 1932                                                                                                   | 21 سنةً                                                                    | |  |
| مالي                        | 1956                                                                                                   | 18 سنةً                                                                    | |  |
| مالطا                       | 1947                                                                                                   | 18 سنةً                                                                    | |  |
| جزر مارشال                  | 1979                                                                                                   | 18 سنةً                                                                    | |  |
| موريتانيا                   | 1961                                                                                                   | 18 سنةً                                                                    | |  |
| موريشيوس                    | 1956                                                                                                   | 18 سنةً                                                                    | |  |
| مايوت                       | — | 18 سنةً                                                                    | |  |
| المكسيك                     | 1953                                                                                                   | 18 سنةً                                                                    | |  |
| ولايات ميكرونيسيا المتحدة   | 1979                                                                                                   | 18 سنةً                                                                    | |  |
| مولدوفا                     | 1929/1940                                                                                              | 18 سنةً                                                                    | كجزء من مملكة رومانيا، سُمح للنساء اللائي حصلن على مؤهلات معينة بالتصويت في الانتخابات المحلية، ابتداء من عام 1929. وبعد دستور عام 1938، توسعت حقوق التصويت للنساء في الانتخابات العامة بموجب قانون الانتخابات لعام 1939. وفي عام 1940، بعد تشكيل جمهورية مولدوفا الاشتراكية السوفياتية، مُنحت حقوق تصويت متساوية للرجال والنساء. |  |
| موناكو                      | 1962                                                                                                   | 18 سنةً                                                                    | |  |
| منغوليا                     | 1924                                                                                                   | 18 سنةً                                                                    | |  |
| الجبل الأسود                | — | 18 سنةً                                                                    | |  |
| مونتسرات                    | — | 18 سنةً                                                                    | |  |
| المغرب                      | 1963                                                                                                   | 18 سنةً                                                                    | |  |
| موزمبيق                     | 1975                                                                                                   | 18 سنةً                                                                    | |  |
| ناميبيا                     | 1989                                                                                                   | 18 سنةً                                                                    | بعد الاستقلال عن جنوب إفريقيا |  |
| ناورو                       | 1968                                                                                                   | 20 سنةً                                                                    | |  |
| نيبال                       | 1951                                                                                                   | 18 سنةً                                                                    | |  |
| هولندا                      | 1919                                                                                                   | 18 سنةً                                                                    | |  |
| الأنتيل الهولندية           | — | 18 سنةً                                                                    | |  |
| كاليدونيا الجديدة           | — | 18 سنةً                                                                    | |  |
| نيوزيلندا                   | 1893                                                                                                   | 18 سنةً                                                                    | |  |
| نيكاراغوا                   | 1955                                                                                                   | 16 سنةً                                                                    | |  |
| النيجر                      | 1948                                                                                                   | 18 سنةً                                                                    | |  |
| نيجيريا                     | 1958                                                                                                   | 18 سنةً                                                                    | |  |
| نييوي                       | — | 18 سنةً                                                                    | |  |
| جزيرة نورفولك               | — | 18 سنةً                                                                    | |  |
| جزر ماريانا الشمالية        | — | 18 سنةً                                                                    | |  |
| النرويج                     | 1913                                                                                                   | 18 سنةً                                                                    | |  |
| عُمان                        | 2003                                                                                                   | 21 سنةً                                                                    | |  |
| باكستان                     | 1947                                                                                                   | 18 سنةً                                                                    | في عام 1947، وبإنشاءها الناجم عن تقسيم الهند، منحت باكستان حقوق التصويت الكاملة للرجال والنساء |  |
| بالاو                       | 1979                                                                                                   | 18 سنةً                                                                    | |  |
| بنما                        | 1941/1946                                                                                              | 18 سنةً                                                                    | ساوى حق المرأة المقيد في الاقتراع منذ عام 1941 (مشروط بمستوى التعليم) حق المرأة في الاقتراع من عام 1946. |  |
| بابوا غينيا الجديدة         | 1964                                                                                                   | 18 سنةً                                                                    | |  |
| باراغواي                    | 1961                                                                                                   | 18 سنةً                                                                    | |  |
| بيرو                        | 1955                                                                                                   | 18 سنةً                                                                    | |  |
| الفلبين                     | 1937                                                                                                   | 18 سنةً                                                                    | |  |
| جزر بيتكيرن                 | 1838                                                                                                   | 18 سنةً                                                                    | |  |
| بولندا                      | 1918                                                                                                   | 18 سنةً                                                                    | |  |
| البرتغال                    | 1931/1976                                                                                              | 18 سنةً                                                                    | مع القيود في عام 1931، ورفعت القيود في عام 1976. |  |
| بورتوريكو                   | 1929/1935                                                                                              | 18 سنةً                                                                    | أقر حق الانتخاب المحدود للمرأة، مقتصرا على من يتعلمون القراءة والكتابة. وفي عام 1935، أقر المجلس التشريعي حق الاقتراع لجميع النساء. |  |
| قطر                         | 1997                                                                                                   | 18 سنةً                                                                    | على الرغم من أن الدستور ينص على الانتخابات العامة، إلا أنها قد تأخرت مرارا وتكرارا. ولم تجر إلا الانتخابات البلدية حتى الآن. |  |
| رومانيا                     | 1929/1939/1946                                                                                         | 18 سنةً                                                                    | بدءا من عام 1929، سُمح للنساء اللائي حصلن على مؤهلات معينة بالتصويت في الانتخابات المحلية. وبعد الدستور من عام 1938، اتسعت حقوق التصويت لتشمل النساء في الانتخابات العامة بموجب قانون الانتخابات لعام 1939. ويمكن للمرأة أن تصوت على قدم المساواة مع الرجل، ولكن هناك قيود مفروضة على الرجل والمرأة على حد سواء، ومن الناحية العملية، تؤثر القيود على المرأة أكثر من الرجل. وفي عام 1946، مُنح الرجال والنساء حقوقا متساوية في التصويت. |  |
| روسيا                       | 1917                                                                                                   | 18 سنةً                                                                    | في 20 يوليو 1917، في ظل الحكومة المؤقتة. |  |
| رواندا                      | 1961                                                                                                   | 18 سنةً                                                                    | |  |
| سان بارتيلمي                | — | 18 سنةً                                                                    | |  |
| سانت هيلينا                 | — | —                                                                         | |  |
| سانت كيتس ونيفيس            | 1951                                                                                                   | 18 سنةً                                                                    | |  |
| سانت لوسيا                  | 1924                                                                                                   | 18 سنةً                                                                    | |  |
| سينت مارتن                  | — | 18 سنةً                                                                    | |  |
| سان بيير وميكلون            | — | 18 سنةً                                                                    | |  |
| سانت فينسنت والغرينادين     | 1951                                                                                                   | 18 سنةً                                                                    | |  |
| ساموا                       | 1990                                                                                                   | 21 سنةً                                                                    | |  |
| سان مارينو                  | 1959                                                                                                   | 18 سنةً                                                                    | |  |
| ساو تومي وبرينسيب           | 1975                                                                                                   | 18 سنةً                                                                    | |  |
| السعودية                    | 2015                                                                                                   | 21 سنةً                                                                    | وفي كانون الأول/ ديسمبر 2015، سمح للمرأة بالتصويت والترشح للمناصب لأول مرة. ويقتصر حق الانتخاب لكل من الرجال والنساء على الانتخابات البلدية. |  |
| السنغال                     | 1945                                                                                                   | 18 سنةً                                                                    | |  |
| صربيا                       | 1945                                                                                                   | 18 سنةً                                                                    | |  |
| سيشل                        | 1948                                                                                                   | 17 سنةً                                                                    | |  |
| سيراليون                    | 1961                                                                                                   | 18 سنةً                                                                    | في السبعينات من القرن التاسع عشر، بينما كانت سيراليون لا تزال مستعمرة، صوتت المرأة في الانتخابات. |  |
| سنغافورة                    | 1947                                                                                                   | 21 سنةً                                                                    | |  |
| سلوفاكيا                    | 1920                                                                                                   | 18 سنةً                                                                    | |  |
| سلوفينيا                    | 1945                                                                                                   | 18 سنةً                                                                    | |  |
| جزر سليمان                  | 1974                                                                                                   | 21 سنةً                                                                    | |  |
| الصومال                     | 1956                                                                                                   | 18 سنةً                                                                    | |  |
| جنوب إفريقيا                | 1930 (النساء الأوروبية والآسيوية) 1994 (جميع النساء)                                                   | 18 سنةً                                                                    | تم منح النساء اللواتي ينتمين إلى أعراق أخرى فقد حق التصويت في عام 1994، في نفس الوقت الذي منح فيه الرجال من جميع الأجناس. |  |
| إسبانيا                     | 1931                                                                                                   | 18 سنةً                                                                    | |  |
| سريلانكا                    | 1931                                                                                                   | 18 سنةً                                                                    | |  |
| السودان                     | 1964                                                                                                   | 17 سنةً                                                                    | |  |
| سورينام                     | 1948                                                                                                   | 18 سنةً                                                                    | |  |
| إسواتيني                    | 1968                                                                                                   | 18 سنةً                                                                    | |  |
| السويد                      | 1919                                                                                                   | 18 سنةً                                                                    | |  |
| سويسرا                      | 1971 على المستوى الفيدرالي، 1959–1991 على مستوى الكانتون المحلي                                        | 18 سنةً                                                                    | حصلت المرأة على حق التصويت في الانتخابات الوطنية في عام 1971. وحصلت النساء على حق التصويت على مستوى الكانتون المحلي بين عام 1959 (فود ونيوشاتيل في ذلك العام) وعام 1991 (أبنزيل إنرهودن). انظر أيضا حق المرأة في الاقتراع في سويسرا. |  |
| سوريا                       | 1949                                                                                                   | 18 سنةً                                                                    | |  |
| تايوان                      | 1947                                                                                                   | 20 سنةً                                                                    | في عام 1945، أعيدت تايوان من اليابان إلى الصين. وفي عام 1947، فازت المرأة بالاقتراع بموجب دستور جمهورية الصين. في عام 1949، فقدت جمهورية الصين البر الرئيسى للصين، وانتقل إلى تايوان. |  |
| طاجيكستان                   | 1924                                                                                                   | 18 سنةً                                                                    | |  |
| تنزانيا                     | 1959                                                                                                   | 18 سنةً                                                                    | |  |
| تايلاند                     | 1932                                                                                                   | 18 سنةً                                                                    | |  |
| تيمور الشرقية               | 2002                                                                                                   | 17 سنةً                                                                    | |  |
| توغو                        | 1945                                                                                                   | 18 سنةً                                                                    | |  |
| توكيلاو                     | — | 21 سنةً                                                                    | |  |
| TON                         | 1960                                                                                                   | 21 سنةً                                                                    | |  |
| ترينيداد وتوباغو            | 1925                                                                                                   | 18 سنةً                                                                    | تم منح حق التصويت لأول مرة في عام 1925 لأي من الجنسين، وللرجال الذين تزيد أعمارهم على 21 سنة والنساء فوق سن 30، كما في بريطانيا العظمى ("البلد الأم")، حيث كانت ترينيداد وتوباغو مستعمرة في ذلك الوقت)، وفي عام 1945 تم منح حق الانتخاب الكامل للنساء. |  |
| تونس                        | 1957                                                                                                   | 18 سنةً                                                                    | |  |
| تركيا                       | 1930 (في الانتخابات المحلية)، 1934 (في الانتخابات الوطنية)                                             | 18 سنةً                                                                    | |  |
| تركمانستان                  | 1924                                                                                                   | 18 سنةً                                                                    | |  |
| جزر توركس وكايكوس           | — | 18 سنةً                                                                    | |  |
| توفالو                      | 1967                                                                                                   | 18 سنةً                                                                    | |  |
| أوغندا                      | 1962                                                                                                   | 18 سنةً                                                                    | |  |
| أوكرانيا                    | 1919                                                                                                   | 18 سنةً                                                                    | |  |
| الإمارات العربية المتحدة    | 2006                                                                                                   | —                                                                         | الاقتراع مقيد لكل من الرجال والنساء. |  |
| المملكة المتحدة             | 1918 و1928                                                                                             | 30 ثم أصبحت 21 سنةً؛ الآن 18 سنةً                                           | من 1918-1928، يمكن للمرأة التصويت في سن ال30 مع مؤهلات الملكية أو خريجي الجامعات في المملكة المتحدة، في حين أن الرجال يمكن التصويت في سن ال21 دون أي مؤهل. ومنذ عام 1928، كان للمرأة حق الانتخاب على قدم المساواة مع الرجل. |  |
| الولايات المتحدة            | 1920                                                                                                   | 18 سنةً                                                                    | قبل التصديق على التعديل التاسع عشر في عام 1920، سنت فرادى تشريعات تسمح للنساء بالتصويت في مختلف أنواع الانتخابات، سمح البعض فقط للنساء بالتصويت في الانتخابات المدرسية أو البلدية، وطلب البعض من النساء أن يملكن ممتلكات إذا أرادن التصويت، وبعض الأقاليم منحت حق الاقتراع الكامل للمرأة، ولأخذها بمجرد أن تصبح دولا. وعلى الرغم من أن المرأة السوداء يحق لها التصويت قانونيا، إلا أنها حرمت فعلا من حق التصويت في العديد من الولايات الجنوبية حتى عام 1965. |  |
| الأوروغواي                  | 1917/1927                                                                                              | 18 سنةً                                                                    | كانت أوروغواي أول بلد في الأمريكتين - وهي واحدة من أولى الدول في العالم - تمنح المرأة حقوقا مدنية متساوية تماما مع الاقتراع العام (في دستورها لعام 1917)، على الرغم من أن أول ممارسة لهذا الاقتراع كانت في عام 1927 في استفتاء سيرو تشاتو. |  |
| أوزبكستان                   | 1938                                                                                                   | 18 سنةً                                                                    | |  |
| فانواتو                     | 1975                                                                                                   | 18 سنةً                                                                    | |  |
| فنزويلا                     | 1946                                                                                                   | 18 سنةً                                                                    | |  |
| فيتنام                      | 1946                                                                                                   | 18 سنةً                                                                    | |  |
| جزر العذراء الأمريكية       | 1936                                                                                                   | 18 سنةً                                                                    | ابتداء من عام 1936، تمكنت المرأة من التصويت؛ غير أن هذا التصويت، كما هو الحال بالنسبة للرجال، اقتصر على أولئك الذين يستطيعون إثبات أن دخلهم يبلغ 300 دولار سنويا أو أكثر. |  |
| واليس وفوتونا               | — | 18 سنةً                                                                    | |  |
| اليمن                       | 1967                                                                                                   | 18 سنةً                                                                    | |  |
| زامبيا                      | 1962                                                                                                   | 18 سنةً                                                                    | مُنحت المرأة حق الاقتراع في روديسيا الشمالية في عام 1962. |  |
| زيمبابوي                    | 1957                                                                                                   | 18 سنةً                                                                    | |  |

## حسب البلد

### أفريقيا

#### سيراليون
فازت النساء بحق التصويت في سيراليون في عام 1930.

#### جنوب أفريقيا
تم توسيع نطاق حق الانتخاب ليشمل النساء البيض في سن 21 سنة أو أكثر بموجب قانون حق المرأة في الانتخاب لعام 1930. وكانت أول انتخابات عامة يمكن للمرأة التصويت فيها هي انتخابات عام 1933. في تلك الانتخابات تم انتخاب ليلى ريتز (زوجة دينيس ريتز) كأول نائبة تمثل باركتون لحزب جنوب أفريقيا. إن حقوق التصويت المحدودة المتاحة للرجال غير البيض في مقاطعة كاب وناتال لم تمتد إلى النساء، وتم تقييد الرجال أيضا تدريجيا بين عامي 1936 و1968 (أنكرت ترانسفال ودولة البرتقال الحرة عمليا حق التصويت لجميع غير البيض، وقد فعلت ذلك أيضا لغير الأفريقان عندما استقلت في القرن الثامن عشر).
وقد مُنح حق التصويت لجمعية ترانسكاي التشريعية، التي أُنشئت في عام 1963 في ترانسكي بانتوستان، لجميع المواطنين البالغين في ترانسكاي بمن فيهم النساء. وقد صدر حكم مماثل للجمعيات التشريعية التي أُنشئت للبانتوستانات الأخرى. وكان جميع المواطنين البالغين الملونين مؤهلين للتصويت لصالح مجلس ممثلي الأشخاص الملونين، الذي أنشئ في عام 1968 مع صلاحيات تشريعية محدودة، غير أن المجلس أُلغي في عام 1980. وبالمثل، كان جميع المواطنين الهنود البالغين مؤهلين للتصويت لصالح المجلس الهندي لجنوب أفريقيا في عام 1981. وفي عام 1984، أنشئ البرلمان الثلاثي، وكان حق التصويت لمجلس الممثليين ومجلس النواب ممنوح لجميع البالغين الكبار والمواطنين الهنود على التوالي.
وفي عام 1994، أُلغي البانتوستان والبرلمان الثلاثي، كما مُنح حق التصويت لصالح الجمعية الوطنية لجميع المواطنين البالغين.

#### روديسيا الجنوبية
فازت المرأة البيضاء في روديسيا الجنوبية بالتصويت في عام 1919، وانتُخبت إثيل تاوس جولي (1875-1950) في المجلس التشريعي لروديسيا الجنوبية 1920-1928، وهي أول امرأة تجلس في أي برلمان من الكمنولث الوطني خارج ويستمنستر. وقد أثبت تدفق المستوطنين من بريطانيا عاملا حاسما في استفتاء عام 1922، الذي رفض ضم جنوب أفريقيا تحت تأثير القوميين الأفريكانيين التقليديين لصالح الحكم المحلي الروديسي أو «الحكومة المسؤولة». وتأهل الذكور الروديسيون السود للتصويت في عام 1923 (استنادا فقط إلى الممتلكات والأصول والدخل ومحو الأمية). ومن غير الواضح متى كانت أول امرأة سوداء مؤهلة للتصويت.

### آسيا

#### أفغانستان

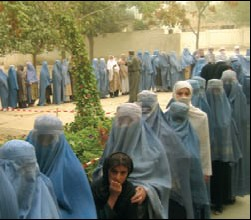
تصويت النساء في كابل في أول انتخابات رئاسية (أكتوبر 2004) في التاريخ الأفغاني.

تمكنت المرأة من التصويت في أفغانستان منذ عام 1965 (باستثناء حكم طالبان (1996-2001)، عندما لم تجر انتخابات). واعتبارا من عام 2009، كانت النساء يلقين عددا أقل من الأصوات بسبب عدم معرفتهن بحقوق التصويت. وفي انتخابات عام 2014، تعهد الرئيس المنتخب الأفغاني بجعل حقوق المرأة متساوية.

#### بنجلاديش
كانت بنجلاديش (في الغالب) مقاطعة البنغال في الهند حتى عام 1947، ثم أصبحت جزءا من باكستان. وأصبحت دولة مستقلة في عام 1971. وقد حصلت المرأة على حق الاقتراع على قدم المساواة منذ عام 1947، وحجزت مقاعد في البرلمان. وتجدر الإشارة إلى أن بنغلاديش شهدت منذ عام 1991 امرأتان، هما الشيخة حسينة وخالدة ضياء البنغالية، خدمتا كرئيس وزراء للبلاد بشكل متواصل. وقد لعبت المرأة دورا ضئيلا في السياسة، حيث ترشح القليل منهن ضد الرجال وأصبح عدد قليل منهن وزراء. غير أن النساء أصبحن أكثر نشاطا في السياسة في الآونة الأخيرة، حيث أعطيت عدة مناصب وزارية بارزة للنساء اللائي شاركن في الانتخابات الوطنية والمقاطعية والبلدية ضد الرجال والفوز في مناسبات عديدة. ويؤكد تشودري وهاسانوزامان أن التقاليد الأبوية القوية لبنغلاديش تفسر سبب تردد النساء في الوقوف في السياسة.

#### الهند
تأسست جمعية النساء الهندية في عام 1917. وسعت للحصول على أصوات للنساء والحق في شغل منصب تشريعي على نفس الأساس مثل الرجل. وقد أيدت هذه المواقف المجموعات السياسية الرئيسية في المؤتمر الوطني الهندي. واجتمعت النساء البريطانيات والهنود في عام 1918 لنشر مجلة ستري دارما التي أظهرت الأخبار الدولية من منظور نسوي. وفي عام 1919 في إصلاحات مونتاغو - تشيلمسفورد، أنشأ البريطانيون مجالس تشريعية في المقاطعات تتمتع بسلطة منح حق الانتخاب للمرأة. ومنحت مادراس في عام 1921 أصواتا للنساء الأثرياء والمتعلمات، بنفس الشروط التي تنطبق على الرجال. ثم تبعتها المحافظات الأخرى، ولكن ليس الدول الأميرية (التي لم يكن لديها أصوات للرجال إلا بالملكية). وفي مقاطعة البنغال، رفضت جمعية المقاطعة حق التصويت في عام 1921، ولكن قامت ساوثارد بحملة مكثفة أنتجت انتصارا في عام 1921. واعتمد النجاح في البنغال على النساء من الطبقة المتوسطة الهندية، التي خرجت من النخبة الحضرية سريعة النمو. وربطت القيادات النسائية في البنغال حملتها العنيفة إلى أجندة وطنية معتدلة، من خلال إظهار كيفية قدرتها على المشاركة بشكل أكمل في بناء الدولة من خلال وجود قوة التصويت. وتجنبوا بعناية مهاجمة الأدوار التقليدية للجنسين بحجة أن التقاليد يمكن أن تتعايش مع التحديث السياسي.
وفي حين منح النساء الأثرياء والمثقفات في مدراس حق التصويت في عام 1921، منح السيخ في البنجاب حقوقا متساوية في التصويت في عام 1925 بغض النظر عن مؤهلاتهن التعليمية أو كونهن أغنياء أو فقيرات. وحدث ذلك عندما تمت الموافقة على قانون غوردوارا لعام 1925. ولم يتضمن المشروع الأصلي لقانون غوردوارا الذي أرسله البريطانيون إلى لجنة شاروماني غوردوارا برابهانداك نساء السيخ، ولكن السيخ أدخلوا هذا الشرط دون أن تطلب النساء ذلك. والمساواة بين المرأة والرجل مكرسة في الغورو جرانت صاهيب، الكتاب المقدس في دين السيخ.
وفي قانون حكومة الهند لعام 1935، أنشأ الراج البريطاني نظاما للناخبين المستقلين ومقاعد منفصلة للنساء. وقد عارض معظم قادة النساء الناخبين المعزولين وطالبوا بالانتخاب للبالغين. وفي عام 1931، وعد الكونغرس عندما جاء إلى السلطة بحق الانتخاب العمومي للبالغين. وسن حقوق تصويت متساوية لكل من الرجل والمرأة في عام 1947.

#### أندونيسيا
في النصف الأول من القرن العشرين، كانت إندونيسيا (المعروفة حتى عام 1945 باسم جزر الهند الشرقية الهولندية) واحدة من أبطأ البلدان في الحركة للحصول على حق الاقتراع للمرأة. بدأوا معركتهم في عام 1905 من خلال إدخال المجالس البلدية التي تضمنت بعض الأعضاء المنتخبين من قِبل منطقة مقيدة. وذهبت حقوق التصويت فقط إلى الذكور التي يمكن أن تقرأ وتكتب، والتي استبعدت العديد من الذكور غير الأوروبيين. في ذلك الوقت، كان معدل الإلمام بالقراءة والكتابة للذكور 11٪ وللإناث 2٪. وكانت المجموعة الرئيسية التي ضغطت على الحكومة الإندونيسية للحصول على حق الانتخاب للمرأة هي الجمعية الهولندية لحقوق المرأة التي تأسست في هولندا في عام 1894. وحاولوا اجتذاب العضوية الاندونيسية، ولكنهم حققوا نجاحا محدودا جدا؛ لأن قادة المنظمة لم يكن لديهم سوى مهارة ضئيلة فيما يتعلق بالطبقة المتعلمة من الاندونيسيين. وفي نهاية المطاف عندما تواصلوا مع النساء، فشلوا في التعاطف معهم، وبالتالي انتهى الأمر إلى إبعاد العديد من الاندونيسيين ذو التعليم الجيد.
وفي عام 1918، اكتسبت المستعمرة أول هيئة تمثيلية وطنية، فولكسراد، التي استمرت في استبعاد النساء من التصويت. في عام 1935، استخدمت الإدارة الاستعمارية سلطتها في الترشيح لتعيين امرأة أوروبية في فولكسراد. وفي عام 1938، أدخلت الإدارة حق المرأة في أن تنتخب في مؤسسات تمثيلية في المناطق الحضرية، مما أدى إلى دخول بعض النساء الإندونيسيات والأوروبيات المجالس البلدية. وفي نهاية المطاف، أصبح القانون ينص على أنه بإمكان المرأة الأوروبية والمجالس البلدية فقط أن تصوت، واستبعد جميع النساء والمجالس المحلية الأخرى. وفي سبتمبر 1941، تم تعديل هذا القانون من قِبل فولكسراد وشمل النساء من جميع الأجناس. وأخيرا، في تشرين الثاني/ نوفمبر 1941، منح حق التصويت للمجالس البلدية لجميع النساء على قدم المساواة مع الرجال (مع الملكية والمؤهلات التعليمية).

#### إيران
في عام 1963، كان الاستفتاء الذي وافق عليه الناخبون بأغلبية ساحقة يمنح المرأة الحق في التصويت، وهو الحق الذي تم رفضه في السابق بموجب الدستور الإيراني لعام 1906 عملا بالفصل 2 من المادة 3.

#### اليابان

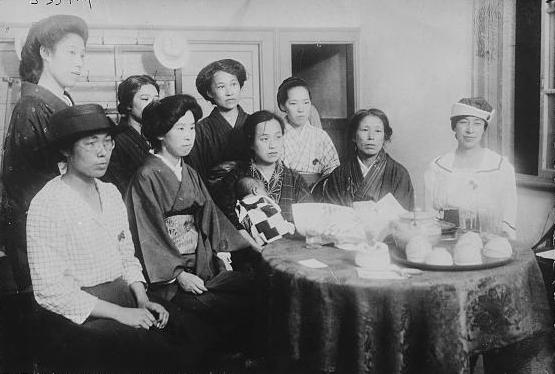
اجتماع حقوق المرأة في طوكيو من أجل الدفاع عن حق الانتخاب للمرأة.

على الرغم من السماح للمرأة بالتصويت في بعض المحافظات في عام 1880، فقد تم سن الاقتراع للمرأة على المستوى الوطني في عام 1945.

#### الكويت
عندما تم التصويت لأول مرة في الكويت في عام 1985، كان للمرأة الكويتية الحق في التصويت. وتم إلغاء ذلك الحق في وقت لاحق. وفي أيار/ مايو 2005، أعاد البرلمان الكويتي منح حق الانتخاب للمرأة.

#### باكستان
كانت باكستان جزءا من الراج البريطاني حتى عام 1947، عندما أصبحت مستقلة. وحصلت النساء على حق التصويت الكامل في عام 1947. ودعمت القيادات النسائية المسلمة من جميع الفئات الحركة الباكستانية في منتصف الأربعينيات. وقد قادت حركتهن زوجات وأقارب آخرون لكبار السياسيين. وتم تنظيم النساء أحيانا في مظاهرات عامة واسعة النطاق. وفي تشرين الثاني/ نوفمبر 1988، أصبحت بنظير بوتو أول امرأة مسلمة تُنتَخب رئيس وزراء لبلد مسلم.

#### الفلبين
قد تم الحصول على حق الانتخاب للفلبينيين في أعقاب استفتاء خاص عقد في 30 نيسان/ أبريل 1937على جميع النساء. وصوت 447,725 صوت - حوالي 90%- لصالح الاقتراع للمرأة مقابل 44,307 صوتا صوت بلا. وامتثالا لدستور عام 1935، أقرت الجمعية الوطنية قانونا يشمل حق الانتخاب للنساء، والذي لا يزال قائما حتى يومنا هذا.

#### المملكة العربية السعودية
في أواخر أيلول/ سبتمبر 2011، أعلن الملك عبد الله بن عبد العزيز آل سعود أن المرأة ستكون قادرة على التصويت والترشح للمناصب اعتبارا من عام 2015. وهذا ينطبق على المجالس البلدية، وهي الهيئات شبه المنتخبة في المملكة. نصف المقاعد في المجالس البلدية تكون اختيارية، والمجالس لديها سلطات قليلة. وقد أجريت انتخابات المجلس منذ عام 2005 (والمرة الأولى التي عُقدت قبل ذلك كانت في الستينيات). وقد قامت النساء السعوديات بالتصويت لأول مرة وكانت أول من ترشح للمنصب في ديسمبر 2015 لتلك المجالس. وأصبحت سلمى بنت حزبي العتيبي أول سيدة سياسية منتخبة في المملكة العربية السعودية في ديسمبر 2015، عندما فازت بمقعد في المجلس في مكة المكرمة. وعموما، أسفرت انتخابات كانون الأول/ ديسمبر 2015 في المملكة العربية السعودية عن انتخاب عشرين امرأة في المجالس البلدية.
وأعلن الملك في عام 2011 أن المرأة ستكون مؤهلة لتعيينها في مجلس الشورى، وهي هيئة غير منتخبة تصدر آراء بشأن السياسة الوطنية. وقالت الكاتبة الصحفية السعودية الناشطة في مجال حقوق المرأة وجيهة الحويدر: «هذه أخبار عظيمة. ستُسمع أصوات النساء أخيرا، وقد حان الوقت لإزالة الحواجز الأخرى مثل عدم السماح للنساء بقيادة السيارات وعدم القدرة على العمل، والعيش حياة طبيعية بدون أولياء الأمور الذكور». وقال روبرت ليسي، الذي ألف كتابين عن المملكة «هذا أول خطاب إيجابى تقدمى من الحكومة منذ الربيع العربي... أولا التحذيرات، ثم المدفوعات، والآن بدايات الإصلاحات الصلبة». وأدلى الملك بهذا التصريح في خطاب استمر خمس دقائق أمام مجلس الشورى. وفي كانون الثاني/ يناير 2013، أصدر الملك عبد الله مرسومين ملكيين بمنح المرأة ثلاثين مقعدا في المجلس، ونص على أنه يجب على النساء أن يشغلن دائما خمس المقاعد على الأقل في المجلس. ووفقا للمراسيم، يجب على أعضاء المجلس أن يكونوا «ملتزمين بتخصصات الشريعة الإسلامية دون أي مخالفات» وأن يكونوا «مقيدين بالحجاب الشرعي». كما نصت المراسيم على دخول أعضاء المجلس النسائي إلى مبنى المجلس من بوابات خاصة، والجلوس في مقاعد مخصصة للنساء والصلاة في أماكن عبادة خاصة. وفي وقت سابق، قال المسؤولون إنه سيكون هناك شاشة تفصل بين الجنسين وأن شبكة الاتصالات الداخلية ستسمح للرجال والنساء بالاتصال. وانضمت النساء لأول مرة إلى المجلس في عام 2013، واحتلت ثلاثين مقعدا. وهناك امرأتان سعوديتان من بين ثلاثين عضوة في الجمعية، هما سارة بنت فيصل آل سعود، ومودي بنت خالد آل سعود. وعلاوة على ذلك، في عام 2013 تم تعيين ثلاث نساء نائبات لرؤساء ثلاث لجان: تم تعيين ثريا عبيد نائبة لرئيسة لجنة حقوق الإنسان والالتماسات، زينب أبو طالب نائبة رئيسة اللجنة الإعلامية والثقافية، ولبنى الأنصاري نائبة رئيسة لجنة الشؤون الصحية والبيئية.

#### سيريلانكا
كانت سريلانكا (في ذلك الوقت سيلان) واحدة من أولى البلدان الآسيوية التي سمحت بحقوق التصويت للنساء فوق سن 21 دون أي قيود. ومنذ ذلك الحين، تتمتع المرأة بوجود كبير في الساحة السياسية السريلانكية. وكانت ذروة هذه الحالة المواتية للمرأة في الانتخابات العامة في تموز/ يوليه 1960، حيث انتخبت سيلان أول امرأة في العالم رئيس الوزراء، سيريمافو باندرانايكا. وهي أول رئيسة دولة منتخبة ديمقراطيا في العالم. وأصبحت ابنتها تشاندريكا كماراتونغا أيضا رئيسة للوزراء في وقت لاحق في عام 1994، وفي العام نفسه انتخبت كرئيس تنفيذي لسريلانكا، مما جعلها رابع امرأة في العالم لتولي الوزارة.

### أوروبا

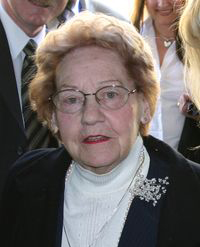
سافكا كوكار، مشاركة الربيع الكرواتي؛ أول رئيسة وزراء أنثى في أوروبا.

#### النمسا
بعد انهيار نظام ملكية هابسبورغ، منحت النمسا الحق العام والمساوي والمباشر والسري في التصويت لجميع المواطنين، بغض النظر عن الجنس في عام 1919.

#### أذربيجان
من المعروف أن أذربيجان هي أول بلد من حيث الأغلبية المسلمة التي حررت المرأة. وقد أقرت جمهورية أذربيجان الديمقراطية في عام 1918 بحقوق التصويت العامة.

#### بلجيكا

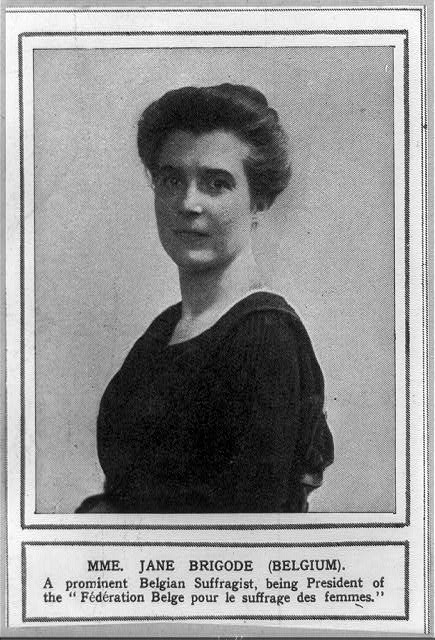
جين بريغود، الناخبة البلجيكية، حوالي عام 1910.

قد أدخلت مراجعة الدستور في تشرين الأول/ أكتوبر 1921 (التي غيرت المادة 47 من دستور بلجيكا لعام 1831) الحق العام في التصويت وفقا لمبدأ «إنسان واحد، صوت واحد». وسمحت المادة 47 لأرامل الحرب العالمية الأولى بالتصويت على المستوى الوطني أيضا. وقد أُدخل بالفعل حق الاقتراع للمرأة في جدول الأعمال في ذلك الوقت من خلال تضمين مادة في الدستور تسمح بالموافقة على حق المرأة في الاقتراع بموجب قانون خاص (بمعنى أنها تحتاج إلى 2/3 الأغلبية لتمريرها). وقد حدث ذلك في آذار/ مارس 1948. والتصويت في بلجيكا إلزاميا ولكنه لا ينفذ.

#### جمهورية التشيك
في بوهيميا السابقة، كان يسمح للنساء التي تدفع ضرائب والنساء في «مهنة التعلم» بالتصويت بالتفويض وأصبحوا مؤهلين لانتخاب الهيئة التشريعية في عام 1864. انتخبت أول امرأة تشيكية كعضو للبرلمان في برلمان بوهيميا في عام 1912. ومنحت المرأة حقوق التصويت على قدم المساواة مع الرجل من قبل دستور الجمهورية التشيكوسلوفاكية في عام 1920.

#### الدنمارك
في الدانمرك، ناقشت جمعية المرأة الدانمركية وأيدت بشكل غير رسمي، حق المرأة في الاقتراع من عام 1884، ولكنها لم تؤيدها علنا حتى عام 1887، عندما أيد اقتراح البرلمان الاتحادي فريدريك باير بمنح المرأة حق الاقتراع البلدي. وفي عام 1886، ردا على الموقف الملحوظ من قِبل جمعية المراة الدانمركية في مسألة حق المرأة في التصويت، أسس ماتيلد باجر كفيندليغ فريمسكريدتسفورينينغ (KF, 1886-1904) للتعامل حصريا مع الحق في الاقتراع، في كل من الانتخابات البلدية والوطنية، وفي عام 1887، طالبت المرأة الدانمركية علنا بحق المرأة في الاقتراع للمرة الأولى من خلال مؤسسة جمعية المرأة الدانمركية. ومع ذلك، وبما أن الجمعية كانت مشاركة في حقوق العمال والنشاط السلمي، فإن مسألة حق المرأة في الاقتراع لم تحظ في الواقع بالاهتمام الكامل، مما أدى إلى إنشاء حركة الاقتراع النسائية كفينديفالغريتسفورينينجن (Kvindevalgretsforeningen) (1889-1897). وفي عام 1890، اتحدت مؤسسة جمعية المرأة الدانمركية ومؤسسة كفينديفالغريتسفورينينجن مع خمس نقابات عاملات من النساء لتأسيس مؤسسة دي سامليد كفينديفورينينجر (De samlede Kvindeforeninger)، ومن خلال هذا الشكل، تم تنظيم حملة نشطة لحصول المرأة على حق الانتخاب من خلال التحريض والتظاهر. ومع ذلك، بعد أن قوبلت بالمقاومة، توقفت حركة الاقتراع الدنماركي مع حل دي سامليد كفينديفورينينجر في عام 1893.
وفي عام 1898، تأسست منظمة المظلة دانسك كفينديفورينينجرز فالغريتسفوربوند أو (DKV) وأصبحت جزءا من التحالف الدولي للمرأة. وفي عام 1907، تأسست لاندفوربونديت ل كفيندرس فالغريت (LKV) من قِبل إلنا مونش، وجوهان رامبوش، وماري هيلمر ردا على ما اعتبروه موقف حذر للغاية من جمعية المرأة الدنماركية. ونشأت LKV من جمعية الاقتراع المحلية في كوبنهاغن، ومثل منافستها LKV نجحت في تنظيم مثل هذه الجمعيات المحلية الأخرى على الصعيد الوطني.
وفازت النساء بالحق في التصويت في الانتخابات البلدية في 20 أبريل 1908. ومع ذلك لم يكن مسموحا لهم حتى 5 يونيو 1915 بالتصويت في انتخابات ريجداغ.

#### إستونيا
حصلت إستونيا على استقلالها في عام 1918 بعد حرب الاستقلال الإستونية. ومع ذلك، أجريت أول انتخابات رسمية في عام 1917. وكانت تلك الانتخابات هي انتخابات المجلس المؤقت، الذي حكم إستونيا من 1917-1919. ومنذ ذلك الحين، كان للمرأة الحق في التصويت.
وأجريت انتخابات البرلمان في عام 1920. وبعد الانتخابات، انضمت امرأتان إلى البرلمان هما معلمة التاريخ إيما آسون والصحفية ألما أوسترا أويناس. ويسمى البرلمان الإستوني «ريجيكوغو»، والذي كان لديه 100 مقعد خلال جمهورية استونيا الأولى.

#### فنلندا

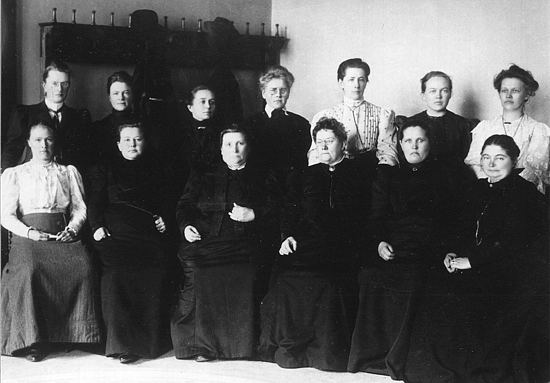
13 عضو من أصل 19 نائبا تم انتخابهم في الانتخابات البرلمانية في فنلندا عام 1907، وكانوا أول نائبات تم انتخابهم في العالم.

كانت المنطقة التي أصبحت فنلندا في عام 1809 مجموعة من المحافظات المتكاملة في مملكة السويد لأكثر من 600 سنة. وهكذا، سُمح للمرأة في فنلندا بالتصويت خلال عصر الحرية السويدي (1718-1772)، الذي منح فيه حق الاقتراع لأعضاء النقابات من الإناث اللائي يدفعن الضرائب.
وكانت الدولة السلف لفنلندا الحديثة، دوقية فنلندا الكبرى، جزءا من الإمبراطورية الروسية من 1809 إلى 1917، وكانت تتمتع بدرجة عالية من الاستقلال الذاتي. وفي عام 1863، مُنحت دافعات الضرائب حق الاقتراع البلدي في البلد. وفي عام 1872، أُعطي نفس الإصلاح للمدن. وفي عام 1906، أصبحت أول بلد في العالم تنفذ حق الاقتراع العام الكامل، حيث يمكن للمرأة أيضا أن تكون مرشحة. كما انتُخبت أول امرأة في العالم من أعضاء البرلمان في العام التالي.

#### فرنسا
أصدر المرسوم رقم 21 أبريل 1944 الصادر عن اللجنة الفرنسية للتحرير الوطني، والذي أكدته الحكومة الفرنسية المؤقتة في تشرين الأول/ أكتوبر 1944، حق الاقتراع للنساء الفرنسيات. وكانت الانتخابات الأولى بمشاركة المرأة هي الانتخابات البلدية التي جرت في 29 نيسان/ أبريل 1945 والانتخابات البرلمانية في 21 تشرين الأول/ أكتوبر 1945. وكان على النساء «المسلمات من السكان الأصليين» في الجزائر أن ينتظرن حتى صدور مرسوم 3 تموز/ يوليه 1958.

#### ألمانيا
مُنحت المرأة الحق في التصويت والانتخاب في 12 تشرين الثاني/ نوفمبر 1918.

#### اليونان
في اليونان، صوتت النساء اللائي تجاوزن 18 عاما للمرة الأولى في نيسان/ أبريل 1944 للمجلس الوطني، وهو هيئة تشريعية أنشأتها حركة مقاومة جبهة التحرير الوطني. وفي نهاية المطاف، فازت المرأة بالحق القانوني في التصويت والترشح للمناصب في 28 مايو 1952. وكانت أول امرأة عضو في البرلمان هي النيني سكوري، التي انتخبت في عام 1953.

#### هنغاريا
في هنغاريا، على الرغم من أنه كان مقررا بالفعل في عام 1818، إلا أن أول مناسبة تمكنت المرأة من التصويت فيها هي الانتخابات التي أجريت في كانون الثاني/ يناير 1920.

#### إيطاليا
في إيطاليا، لم يتم إدخال حق الاقتراع للنساء بعد الحرب العالمية الأولى، ولكن تم تأييده من قِبل الناشطين الاشتراكيين والفاشيين، وتم إدخاله جزئيا من قِبل حكومة بينيتو موسوليني في عام 1925. وفي نيسان/ أبريل 1945، أصدرت الحكومة المؤقتة قرارا بحق المرأة في التصويت الفوري والترشح في المناصب العامة، وكانت أولها إيلينا فيشلي دريهر. وفي انتخابات عام 1946، صوت جميع الإيطاليين في وقت واحد للجمعية التأسيسية ولإجراء استفتاء حول إبقاء إيطاليا ملكية أو إنشاء جمهورية بدلا من ذلك. ولم تجر الانتخابات في فينيتسيا جوليا وجنوب تيرول لأنهما كانا تحت الاحتلال.
وتعترف النسخة الجديدة من المادة 51 من الدستور بتكافؤ الفرص في القوائم الانتخابية.

#### ليختنشتاين
في ليختنشتاين، منحت المرأة حق الاقتراع عن طريق الاستفتاء في عام 1984.

#### هولندا

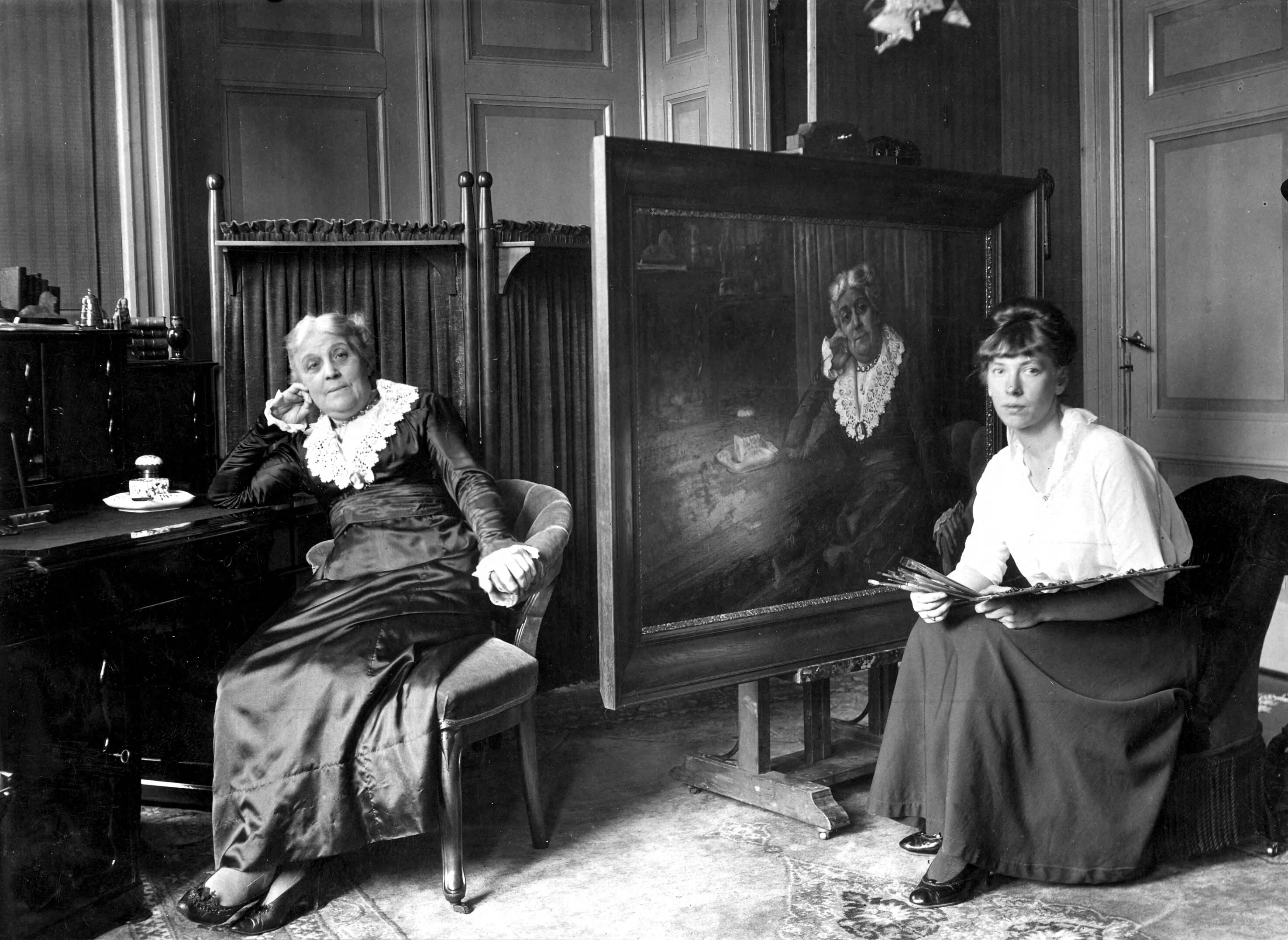
ويلهلمينا دروكر، وهي رائدة هولندية في مجال حقوق المرأة، يصورها تروس كلاس في عام 1917 بمناسبة عيد ميلادها السبعين.

مُنحت المرأة حق التصويت في هولندا في 9 أغسطس 1919. وقبل ذلك، كان للمرأة الحق في أن تكون ممثلة منتخبة.

#### النرويج

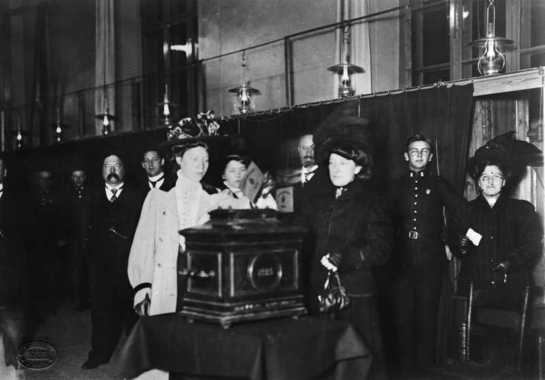
أول ناخبة نرويجية تلقي اقتراعها في الانتخابات البلدية عام 1910.

كانت السياسية الليبرالية جينا كروج من أكبر المرشِحين لحصول المرأة على حق الاقتراع في النرويج منذ ثمانينيات القرن التاسع عشر. وقد أسست الرابطة النرويجية لحقوق المرأة والرابطة الوطنية لحقوق المرأة من أجل تعزيز هذه القضية. وكان أعضاء هذه المنظمات مرتبطين سياسيا جيدا ومنظمين تنظيما جيدا، وفي سنوات قليلة نجحوا تدريجيا في الحصول على حقوق متساوية للمرأة. وفازت النساء من الطبقة الوسطى بالحق في التصويت في الانتخابات البلدية في عام 1901 والانتخابات البرلمانية في عام 1907. واعتُمِد الاقتراع العام للنساء في الانتخابات البلدية في عام 1910، وفي عام 1913، اعتمد البرلمان النرويجي بالإجماع اقتراحا بالاقتراع العام (ستورتينغيت). وهكذا أصبحت النرويج أول بلد مستقل يقدم حق الانتخاب للمرأة.

#### بولندا
بعد استعادة الاستقلال في عام 1918 في أعقاب فترة التقسيم والحكم الأجنبي التي استمرت 123 عاما، منحت بولندا على الفور حق المرأة في التصويت والترشح في 28 تشرين الثاني/ نوفمبر 1918.
أول النساء المنتخبات في سيم في عام 1919 كانت: غابرييلا باليكا، وجادويجا دزيوبيسكا، وإيرينا كوسموسكا، وماريا موزيدوسكا، وزوفيا موراشوسكا، وآنا بياسيكا، وزوفيا سوكولنيكا، وفرانسيسكا ويلتشكوياكوا.

#### البرتغال
كانت كارولينا بياتريس أنجيلو أول امرأة برتغالية تصوت في انتخابات الجمعية الوطنية التأسيسية لعام 1911.
وفي عام 1931 خلال نظام إستادو نوفو، سُمح للنساء بالتصويت لأول مرة، ولكن فقط إذا كان لديهن شهادة الثانوية أو الجامعة، في حين يكفي للرجال أن يكونوا يستطيعون القراءة والكتابة فقط. وفي عام 1946، وسع قانون انتخابي جديد من إمكانية تصويت الإناث، ولكن لا يزال هناك بعض الاختلافات فيما يتعلق بالرجال. وقد دعى قانون صدر في عام 1968 إلى «المساواة في الحقوق السياسية للرجل والمرأة»، ولكن بعض الحقوق الانتخابية كانت محفوظة للرجل. وبعد ثورة القرنفل، مُنحت المرأة حقوقا انتخابية كاملة ومتساوية في عام 1976.

#### رومانيا
كان الجدول الزمني لمنح حق الانتخاب للمرأة في رومانيا متدرجا ومعقدا؛ بسبب الفترة التاريخية المضطربة التي وقعت فيها. وقد أُدخل مفهوم الاقتراع العام لجميع الرجال في عام 1918، وعززه دستور رومانيا لعام 1923. وعلى الرغم من أن هذا الدستور فتح الطريق أمام إمكانية حق المرأة في الاقتراع أيضا (المادة 6)، ولكن هذا لم يتحقق، فلم يمنح قانون الانتخابات لعام 1926 المرأة حق التصويت، بينما حافظ على جميع حقوق الاقتراع للذكور. وبدءا من عام 1929، سُمح للنساء اللائي حصلن على مؤهلات معينة بالتصويت في الانتخابات المحلية. وبعد دستور عام 1938 (الذي تم وضعه في ظل حكم كارول الثاني برومانيا الذي سعى إلى تطبيق نظام استبدادي)، تم توسيع نطاق حقوق التصويت لتشمل النساء في الانتخابات الوطنية بموجب قانون الانتخابات لعام 1939، وكان هناك قيود مفروضة على النساء والرجال على السواء، ولكن أثرت هذه القيود على النساء أكثر من الرجال (كما أن القيود الجديدة المفروضة على الرجال كانت تعني أن الرجال فقدوا حقهم السابق في الاقتراع العام). وعلى الرغم من أن المرأة تستطيع التصويت، إلا أنه لا يمكن انتخابها إلا في مجلس الشيوخ وليس في مجلس النواب (المادة 4 (ج)). (وتم إلغاء مجلس الشيوخ في وقت لاحق في عام 1940). وبسبب السياق التاريخي للوقت، الذي شمل ديكتاتورية ايون انتونيسكو، لم تكن هناك انتخابات في رومانيا بين 1940-1946. وفي عام 1946، أعطى القانون رقم 560 حقوقا متساوية تماما للرجل والمرأة في التصويت والانتخاب في مجلس النواب، وصوتت النساء في الانتخابات العامة الرومانية عام 1946. ويمنح دستور عام 1948 المرأة والرجل حقوقا مدنية وسياسية متساوية (المادة 18). وحتى انهيار الشيوعية في عام 1989، تم اختيار جميع المرشحين من قِبل الحزب الشيوعي، والحقوق المدنية كانت رمزية فقط في ظل هذا النظام الاستبدادي.

#### روسيا
على الرغم من القلق الأولي من منح المرأة حق التصويت للانتخاب في انتخابات الجمعية التأسيسية القادمة، فإن الرابطة المعنية بمساواة المرأة والمناديين بحق المرأة في التصويت قد احتشدت طوال عام 1917 للمطالبة بالحق في التصويت. وبعد ضغط كبير، أعطت الحكومة المؤقتة النساء حق التصويت في 20 يوليو 1917.

#### سان مارينو
قدمت سان مارينو حق الاقتراع للمرأة في عام 1959، بعد الأزمة الدستورية عام 1957 المعروفة باسم فاتي دي روفيريتا. ولم تحصل المرأة على الحق في الترشح للانتخابات إلا في عام 1973.

#### إسبانيا

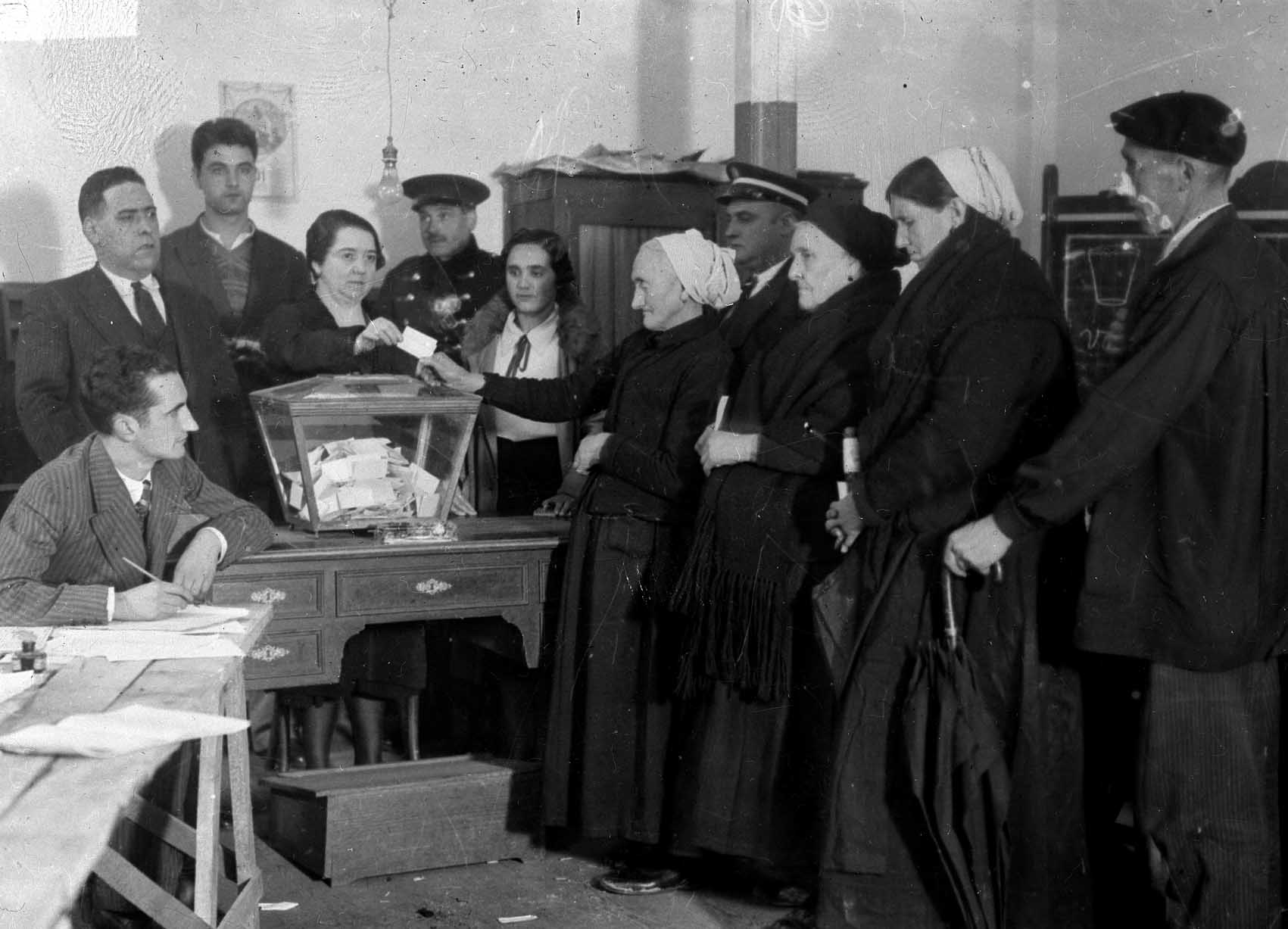
امرأة تمارس حق التصويت خلال الجمهورية الإسبانية الثانية، 5 تشرين الثاني/ نوفمبر 1933

خلال نظام ميغيل بريمو دي ريفيرا (1923-1930)، سُمح للنساء اللواتي كن يعتبرن أرباب أسر بالتصويت في الانتخابات المحلية، ولكن لم يكن هناك أي امرأة في ذلك الوقت. واعتُمد رسميا حق الاقتراع للمرأة في عام 1931، على الرغم من معارضة مارغريتا نيلكين وفيكتوريا كينت، وهما نائبتان (كلاهما من أعضاء الحزب الراديكالي الاشتراكي الجمهوري)، حيث قالوا إن النساء في إسبانيا في تلك اللحظة يفتقرن إلى التعليم الاجتماعي والسياسي بما فيه الكفاية للتصويت بمسؤولية؛ لأنهم سوف يتأثرون بشكل غير ملائم من قِبل الكهنة الكاثوليك. وخلال نظام فرانكو في نوع من انتخابات «الديمقراطية العضوية» يسمى «الاستفتاءات» (نظام فرانكو ديكتاتوري) سُمح للنساء اللواتي تجاوزن 21 عاما بالتصويت دون تمييز. فمنذ عام 1976 وخلال فترة الانتقال الإسباني نحو الديمقراطية، مارست المرأة بشكل كامل الحق في التصويت والترشح للانتخاب.

#### السويد

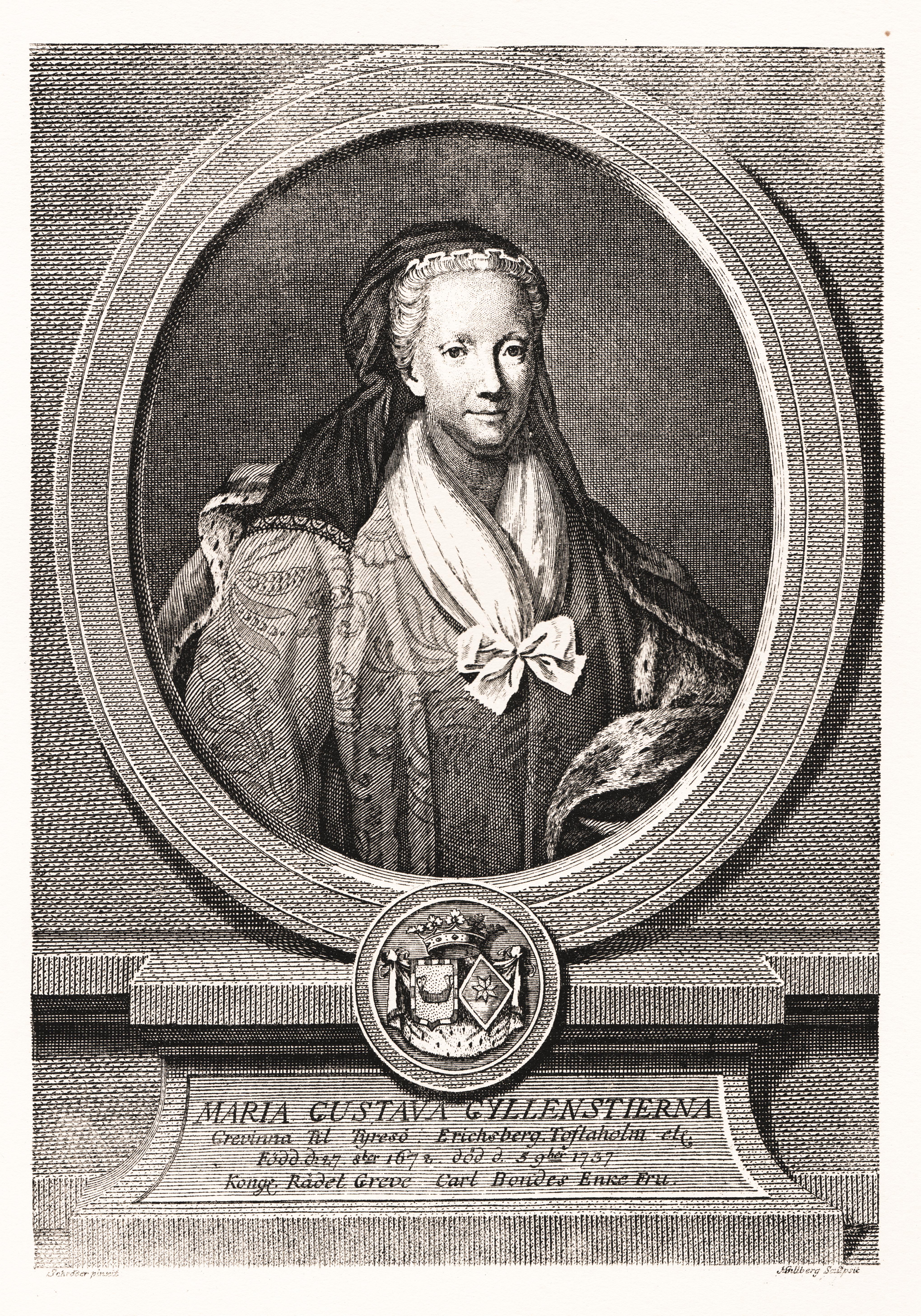
الكاتبة السويدية ماريا غوستافا جيلنستيرنا (1672-1737)؛ بصفتها مالكة ودافعة للضرائب، ومرأة ذات أغلبية قانونية بسبب أنها أرملة، فكانت تنتمي إلى النساء اللائي حصلن على حق الاقتراع وفقا لدستور عصر الحرية (1718-1772).

خلال عصر الحرية (1718-1772)، كان تعطي السويد حق المرأة في الاقتراع. وحتى انتخابات عام 1865، كانت الانتخابات المحلية تتألف من انتخابات بلدية في المدن، وانتخابات الرعية في الريف. وكان سوكنستاما هو مجلس الرعية المحلية الذي تعامل مع الشؤون المحلية، حيث ترأس النائب الرعية وتجمع الفلاحون المحليون وقاموا بالتصويت، وهي عملية منظمة بشكل غير رسمي، وقد ذكرت التقارير أن النساء شاركت بالفعل في القرن السابع عشر. وكانت الانتخابات الوطنية تتألف من انتخاب الممثلين لراكسداغ الطبقات.
وكان حق الانتخاب محايدا من حيث نوع الجنس، ومن ثَم فهو ينطبق على النساء والرجال إذا استوفوا شروط التصويت. وقد تغيرت هذه الشروط خلال القرن الثامن عشر، فضلا عن التفسير المحلي لوثائق التفويض، مما أثر على عدد الناخبين المؤهلين، واختلفت الشروط أيضا بين المدن والريف، فضلا عن الانتخابات المحلية أو الوطنية.
في البداية، تم منح الحق في التصويت في انتخابات المدن المحلية (انتخابات بلدية) لكل مواطن من دافعي الضرائب مع عضوية النقابة. وكانت النساء والرجال أعضاء في النقابات، مما أسفر عن حق عدد محدود من النساء في الاقتراع. وفي عام 1734، منح حق التصويت في كل من الانتخابات الوطنية والمحلية، في المدن وكذلك في الريف، لكل مواطن له ممتلكات ويدفع ضرائب. وكان حق التصويت الموسع لجميع المالكين دافعي الضرائب من النساء سواء أكانت من أعضاء النقابة أم لا، واستبعاد النساء المتزوجات وأغلبية النساء غير المتزوجات، حيث عرفت النساء المتزوجات بأنهن قاصرات قانونيات، وكانت النساء غير المتزوجات قاصرات إلا إذا تقدمن بطلب للحصول على سن البلوغ القانوني عن طريق التنازل الملكي، بينما كانت الأرامل والمطلقات في السن القانوي. وأدى الإصلاح الذي أجري في عام 1734 إلى زيادة مشاركة المرأة في الانتخابات من 55 إلى 71 في المائة.

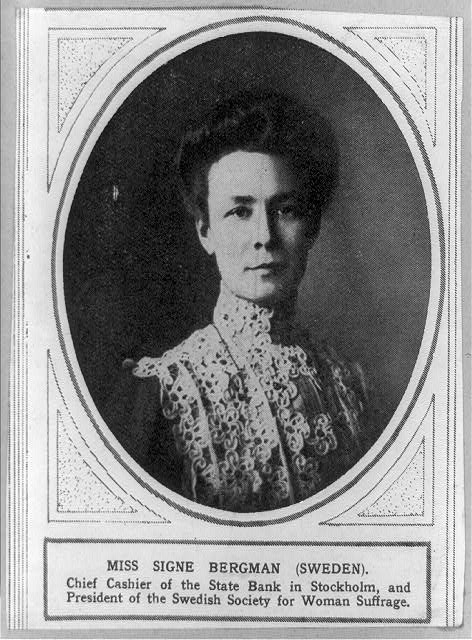
السويدية المنادية بحق المرأة ف الانتخاب سيغن بيرغمان، حوالي عام 1910

بين عام 1726 و1742، صوتت النساء في 17 من أصل 31 انتخابات بلدية تم فحصها. وتفيد التقارير بأن بعض الناخبات في انتخابات البلديات فضلن تعيين رجل للتصويت لصالحهن بالوكالة في قاعة المدينة لأنهن وجدن أنه من المحرج القيام بذلك شخصيا، وهو ما ذكر كسبب لإلغاء حق المرأة في الاقتراع. غير أن عادة التعيين للتصويت بالوكالة كانت تستخدم أيضا من قِبل الذكور، وكان ذلك شائعا في حالة الغياب أو المرض أثناء الانتخابات، حيث يقوموا بتعيين زوجاتهم للتصويت لصالحهم. وفي عام 1758، استبعدت النساء من انتخابات البلديات من خلال لائحة جديدة لم يعد من الممكن تعريفهن بها كمواطنات، ولكن تم الاحتفاظ بحق المرأة في الانتخابات الوطنية وكذلك في الانتخابات الرعوية في البلد. وشاركت المرأة في جميع الانتخابات الوطنية الأحد عشر التي عقدت حتى عام 1757. وفي عام 1772، ألغي حق المرأة في الاقتراع في الانتخابات الوطنية بناء على طلب من المواطنين المالكين. وقد ألغي حق المرأة في الاقتراع لأول مرة للنساء البالغات غير المتزوجات ، ثم للأرامل. غير أن التفسير المحلي لحظر حق المرأة في الاقتراع كان متباينا، واستمرت بعض المدن في السماح للمرأة بالتصويت، ففي كالمار، وفاكسيو، وفاسترفيك، وسيمريشامن، ويستاد، وآمال، وكارلستاد، وبرغسلاغن، ودالارنا، ونورلاند سُمح للنساء بالاستمرار في التصويت على الرغم من حظر عام 1772، بينما في لوند، وأوبسالا، وسكارا، وإبو، وغوتنبرغ ومارستراند، تم منع النساء من التصويت بشكل صارم بعد 1772.

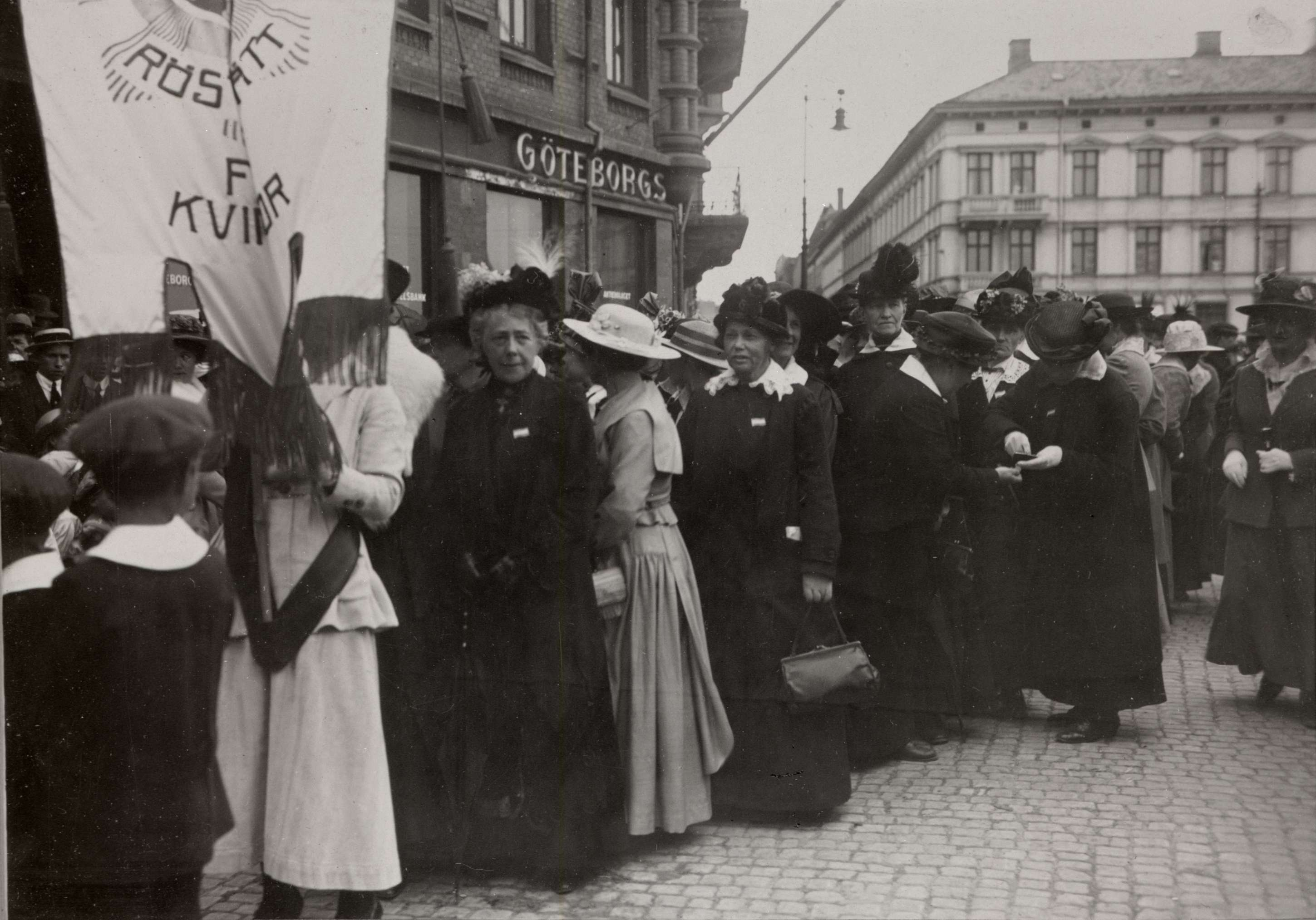
مظاهرة حق الاقتراع للنساء في غوتنبرغ، يونيو 1918

في حين تم حظر حق المرأة في انتخابات البلديات في عام 1758 وفي الانتخابات الوطنية في 1772، لم يتم إدخال أي شريط من هذا القبيل في الانتخابات المحلية في الريف، ولذلك واصلت النساء التصويت في الانتخابات المحلية للبلدية. وفي سلسلة من الإصلاحات في 1813-1817، أعطيت للمرأة غير المتزوجة ذات السن القانونية الحق في التصويت في سوكستاما (مجلس الرعية المحلي، سلف مجالس البلدية والمدينة)، وكيركوراد (المجالس البلدية المحلية).
وفي عام 1823، طرح رئيس بلدية سترانغناس اقتراحا لإعادة إدخال حق المرأة في الاقتراع للنساء البالغات دافعات الضرائب (غير المتزوجات والمطلقات والأرامل) في انتخابات البلديات، وأعيد هذا الحق في عام 1858.
وفي عام 1862، سُمح للنساء البالغات دافعات الضرائب (غير المتزوجات والمطلقات والأرامل) بالتصويت في الانتخابات البلدية، مما جعل السويد أول بلد في العالم يمنح المرأة حق التصويت. وكان ذلك بعد إدخال نظام سياسي جديد، حيث تم إدخال سلطة محلية جديدة، المجلس البلدي المحلي. ولا ينطبق الحق في التصويت في الانتخابات البلدية إلا على الأشخاص الذين يتمتعون ببلوغ السن القانونية، وهو ما يستثني النساء المتزوجات، حيث إنهن يخضعن قانونيا لأزواجهن. وفي عام 1884، رفض البرلمان في البداية اقتراح منح المرأة حق التصويت في الانتخابات الوطنية. وخلال عقد الثمانينيات من القرن التاسع عشر، قامت رابطة حقوق المرأة المتزوجة بحملة لتشجيع الناخبات المؤهلات للتصويت وفقا لقانون عام 1862 على استخدام تصويتهن وزيادة مشاركة الناخبات في الانتخابات، ولكن لم يكن هناك حتى الآن أي طلب عام بحق المرأة في الاقتراع بين النساء. وفي عام 1888، أصبحت الناشطة المعتدلة إميلي راثو أول امرأة في السويد تطالب بحق المرأة في الاقتراع في خطاب عام. وفي عام 1899، قدم وفد من جمعية فريدريك بريمر اقتراحا بالاقتراع للمرأة لرئيس الوزراء إريك غوستاف بوستروم. وترأست الوفد أغدا مونتيليوس يرافقها جيرترود أديلبورغ، التي كتبت الطلب. وكانت هذه هي المرة الأولى التي تقدم فيها الحركة النسائية السويدية نفسها طلبا رسميا بالاقتراع.
وفي عام 1902، تأسست الجمعية السويدية للمناداة بحق المرأة في الانتخاب. وفي عام 1906، تم التصويت على اقتراح اقتراع المرأة في البرلمان مرة أخرى. وفي عام 1909، توسع الحق في التصويت في الانتخابات البلدية ليشمل أيضا النساء المتزوجات. وفي العام نفسه، منحت المرأة أهلية المجالس البلدية، وفي الانتخابات البلدية التي أجريت في الفترة 1910-11-11، انتخبت أربعين امرأة في مجالس البلديات المختلفة، وكانت جيرترود مانسون هي الأولى. وفي عام 1914، أصبحت إميليا برومي أول امرأة في الجمعية التشريعية.
ولم يتم استعادة حق المرأة في التصويت في الانتخابات الوطنية حتى عام 1919، ومارسته مرة أخرى في انتخابات عام 1921، ولأول مرة منذ 150 عاما.
وبعد انتخابات عام 1921، انتخبت أول امرأة للبرلمان السويدي بعد الاقتراع، كرستين هيسلغرن في المجلس الأعلى، ونيللي ثورينغ (الحزب الديمقراطي الاجتماعي)، وأغدا أوستلوند (الديموقراطي الاجتماعي)، وإليزابيث تام (الليبرالي)، وبرثا ويلين (المحافظ). وأصبحت كارين كوك-ليندبرغ أول وزيرة حكومية. وفي عام 1958، أصبحت ليندستروم أول رئيس وزراء بالوكالة.

#### سويسرا
قد أجري استفتاء على حق المرأة في الاقتراع في 1 شباط/ فبراير 1959. وصوت غالبية رجال سويسرا ضدها، ولكن في بعض الكانتونات الناطقة بالفرنسية حصلت النساء على التصويت. وانتُخبت أول امرأة سويسرية تشغل منصبا سياسيا، ترودي سباث - شفايزر، لحكومة بلدية ريهين في عام 1958.
وكانت سويسرا آخر جمهورية غربية تمنح حق الاقتراع للمرأة. وحصلن على حق التصويت في الانتخابات الاتحادية في عام 1971 بعد استفتاء ثان في ذلك العام. وفي عام 1991 بعد قرار من المحكمة الاتحادية العليا في سويسرا، أصبح أبنزيل إنرودن آخر كانتون سويسري يمنح المرأة حق التصويت على القضايا المحلية.

#### تركيا
في تركيا، قاد أتاتورك، الرئيس المؤسس للجمهورية، تحول ثقافي علماني وقانوني يدعم حقوق المرأة بما في ذلك التصويت والانتخاب. وفازت النساء بالحق في التصويت في الانتخابات البلدية في 20 مارس 1930. وتم الحصول على حق الانتخاب للمرأة في الانتخابات البرلمانية في 5 ديسمبر 1934 من خلال تعديل دستوري. وحصلت المرأة التركية، التي شاركت في الانتخابات البرلمانية للمرة الأولى في 8 فبراير 1935، على 18 مقعدا.
وفي الجمهورية الأولى، عندما كان أتاتورك يدير دولة الحزب الواحد، اختار حزبه جميع المرشحين. وخصصت نسبة ضئيلة من المقاعد للنساء، وكان من الطبيعي فوز هؤلاء المرشحات. وعندما بدأت انتخابات الأحزاب المتعددة في الأربعينيات من القرن الماضي، انخفضت حصة المرأة في المجلس التشريعي، ولم يتم التوصل إلى نسبة 4 في المائة من المقاعد البرلمانية التي اكتُسبت في عام 1935 مرة أخرى حتى عام 1999. وفي البرلمان عام 2011، شغلت النساء حوالي 9 في المائة من المقاعد. ومع ذلك، حصلت النساء الأتراك على حق التصويت لمدة عقد أو أكثر قبل النساء في بلدان أوروبا الغربية مثل فرنسا وإيطاليا وبلجيكا، وهي علامة على التغيرات الاجتماعية البعيدة المدى لأتاتورك.

#### المملكة المتحدة

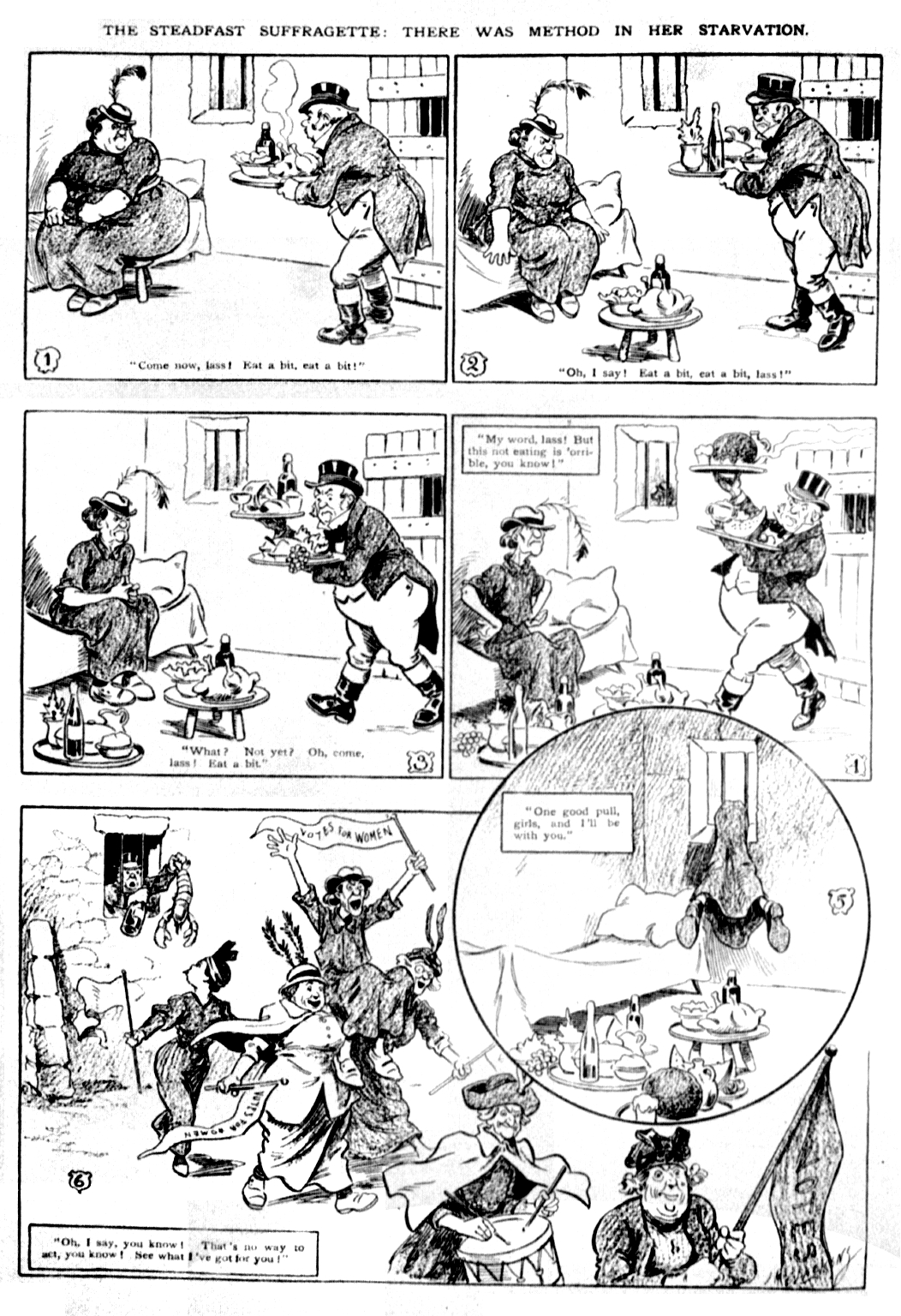
كاريكاتير بريطاني يتكهن سبب رفض السجينات المناديات بحق المرأة في الاقتراع تناول الطعام في السجن.

اكتسبت الحملة المنادية بحق الاقتراع للمرأة في [[المملكة المتحدة لبريطانيا العظمى وأيرلندا نشاطا طوال الجزء الأول من القرن التاسع عشر، حيث أصبحت النساء ناشطات سياسيا على نحو متزايد، لا سيما خلال حملات تنظيم الاقتراع في المملكة المتحدة. وقام جون ستيوارت ميل، المنتخب للبرلمان في عام 1865 والمؤيد للاقتراع النسائي، بحملة لتعديل قانون الإصلاح عام 1832 ليشمل حق الانتخاب للمرأة.
وقبل قانون الإصلاح لعام 1832، تمكن عدد قليل من النساء من التصويت في الانتخابات البرلمانية من خلال ملكية الممتلكات، رغم أن ذلك كان نادرا. وفي انتخابات الحكومات المحلية، تلقت النساء العازبات الدافعات للضرائب حق التصويت في قانون الامتيازات البلدية لعام 1869. وقد تم تأكيد هذا الحق في قانون الحكومة المحلية لعام 1894 وشمل بعض النساء المتزوجات. وبحلول عام 1900، تم تسجيل أكثر من مليون امرأة عازبة للتصويت في انتخابات الحكومة المحلية في إنجلترا.
خلال النصف الأخير من القرن التاسع عشر، تم تشكيل عدد من المجموعات الانتخابية لحصول المرأة على حق الانتخاب في الانتخابات الوطنية في محاولة للضغط على أعضاء البرلمان والحصول على الدعم. وفي عام 1897، اجتمع سبعة عشر من هذه المجموعات لتشكيل الاتحاد الوطني لجمعيات حقوق المرأة (NUWSS)، الذي عقد اجتماعات علنية، وكتب رسائل إلى السياسيين، ونشر نصوص مختلفة. وفي عام 1907، نظمت NUWSS أول مسيرة كبيرة. وعُرفت هذه المسيرة باسم «مسيرة الطين» حيث تجاوزت أكثر من 3000 امرأة في شوارع لندن من هايد بارك إلى قاعة إكستر للدفاع عن حق المرأة في الاقتراع.
في عام 1903، انفصل عدد من أعضاء NUWSS وشكلوا اتحاد المرأة الاجتماعي والسياسي (WSPU) بقيادة إميلين بانكيرست. ومع فقدان اهتمام وسائل الإعلام الوطنية بحملة الاقتراع، قررت الجمعية أن تستخدم وسائل أخرى لخلق الدعاية. وبدأ ذلك في عام 1905 في اجتماع في قاعة التجارة الحرة في مانشستر، حيث كان يتحدث ادوارد جراي، وهو عضو في الحكومة الليبرالية المنتخبة حديثا. وبينما كان يتحدث، صرخت كريستابل بانخورست وآني كيني من اتحاد WSPU قائلين «هل ستعطي الحكومة الليبرالية حق التصويت للنساء؟». وعندما رفضوا التوقف عن الصراخ، تم استدعاء الشرطة لطردهم، وشاركت هاتان المناضلتان (كما سماهم أعضاء WSPU بعد هذا الحادث) في صراع انتهى بإلقاء القبض عليهما واتهامهما بالاعتداء. وعندما رفضوا دفع غراماتهم، أرسلوا إلى السجن لمدة عشرة أيام.
بعد ذلك النجاح الإعلامي، أصبحت خطط WSPU عنيفة على نحو متزايد. وشمل ذلك محاولة لاقتحام مجلس العموم في عام 1908، وإحراق منزل ديفيد لويد جورج (على الرغم من تأييده لاقتراع المرأة). وفي عام 1909، سُجِنَت السيدة كونستانس ليتون، ولكن أُطلق سراحها فورا عندما تم اكتشاف هويتها، حيث أنها كانت متنكرة في عام 1910على أنها خياطة من الطبقة العاملة تدعى جين وارتون. وفي عام 1913، احتجت سافراجيت إميلي دافيسون عن طريق التداخل مع حصان يملكه الملك جورج الخامس خلال سباق ديربي. فدُهِست وتوفيت بعد أربعة أيام. وقد توقفت المنظمة عن أنشطتها المحاربة خلال الحرب العالمية الأولى، ووافقت على المساعدة في المجهود الحربي.
واستمر الاتحاد الوطني لجمعيات حقوق المرأة، الذي كان دائما يستخدم أساليب «دستورية»، في الضغط خلال سنوات الحرب، وتم التوصل إلى حلول توفيقية بين الاتحاد الوطني لحقوق المرأة والحكومة الائتلافية. ومثّل المتحدث باسم الاتحاد المعني بالإصلاح الانتخابي (1917) جميع الأحزاب في كلا المجلسين، وخلص إلى أن اقتراع المرأة أمر أساسي. وفيما يتعلق بالمخاوف من أن تتحرك المرأة فجأة من الصفر إلى أغلبية الناخبين بسبب الخسائر الكبيرة التي لحقت بالرجال أثناء الحرب، أوصى المؤتمر بأن يكون الحد الأدنى للسن 21 للرجل و30 للمرأة.
وفي 6 شباط/ فبراير 1918، صدر قانون تمثيل الشعب لعام 1918، الذي أعطى النساء اللواتي تجاوزن سن الثلاثين من أصحاب الممتلكات حق التصويت. وحصلت حوالي 8.4 مليون امرأة على حق التصويت ليس فقط في بريطانيا وأيرلندا. وفي تشرين الثاني/ نوفمبر 1918، أُقِرَ قانون (تأهيل المرأة) لعام 1918، الذي سمح بانتخاب المرأة في البرلمان. ووسع قانون تمثيل الشعب لعام 1928 حق الانتخاب في بريطانيا العظمى وأيرلندا الشمالية لجميع النساء اللواتي تجاوزن سن 21 عاما، مما منح النساء حق التصويت بنفس الشروط التي يتمتع بها الرجال.
وفي عام 1999، كتبت مجلة تايم في تسمية إميلين بانخورست باعتبارها واحدة من أهم 100 شخصية في القرن العشرين: «... أنها شكلت فكرة عن المرأة في عصرنا، وأخذت المجتمع إلى نمط جديد لا يمكن العودة منه».

### أمريكا الشمالية

#### كندا
شجع المجلس الوطني للمرأة في كندا المركز السياسي للمرأة دون تصويت في الفترة من 1894 إلى 1918. وعززت رؤية «المواطَنة المتسامية» للمرأة. ولم تكن هناك حاجة إلى الاقتراع، فقد كانت تمارَس المواطَنة عن طريق النفوذ الشخصي والاقتناع الأخلاقي، من خلال انتخاب الرجال ذوي الطابع الأخلاقي القوي، ومن خلال تربية أبناء شجعان. وقد تم إدماج موقف المجلس الوطني في برنامجه لبناء الدولة، الذي سعى إلى دعم كندا كدولة مستوطنة بيضاء. وفي حين كانت حركة الاقتراع النسائية مهمة لتوسيع نطاق الحقوق السياسية للمرأة البيضاء، فقد أُذن لها ذلك أيضا من خلال الجدال القائم على أساس العرق والتي ربطت حق المرأة البيضاء في الانتخاب بالحاجة إلى حماية الأمة من «الانحطاط العنصري».
كان للمرأة أصوات محلية في بعض المقاطعات، كما هو الحال في أونتاريو منذ عام 1850، حيث تمكنت المرأة التي لديها ممتلكات (أصحاب الحيازات الحرة وأصحاب المنازل) من التصويت لأمناء المدارس. وبحلول عام 1900، اعتمدت مقاطعات أخرى أحكاما مماثلة، وفي عام 1916، أخذت مانيتوبا زمام المبادرة في توسيع نطاق حق المرأة في الاقتراع. وفي وقت واحد، قدم المؤيدون دعما قويا لحركة الحظر، وخاصة في أونتاريو والمقاطعات الغربية.
لقد أعطى قانون انتخابات زمن الحرب لعام 1917 حق التصويت للمرأة البريطانية التي كانت أرملة حرب أو لديها أبناء أو أزواج أو آباء أو إخوة يخدمون في الخارج. وتعهد رئيس الوزراء الاتحادي السير روبرت بوردن خلال حملة عام 1917 بمنح حق الاقتراع للنساء. وبعد فوزه الساحق، قدم مشروع قانون في عام 1918 لتوسيع حق الانتخاب للنساء. وفي 24 أيار/ مايو 1918، تم اعتبار النساء مواطنات (باستثناء النساء من السكان الأصليين) مؤهَلَات للتصويت «يبلغن 21 سنة أو أكثر، ولم تولد بالخارج، ولديهن ممتلكات في المقاطعات الموجودة فيها».
وحصلت معظم نساء كيبيك على حق التصويت الكامل في عام 1940.
وكانت أغنيس ماكفيل أول امرأة انتخبت للبرلمان في أونتاريو في عام 1921.

#### الولايات المتحدة

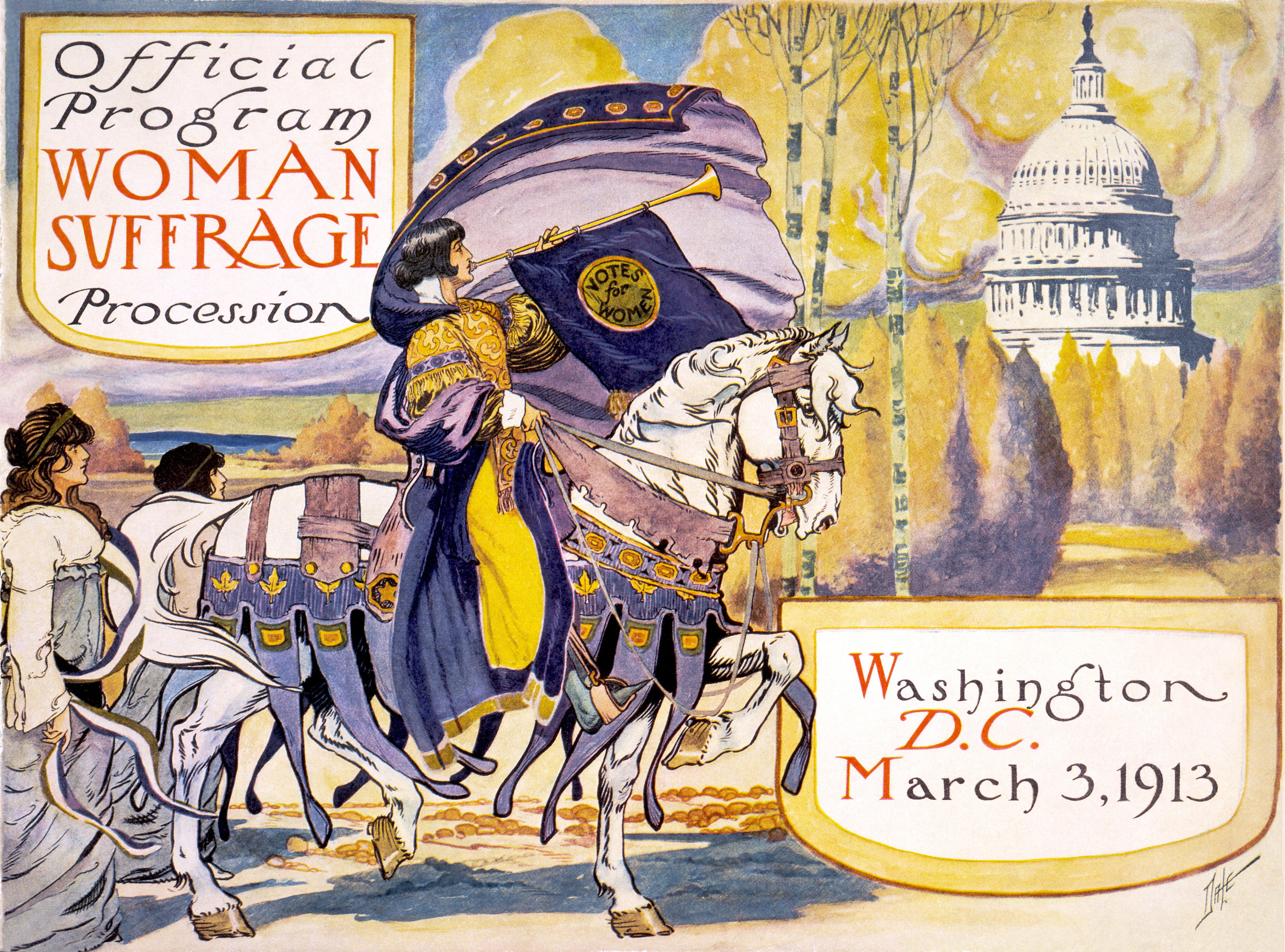
برنامج لمسيرة من أجل حق المرأة في الاقتراع، واشنطن، 3 مارس 1913

قبل إقرار التعديل التاسع عشر في عام 1920، منحت بعض الولايات الأمريكية حق الاقتراع للمرأة في أنواع معينة من الانتخابات. سمح البعض للنساء بالتصويت في الانتخابات المدرسية، أو الانتخابات البلدية، أو لأعضاء الكلية الانتخابية. وسمحت بعض الأقاليم، مثل واشنطن، ويوتا، ووايومنغ للمرأة بالتصويت قبل أن تصبح ولايات.
سمح دستور نيو جيرسي لعام 1776 لجميع السكان البالغين الذين يمتلكون قدر محدد من الممتلكات بالاقتراع. وأشارت القوانين التي سنت في عامي 1790 و1797 إلى الناخبين ب «هو أو هي»، كما أن النساء كانت تصوت بانتظام. ومع ذلك، فإن القانون الذي صدر في عام 1807، استبعد النساء من التصويت في تلك الولاية.
كانت ليديا تافت سباقة مبكرة في أمريكا الاستعمارية، وقد سُمح لها بالتصويت في ثلاثة اجتماعات لمدينة نيو إنغلاند ابتداء من 1756 في أوكسبريدج، ماساتشوستس. وكانت حركة الاقتراع النسائية مرتبطة ارتباطا وثيقا بالتحرير من العبودية، حيث اكتسب العديد من نشطاء الاقتراع خبراتهم الأولى كنشطاء مناهضين للرق.
وفي يونيو 1848، جعلت جيريت سميث حق التصويت للمرأة لوحة في منصة حزب الحرية. وفي يوليو/ تموز في اتفاقية سينيكا فولز في نيويورك، بدأ ناشطون من بينهم إليزابيث كادي ستانتون وسوزان أنتوني نضال لمدة سبعين عاما من قِبل النساء لتأمين حق التصويت. ووقع الحضور وثيقة تعرف بإعلان الحقوق والآراء، والتي كان ستانتون المؤلف الرئيسي لها. وأصبحت الحقوق المتساوية الصرخة المتصاعدة للحركة المبكرة لحقوق المرأة، والمساواة في الحقوق تعني المطالبة بالحصول على جميع تعريفات الحرية السائدة. في عام 1850 نظمت لوسي ستون جمعية أكبر مع تركيز أوسع، وهي الجمعية الوطنية لحقوق المرأة في ورسستر، ماساتشوستس. وانضمت سوزان أنتوني، وهي من سكان روتشستر بنيويورك، إلى القضية في عام 1852 بعد قراءة خطاب ستون عام 1850. وكانت ستانتون وستون وأنتوني ثلاثة من أبرز الشخصيات في هذه الحركة في الولايات المتحدة خلال القرن التاسع عشر. وأشار نشطاء حقوق المرأة إلى أن السود قد مُنحوا حق الانتخاب ولكن لم يدرجوا في صيغة التعديلين الرابع عشر والخامس عشر لدستور الولايات المتحدة (الذي يمنح الناس حماية متساوية بموجب القانون والحق في التصويت بصرف النظر عن عرقهم)، وقالوا إن ذلك كان ظالما. وقد تحققت الانتصارات في وقت مبكر في أراضي وايومنغ (1869) ويوتا (1870).

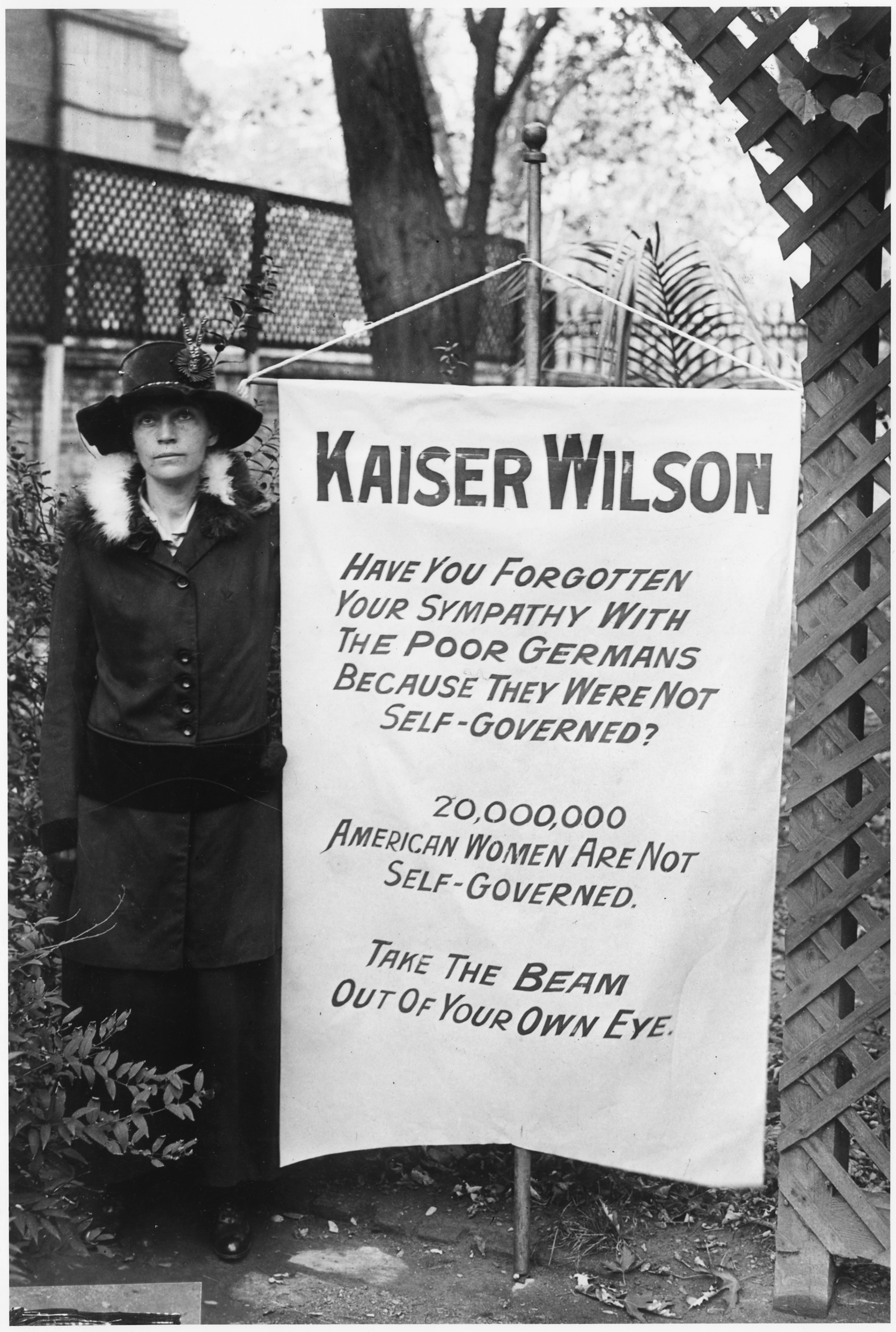
راية "القيصر ويلسون" التي رفعتها امرأة معتصمة أمام البيت الأبيض

وافق جون ألين كامبل، أول حاكم لإقليم وايومنغ، على أول قانون في تاريخ الولايات المتحدة يمنح للمرأة حق التصويت صراحة. وتمت الموافقة على القانون في 10 ديسمبر 1869. وقد تم الاحتفال بذلك اليوم في وقت لاحق باسم يوم وايومنغ. وفي 12 فبراير 1870، وافق أمين الإقليم ومحافظ مقاطعة أوتاه، س.أ.مان، على قانون يسمح للمرأة البالغة من العمر 21 عاما بالتصويت في أي انتخابات في ولاية يوتا.
وقد حرمت نساء يوتا من حق التصويت من خلال أحكام قانون إدموندز تاكر الفيدرالي الذي سنه الكونغرس الأمريكي في عام 1887.
وكانت دَفعة منح حق الانتخاب للمرأة في ولاية يوتا مدعومة جزئيا على الأقل بالإيمان بأن المرأة في يوتا ستقتنع بتعدد الزوجات، نظرا لحقها في التصويت. وما أن مارست المرأة في ولاية يوتا حقوقها في الاقتراع لصالح تعدد الزوجات حتى حرمها الكونغرس الأمريكي منه.
وبحلول نهاية القرن التاسع عشر، منحت آيداهو ويوتا وايومنغ المرأة حقها في التصويت بعد جهد من قِبل جمعيات الاقتراع على مستوى الولايات؛ ومنحت كولورادو النساء حقهم في التصويت بشكل خاص عن طريق استفتاء 1893.
وخلال بداية القرن العشرين، واجه الاقتراع النسائي العديد من الأصوات الفدرالية الهامة، وأصبح جزء من حركة الاقتراع معروف باسم الحزب الوطني للمرأة بقيادة أليس بول بولس أول «سبب» للاعتصام خارج البيت الأبيض. كانت بول قد تم إرشادها من قِبل إميلين بانكيرست في انكلترا، وقادت أليس بول ولوسي بيرنز سلسلة من الاحتجاجات ضد إدارة ويلسون في واشنطن. وتجاهل ويلسون الاحتجاجات لمدة ستة أشهر، ولكن في 20 يونيو 1917، عندما توجه وفد روسي إلى البيت الأبيض، قام أصحاب الاقتراع برفع لافتة تقول: «نحن نساء أمريكا نقول لكم أن أمريكا ليست ديمقراطية، وهناك عشرين مليون امرأة يحرمون من حق التصويت، والرئيس ويلسون هو الخصم الرئيسي لحرمانهم الوطني». ورفعت لافتة أخرى في 14 أغسطس 1917 أشارت إلى «القيصر ويلسون» وقارنت محنة الشعب الألماني مع محنة المرأة الأمريكية. وبهذه الطريقة الاحتجاجية، كانت النساء عرضة للاعتقالات، وتم سجن العديد منهم. كما كان هناك تكتيك آخر تابع للحزب الوطني للمرأة وهو الحرائق، التي تنطوي على حرق نسخ من خطابات الرئيس ويلسون، والذي كان يتم غالبا خارج البيت الأبيض أو في حديقة لافايت القريبة. وواصل الحزب الحرائق حتى مع بدء الحرب، وواجه انتقادات من الجمهور والمجموعات المطالبة بحق الاقتراع الأخرى لكونه غير وطني. وفي 17 أكتوبر/ تشرين الأول، حُكم على أليس بولس بالسجن لمدة سبعة أشهر، وفي 30 أكتوبر/ تشرين الأول بدأت الإضراب عن الطعام، ولكن بعد بضعة أيام بدأت سلطات السجن إجبارها على تناول الطعام. وبعد سنوات من المعارضة، غير ويلسون موقفه في عام 1918 ودافع عن حق المرأة في الاقتراع كإجراء حربي.

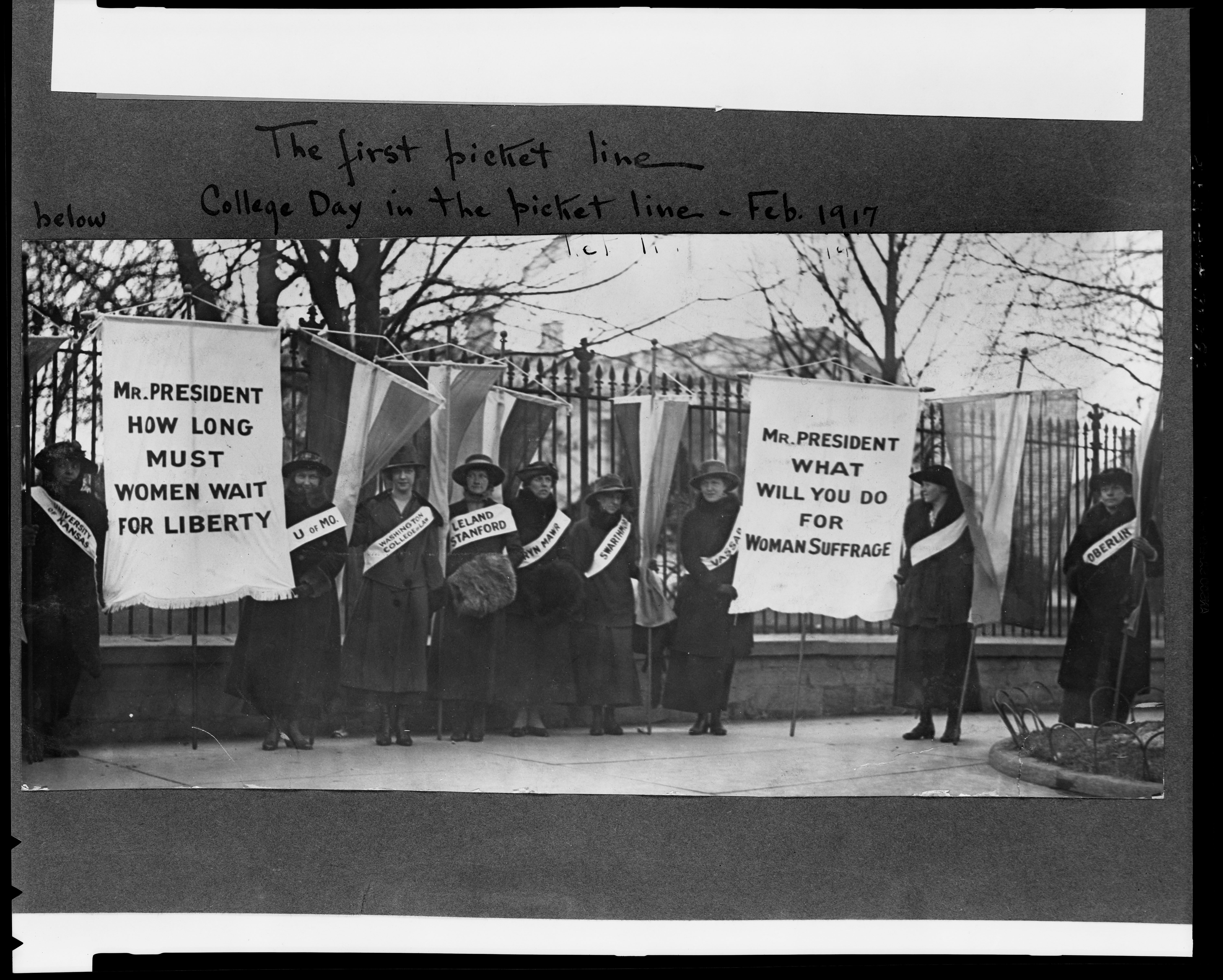
نساء معتصمات أمام البيت الأبيض في فبراير 1917. تقول الراية على اليسار: "يا سيادة الرئيس، كم من الوقت يجب أن تنتظر النساء من أجل الحرية؟"، وتقول الراية على اليمين "سيدي الرئيس، ماذا ستفعل من أجل حق المرأة في الاقتراع؟"

وجاء التصويت الرئيسي في 4 يونيو 1919، عندما وافق مجلس الشيوخ على التعديل بعد أربع ساعات من النقاش. وتم التصديق على التعديل التاسع عشر، الذي يحظر فرض قيود على الدولة أو الاتحادية على أساس الجنس، من قِبل عدد كاف من الولايات في عام 1920. وحتى بعد التصديق على التعديل التاسع عشر، ظلت المرأة تواجه مشاكل. فعلى سبيل المثال، عندما سجلت النساء للتصويت في ميريلاند «رفع المقيمون دعوى قضائية ضد إزالة أسماء النساء من السجل على أساس أن التعديل نفسه غير دستوري» (غولدشتاين، 2008).
وقبل عام 1965، حُرم النساء الملونات، مثل الأمريكان من أصل أفريقي والأمريكيين الأصليين من حقوقهن، وخاصة في الجنوب. بينما حظر قانون حق التصويت لعام 1965 التمييز العنصري في التصويت، وضمن حقوق التصويت للأقليات العرقية في جميع أنحاء الولايات المتحدة.

### أوقيانوسيا

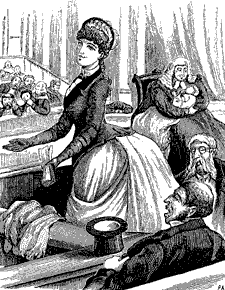
سخرية منحقوق المرأة الأسترالية في ذلك الكرتون عام 1887 في ملبورن: عضوة افتراضية تقوم برعاية طفلها في مجلس النواب. وكان من المقرر أن تحصل المرأة في جنوب أستراليا على حق التصويت في عام 1895.

#### أستراليا
استطاع الإناث المنحدرين من سلالة متمردي بونتي الذين عاشوا في جزر بيتكيرن من التصويت عام 1838، وتنازلوا عن ذلك الحق مع إعادة توطينهم في جزيرة نورفولك (التي أصبحت الآن منطقة خارجية أسترالية) في عام 1856.

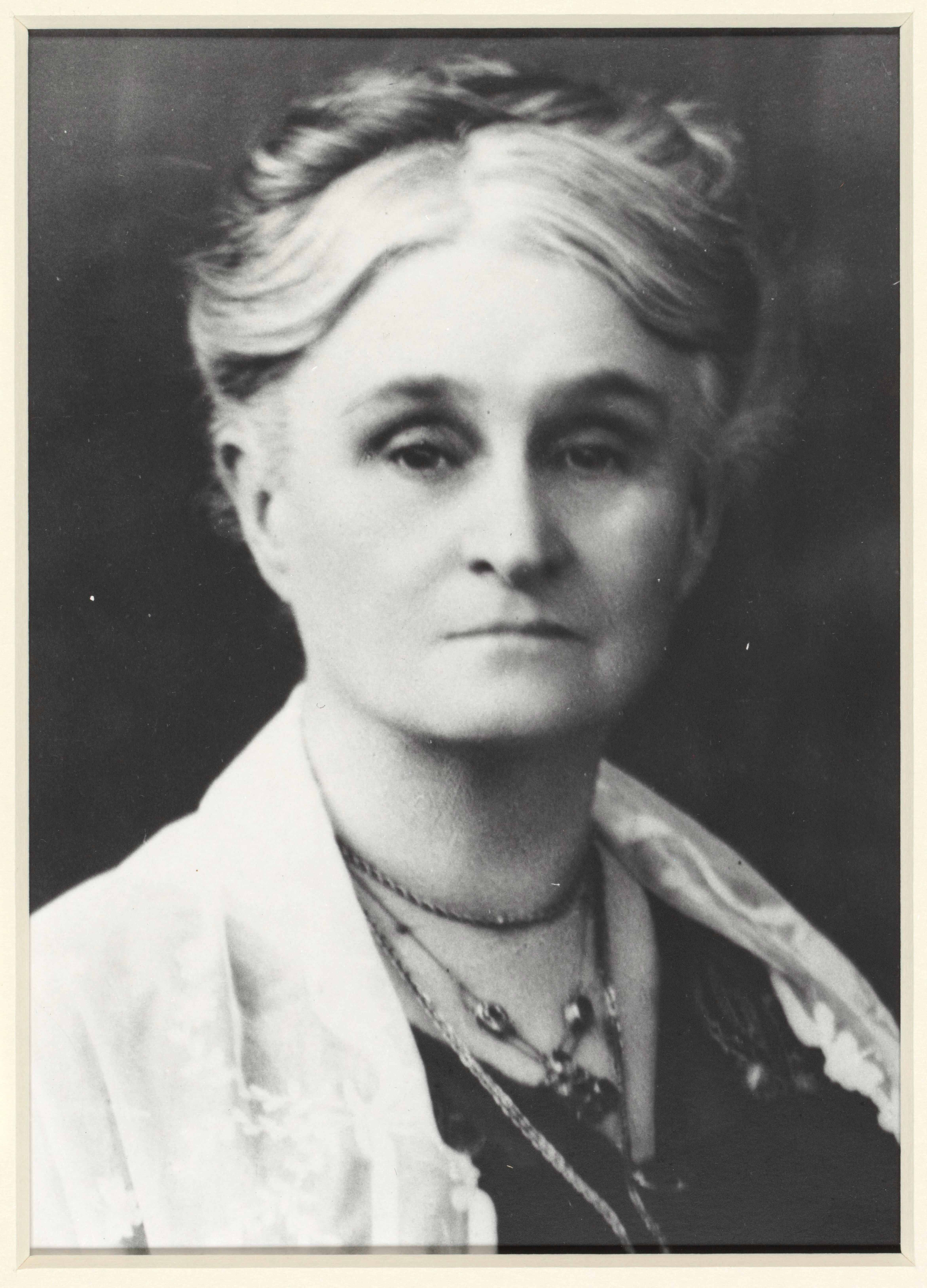
تم انتخاب إديث كوان (1861-1932) للجمعية التشريعية في أستراليا الغربية في عام 1921، وكانت أول امرأة منتخبة لأي برلمان أسترالي (على الرغم من أن النساء في أستراليا قد حصلن على التصويت منذ عقدين).

وتم انتخاب إديث كوان (1861-1932) للجمعية التشريعية في أستراليا الغربية في عام 1921، وكانت أول امرأة منتخبة لبرلمان أسترالي (على الرغم من أن النساء في أستراليا قد حصلن على التصويت لمدة عقدين). وفي عام 1861، مُنحت النساء في مستعمرة جنوب أستراليا التصويت في الانتخابات المحلية (ولكن ليس الانتخابات البرلمانية) في عام 1861. وشكلت هنريتا دوغديل أول جمعية اقتراع نسائية أسترالية في ملبورن، فيكتوريا في عام 1884. وأصبحت المرأة مؤهلة للتصويت لبرلمان جنوب أستراليا في عام 1895. وفي عام 1897، أصبحت كاثرين هيلين سبينس أول مرشحة سياسية لمنصب سياسي، ولكن لم تنجح في الانتخابات كنائبة في المؤتمر الفيدرالي للاتحاد الأسترالي. ومنحت أستراليا الغربية حقوق التصويت للمرأة في عام 1899.
واستندت الانتخابات الأولى للبرلمان في كمنولث أستراليا التي شكلت حديثا في عام 1901 إلى الأحكام الانتخابية للمستعمرات الستة الموجودة من قبل، بحيث تتمتع النساء اللواتي حصلن على التصويت والحق في الترشح للبرلمان على مستوى الولايات بنفس الحقوق للانتخابات الاتحادية الأسترالية لعام 1901. وفي عام 1902، أقر برلمان الكمنولث قانون امتياز الكمنولث، الذي مكن جميع النساء من التصويت والترشح للانتخابات للبرلمان الاتحادي. وقفت أربع نساء للانتخابات في عام 1903. غير أن القانون استثني تحديدا «المواطنين» من امتياز الكمنولث ما لم يكنوا مسجلين في الدولة. وفي عام 1949، توسع الحق في التصويت في الانتخابات الاتحادية ليشمل جميع السكان الأصليين الذين خدموا في القوات المسلحة، أو سجلوا بالتصويت في انتخابات الولايات (وظل كوينزلاند، وغرب أستراليا، والمقاطعة الشمالية يستبعدون نساء الشعوب الأصلية من حقوق التصويت). وألغى قانون الانتخابات في الكومنولث القيود المتبقية على التصويت في عام 1962.
انتُخبت إديث كوان إلى الجمعية التشريعية في أستراليا الغربية في عام 1921، وهي أول امرأة منتخبة لأي برلمان أسترالي. وأصبحت السيدة إينيد ليونز في مجلس النواب الأسترالي والسيناتور دوروثي تانغني أول نساء في البرلمان الاتحادي في عام 1943. وأصبحت ليونز أول امرأة تشغل منصب وزير في وزارة روبرت منزيز عام 1949. وانتُخبت روزماري فوليت رئيسة وزراء إقليم العاصمة الأسترالية في عام 1989، وأصبحت أول امرأة تنتخب لقيادة دولة أو إقليم. وبحلول عام 2010، كان لدى سكان مدينة سيدني (المدينة الأقدم في أستراليا) قيادات نسائية تحتل كل مكتب سياسي كبير، مثل كلوفر مور كرئيسة للمحافظة، وكريستينا كينيلي كرئيسة لمجلس وزراء نيو ساوث ويلز، وماري بشير حاكمة لنيو ساوث ويلز، وجوليا غيلارد رئيس الوزراء، وكوينتين برايس في منصب الحاكم العام لأستراليا، وإليزابيث الثانية كملكة أستراليا.

#### جزر كوك
فازت النساء في راروتونغا بالحق في التصويت في عام 1893، بعد فترة وجيزة من نيوزيلندا.

#### نيوزيلاندا
جعل قانون الانتخابات النيوزيلندي في 19 سبتمبر 1893 من نيوزيلاندا البلد الأول في العالم التي تمنح المرأة حق التصويت في الانتخابات البرلمانية.
وعلى الرغم من أن الحكومة الليبرالية التي أصدرت مشروع القانون دعت إلى الإصلاح الاجتماعي والسياسي عموما ، إلا أن مشروع القانون الانتخابي لم يمر إلا بسبب مزيج من قضايا شخصية وحوادث سياسية. وقد منح مشروع القانون التصويت للنساء من جميع الأجناس. غير أن المرأة النيوزيلندية حرمت من حقها في الترشح للبرلمان حتى عام 1920. وفي عام 2005، كان ثلث أعضاء البرلمان المنتخبين من الإناث. كما احتلت النساء مؤخرا مناصب قوية ورمزية مثل رئاسة الوزراء (جيني شيبلي، وهيلين كلارك، والمدير العام الحالي جاكيندا اردرن)، والحاكم العام (كاترين تيزارد، وسيلفيا كارترايت)، ورئيس القضاة (سيان الياس)، ورئيس مجلس النواب (مارغريت ويلسون)، ومن 3 آذار/ مارس 2005 إلى 23 آب/ أغسطس 2006، كانت النساء يشغلن جميع هذه الوظائف الأربع، إلى جانب الملكة إليزابيث كرئيسة للدولة.

### أمريكا اللاتينية
تأخرت النساء في أمريكا اللاتينية عن النساء في الولايات المتحدة وكندا في الحصول على التصويت. ومنحت إكوادور حق الانتخاب للنساء في عام 1929، وكانت باراغواي آخر بلد تمنح النساء هذ الحق وذلك في عام 1961. وبترتيب تاريخ منح الاقتراع الكامل:
- إكوادور 1929
- شيلي 1931
- أوروغواي 1932
- البرازيل 1934
- كوبا 1934
- السلفادور 1939
- بنما 1941
- غواتيمالا 1946
- فنزويلا 1946
- الأرجنتين 1947
- شيلي 1949
- كوستاريكا 1949
- بوليفيا 1952
- المكسيك 1953
- كولومبيا 1954
- هندوراس 1955
- نيكاراغوا 1955
- باراغواي 1961.[187]

كان هناك نقاشات سياسية ودينية وثقافية حول حق المرأة في الاقتراع في مختلف البلدان. ومن بين أبرز المؤيدين لحصول المرأة على حق الاقتراع هيرميلا غاليندو (المكسيك)، وإيفا بيرون (الأرجنتين)، وأليسيا موريو دا خوستو (الأرجنتين)، وجوليتا لانتيري (الأرجنتين)، وسيلينا غيمارايس فيانا (البرازيل)، وإيفون غيمارايس (البرازيل)، وهنريتا مولر (شيلي)، ومارتا فيرغارا (شيلي)، ولوسيلا روبيو دي لافيردي (كولومبيا)، وماريا كوريا مانريك (كولومبيا)، وجوسيفا توليدو دي أغيري (نيكاراغوا)، وإيليدا كامبودونيكو (بنما)، وكلارا غونزاليس (بنما)، وغومرسيندا بيز (بنما)، وجانيكي (أوروغواي)، وكارمن كليمنتي ترافيسو (فنزويلا).

#### الأرجنتين
نشأت الحركة الاشتراكية الحديثة في الأرجنتين جزئيا بالتزامن مع أنشطة الحزب الاشتراكي والفوضويين في أوائل القرن العشرين. وبدأت النساء المشاركات في تحركات أكبر من أجل العدالة الاجتماعية في المطالبة بالحقوق والفرص المتساوية على قدم المساواة مع الرجل على غرار نظرائهم الأوروبيين، وبدأت إلفيرا ديليبيان راوسون وسيسيليا غريرسون وأليسيا موريو دا خوستو بتشكيل عدد من الجماعات للدفاع عن الحقوق المدنية للمرأة بين عامي 1900 و1910. وحدثت أول الانتصارات الرئيسية التي توسع الحقوق المدنية للمرأة في مقاطعة سان خوان. وقد سُمح للنساء بالتصويت في تلك المقاطعة منذ عام 1862، ولكن في الانتخابات البلدية فقط. وتم توسيع نطاق حقوق مماثلة في مقاطعة سانتا في، حيث تم سن دستور يضمن حق المرأة في الاقتراع على مستوى البلديات، على الرغم من أن مشاركة الإناث في التصويت ظلت منخفضة في البداية. وفي عام 1927، أقرت سان خوان دستورها واعترفت بالمساواة في الحقوق بين الرجل والمرأة غير ان انقلاب 1930 أطاح بهذه التطورات.

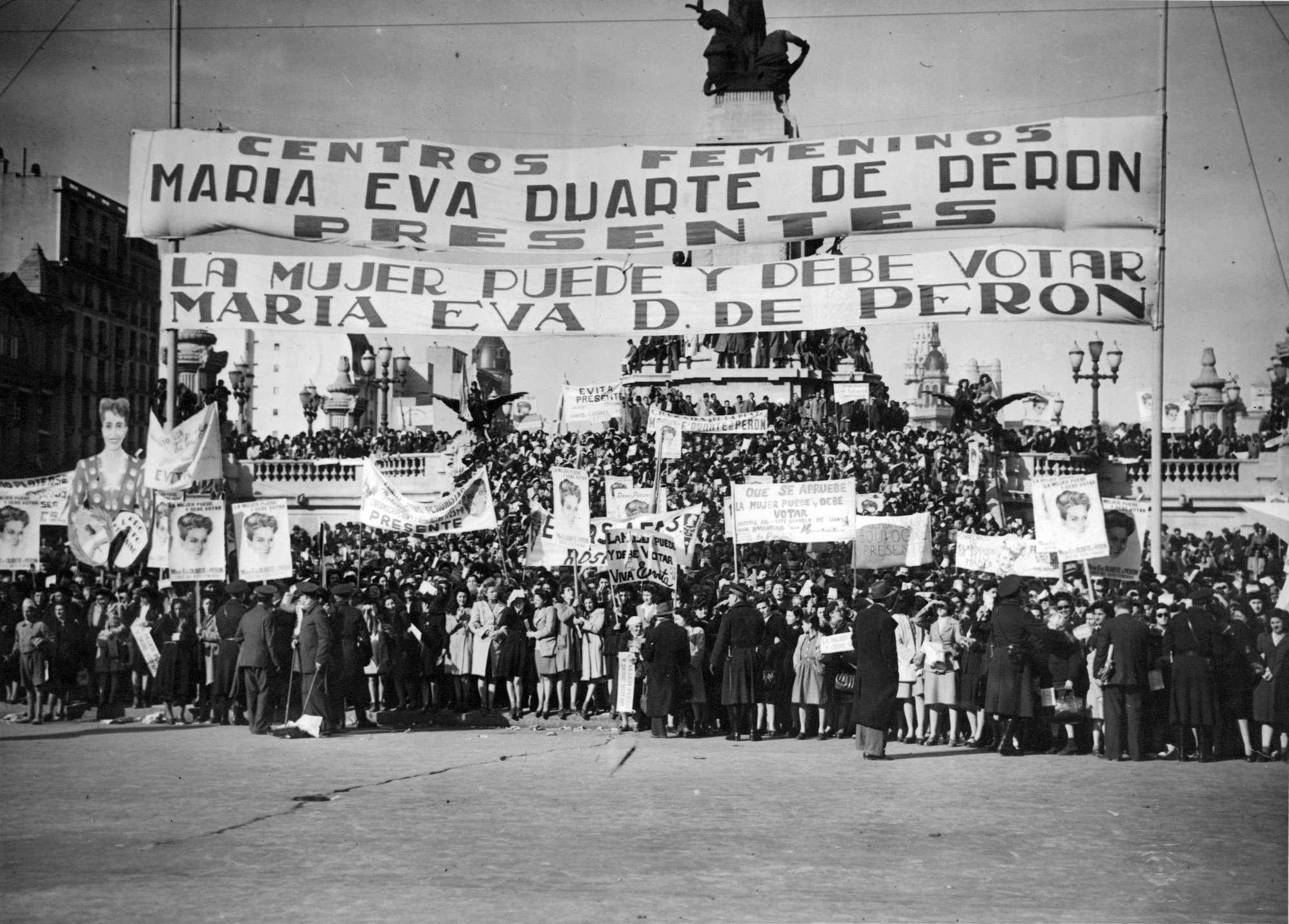
مظاهرة نسائية في بوينس آيرس أمام الكونغرس الوطني بموجب قانون الاقتراع العام، 1947

وقد طلبت جولييتا لانتيري، وهي من أهم رواد المطالبة بحق المرأة في الاقتراع وابنة المهاجرين الإيطاليين، من محكمة وطنية في عام 1910 منحها الحق في الجنسية (في الوقت الذي لا تعطى فيه بصفة عامة للمهاجرات العازبات)، فضلا عن الاقتراع. وأيد قاضي كلاروس طلبها وأعلن ما يلي: «بصفتي قاضيا، من واجبي أن أعلن أن حقها في الجنسية منصوص عليه في الدستور، ومن ثَم تتمتع المرأة بنفس الحقوق السياسية التي تمنحها القوانين للمواطنين الذكور، إلا أن القيود تحدد هذه القوانين صراحة، لأنه لا يحرم أي مواطن من ما لا يحظره».
وفي يوليو 1911، تم تعداد دكتور لانتيري، وفي 26 نوفمبر من ذلك العام مارست حقها في التصويت، وكانت أول امرأة إيبيرية أمريكية تصوت. كما تقدمت في عام 1919 كمرشح لمنصب النائب الوطني لحزب المركز المستقل، وحصلت على 1730 صوت من أصل 154,302.
وفي عام 1919، أدرج روجيليو أرايا في التاريخ لكونه أول من تقدم بمشروع قانون الاعتراف بحق التصويت للنساء، وهو عنصر أساسي من حق الاقتراع العام. وفي 17 يوليو 1919، شغل منصب نائب وطني نيابة عن شعب سانتا في.
وفي 27 فبراير 1946 بعد ثلاثة أيام من الانتخابات التي فاز بها الرئيس خوان بيرون وأصبحت زوجته إيفا بيرون السيدة الأولى، ألقى بيرون أول خطاب سياسي له في منظمة النساء لشكرهم على دعمهم لترشيح بيرون. وفي تلك المناسبة، طالبت إيفا بالمساواة في الحقوق بين الرجل والمرأة، ولا سيما حق المرأة في الاقتراع:
المرأة الأرجنتينية تجاوزت فترة الدروس المدنية. وعلى المرأة أن تؤكد عملها، وينبغي لها أن تصوت. المرأة منزل الربيع الأخلاقي ويجب أن تأخذ مكان في الآلية الاجتماعية المركبة للشعب. وهناك ضرورة لتنظيم المزيد من المجموعات الموسعة وإعادة تشكيلها. ويتطلب ذلك باختصار التحول عن مفهوم المرأة التي تمتلك عدد متزايد من الواجبات دون السعي إلى الحد الأدنى من حقوقها.
وتم تقديم مشروع القانون إلى الحكومة الدستورية الجديدة التي تولت مباشرة بعد 1 مايو 1946. وضغطت إيفا بيرون باستمرار على البرلمان للموافقة عليه.
ووافق مجلس الشيوخ مؤخرا موافقة أولية على المشروع في 21 أغسطس 1946، وكان عليه أن ينتظر أكثر من عام لينشر مجلس النواب في 9 سبتمبر 1947 القانون 13010، الذي ينشئ حقوقا سياسية متساوية بين الرجل والمرأة والاقتراع العام في الأرجنتين. وأخيرا، تمت الموافقة على القانون 13010 بالإجماع.

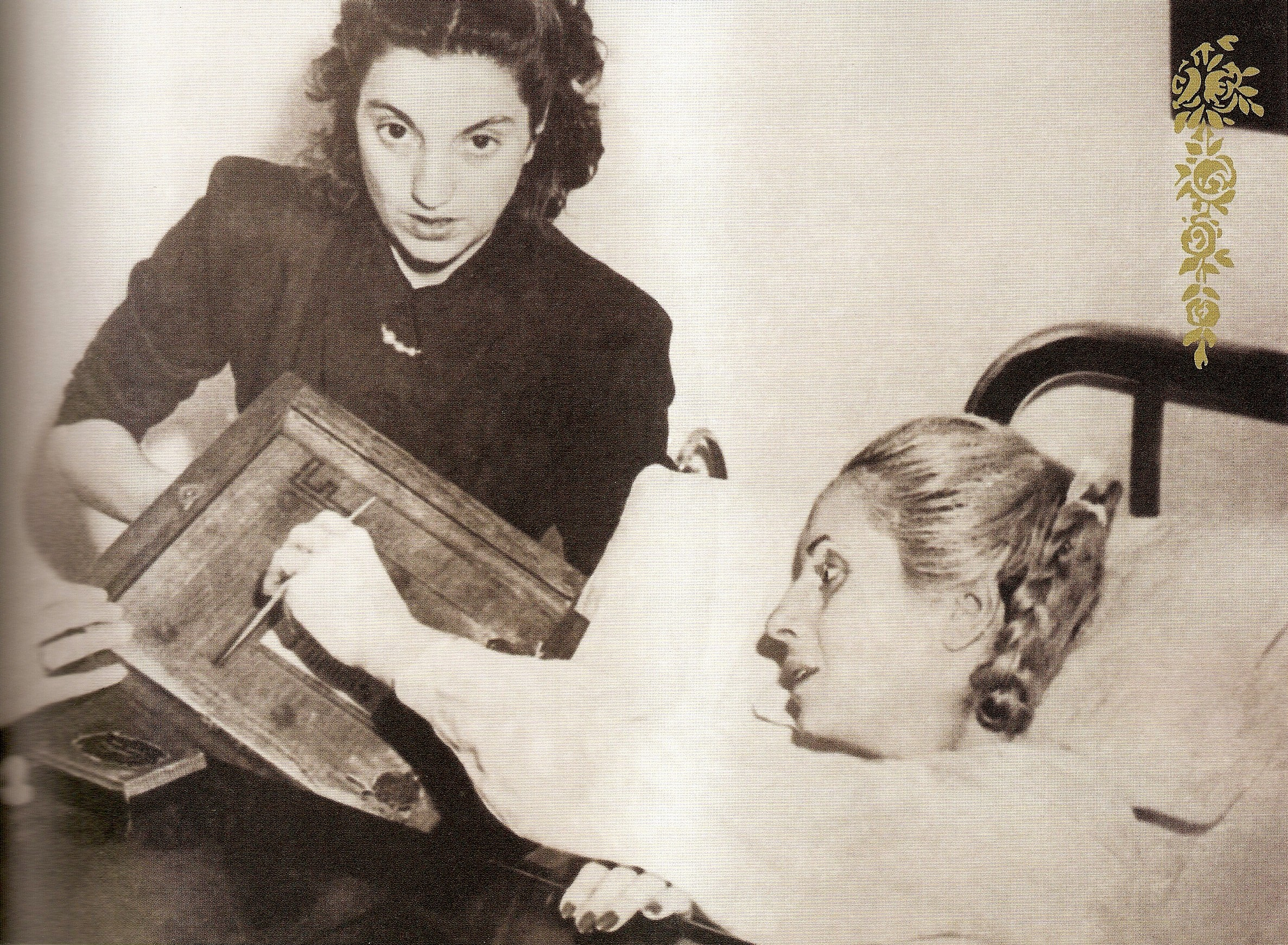
تصويت إيفا بيرون في المستشفى في عام 1951. وكانت هذه أول مرة يسمح فيها للمرأة بالتصويت في الانتخابات الوطنية في الأرجنتين. تحقيقا لهذه الغاية تلقت بيرون الكتاب المدني رقم 00.000.001. وكانت المرة الأولى والوحيدة التي صوتت فيها، حيث توفيت بيرون في 26 يوليو 1952 بعد إصابتها بسرطان عنق الرحم.

وفي بيان رسمى في التليفزيون الوطنى، أعلنت إيفا بيرون منح حق الاقتراع للنساء الأرجنتينية، حيث قالت:
يا نساء هذا البلد، أنا أتلقى في هذه اللحظة من الحكومة القانون الذي يكرس حقوقنا المدنية. أتلقى ذلك أمامكن، مع الثقة بأنني أفعل ذلك باسمي وباسم جميع النساء الأرجنتينية. أفعل ذلك بسعادة، كما أشعر بيدي ترتجف مع إعلان ذلك الفوز العظيم. إنه هنا أخواتي، ملخص من عدد قليل من المواد المكونة من الرسائل المدمجة حيث يكمن تاريخ طويل من المعارك، والعثرات، والأمل.
يكمن فيه السخط ، وظلال غروب الشمس المتوعدة، ولكن أيضا يكمن بهجة الاستيقاظ، الذي يترجم انتصار المرأة على عدم التفاهم والإنكار والمصالح التي خلقتها الطوائف، والتي تنكرها الآن الصحوة الوطنية لدينا. بتصويتنا سوف نسهم في كمال الديمقراطية الأرجنتينية يا رفاقي الأعزاء.
وفي 23 أيلول/ سبتمبر 1947، تم سن قانون تسجيل الإناث (رقم 13,010) خلال فترة الرئاسة الأولى لخوان دومينغو بيرون، والذي تم تنفيذه في انتخابات 11 تشرين الثاني/ نوفمبر 1951، حيث صوتت 616 816 3 امرأة (صوت 63.9٪ لصالح حزب العدالة و30.8٪ للاتحاد المدني الراديكالي). وفي وقت لاحق من عام 1952، شغل أول 23 نائبا مقاعدهم ممثلين حزب العدالة.

#### البرازيل
مُنحت المرأة الحق في التصويت والترشح للانتخاب في قانون الانتخابات لعام 1932، يليه الدستور البرازيلي لعام 1934. غير أن قانون ولاية ريو غراندي دو نورتي سمح للمرأة بالتصويت منذ عام 1926. وكان النضال من أجل حق المرأة في الاقتراع جزءا من حركة أكبر هدفها الحصول على حقوق للمرأة.

#### تشيلي
بدأت المناقشات حول حق المرأة في الاقتراع في تشيلي في العشرينيات من القرن التاسع عشر. وقد مُنح أول حق للمرأة في الانتخابات البلدية في عام 1931 بموجب مرسوم (دكريتو كون فورزا دي لي)، حيث تم تعيين سن الاقتراع للنساء 25 عاما. وبالإضافة إلى ذلك، وافق مجلس النواب على قانون في 9 مارس 1933 ينص على حق المرأة في الاقتراع في الانتخابات البلدية.
وحصلت النساء على الحق القانوني في التصويت في الانتخابات البرلمانية والرئاسية في عام 1949. وزادت حصة المرأة بين الناخبين باطراد بعد عام 1949، ووصلت إلى نفس مستويات المشاركة التي حصل عليها الرجل في عام 1970.

#### المكسيك
لم يمنع الدستور المكسيكي الليبرالي لعام 1857 النساء من التصويت في المكسيك أو تولي المناصب، ولكن «حددت قوانين الانتخابات حق الاقتراع للذكور، وعمليًا لم تشترك المرأة ولم تطلب المشاركة في السياسة»، مع عدم اهتمام أصحاب الموضوع بهذه المسألة. كما أخرت سنوات الحرب الأهلية والتدخل الفرنسي أي اعتبار لدور المرأة في الحياة السياسية المكسيكية، ولكن خلال الجمهورية المستعادة وبورفيرياتو (1876-1911)، بدأت النساء في التنظيم لتوسيع حقوقهن المدنية، بما في ذلك الاقتراع. وبدأت المنشورات الاشتراكية في المكسيك تدعو إلى إجراء تغييرات في القانون والممارسة في وقت مبكر من عام 1878. وأصدرت مجلة لا إنترناسيونال برنامجا مفصلا للإصلاح يهدف إلى «تحرير المرأة وإعادة تأهيلها وتكاملها». ولم يسجل عصر بورفيرياتو تغييرات في القانون فيما يتعلق بوضع المرأة، ولكنها بدأت في دخول المهن التي تتطلب تعليما عاليا، مثل القانون والطب والصيدلة (التي تتطلب شهادة جامعية)، وأيضا التدريس. وأبدت الليبرالية اهتماما كبيرا بالتعليم العلماني، بحيث توسع نظام التعليم العام في مهنة التدريس في أواخر القرن التاسع عشر، مما أفاد الإناث الراغبات في التدريس وتعليم البنات.
وأصبح وضع المرأة في المكسيك قضية خلال الثورة المكسيكية مع فرانسيسكو ماديرو، المنافس للرئاسة المستمرة لبورفيريو دياث، والمهتم بحقوق المرأة المكسيكية. كان ماديرو جزءا من عائلة غنية تملك العقارات في ولاية كواهويلا الشمالية، ودرس بجامعة كاليفورنيا في بيركلي لفترة وجيزة ثم سافر إلى أوروبا وتعرف على الأفكار والممارسات الليبرالية. كما عززت زوجة ماديرو ومساعدته الشخصية سوليداد غونزاليس اهتمامه بحقوق المرأة. كانت غونزاليس أحد الأيتام الذي تبناهم ماديروس، تعلمت الكتابة وسافرت إلى مدينة المكسيك بعد انتخاب ماديرو رئيسا في عام 1911. كانت فترة الرئاسة القصيرة لماديرو مضطربة، ولم يتمكن ماديرو من متابعة قضية حق المرأة في الاقتراع؛ بسبب عدم امتلاكه خبرة سياسية سابقة.
بعد طرد واغتيال ماديرو عن طريق الانقلاب العسكري بقيادة فيكتوريانو ويرتا، بدأ الدستوريون (نسبة إلى الدستور الليبرالي لعام 1857) بمناقشة حقوق المرأة. وكان فينوستيانو كارانسا، الحاكم السابق لكواهويلا، والذي تولى الحكم بعد اغتيال ماديرو «أول رئيس» للدستوريين. كان لدى كارانزا أيضا سكرتيرة خاصة ذات سلطة وهي هيرميلا جاليندو، وكانت مناصرة لحقوق المرأة في المكسيك.
نشر كارانسا خطة غوادالوبي في عام 1914، وحدد فيها الشكل المكسيكي القياسي. وأدلى كارانسا في «الإضافات» لخطة غوادالوبي، ببعض البيانات الهامة التي تؤثر على الأسر ووضع المرأة فيما يتعلق بالزواج. وفي ديسمبر 1914، أصدر كارانسا مرسوما يقضي بالطلاق في ظروف معينة. وعلى الرغم من أن المرسوم لم يؤد إلى حق المرأة في الاقتراع، إلا أنها خففت بعض القيود التي لا تزال قائمة في المجال المدني حتى بعد أن أثبتت ليبرالية القرن التاسع عشر حق الدولة في تنظيم الزواج باعتباره مسألة مدنية وليس كنيسية.
وازدادت الدعوة لحقوق المرأة في أواخر 1910 مع إنشاء مجلة نسوية جديدة، وهي مجلة موجر موديرنا، التي توقفت عن نشرها في عام 1919. وشهدت المكسيك عدة مؤتمرات دولية لحقوق المرأة، حيث عُقد أول مؤتمر في ميريدا، يوكاتان، في عام 1916. وحضره نحو 700 نائب، ولكن لم يسفر عن تغييرات دائمة.
وكما أحرزت المطالبة بحق التصويت للمرأة تقدما في بريطانيا العظمى والولايات المتحدة، كان أيضا هناك صدى في المكسيك. ودعا كارانسا، الذي انتخب رئيسا في عام 1916، إلى وضع اتفاقية لصياغة دستور مكسيكي جديد يتضمن مكاسب لمجموعات معينة، مثل الطبقة العاملة الصناعية والفلاحين الذين يسعون إلى إصلاح الأراضي. كما أدرجت قيودا متزايدة على الكنيسة الرومانية الكاثوليكية في المكسيك، وهي امتداد لمبدأ معاداة الكراهية في دستور عام 1857. ولم يسمح دستور عام 1917 صراحة بتمكين المرأة من الاقتراع.
وفي ولاية سونورا في شمال المكسيك، ناضلت المرأة المكسيكية للحصول على مزيد من الحقوق للمرأة، بما في ذلك التصويت. وقادت إميليدا كاريلو ومعلمة المدرسة ماريا دي خيسوس فالديز هذا الجهد. والجدير بالذكر أن حركة حقوق المرأة المكسيكية هناك كانت مرتبطة بالحركة لاستبعاد وطرد الصينيين من المكسيك، وهي عنصرية عرقية تمت رؤيتها أيضا في حركة الاقتراع في الولايات المتحدة، وليس في أمريكا اللاتينية بشكل عام.
وفي عام 1937، تحدت النساء المكسيكيات صياغة الدستور بشأن من هو مؤهل للحصول على الجنسية - حيث لم يحدد الدستور «الرجال والنساء». وترشحت ماريا ديل ريفغيو غارسيا للانتخابات كجبهة منفردة لحقوق المرأة. وفازت بفارق كبير، ولكن لم يسمح لها بأن تأخذ مقعدها لأن الحكومة سوف تضطر إلى تعديل الدستور. ردا على ذلك، أضربت غارسيا عن الطعام خارج مقر الرئيس لازارو كارديناس في مكسيكو سيتي لمدة 11 يوما في أغسطس 1937. وكان رد كارديناس بالوعود بتغيير المادة 34 في الدستور في سبتمبر. وبحلول كانون الأول/ ديسمبر، أقر الكونغرس التعديل، ومُنحت النساء حق المواطنة الكاملة. ومع ذلك، لم يمنح التصويت للنساء في المكسيك حتى عام 1953. وقد تم فحص تاريخ ومعنى تصويت المرأة في المكسيك.
حصلت المرأة على حق التصويت في عام 1947 لبعض الانتخابات المحلية وللانتخابات الوطنية في عام 1953.

#### فنزويلا
بعد احتجاجات الطلاب عام 1928، بدأت النساء يشاركن بنشاط أكبر في السياسة. وفي عام 1935، أسس مؤيدو حقوق المرأة المجموعة الثقافية الأنثوية (المعروفة باسم 'ACF' من أحرفها الأولى باللغة الإسبانية)، بهدف معالجة مشاكل المرأة. وأيدت المجموعة الحقوق السياسية والاجتماعية للمرأة، ورأت أنه من الضروري إشراك المرأة وإبلاغها بهذه المسائل من أجل ضمان تنميتها الشخصية. وذهبت إلى عقد حلقات دراسية، فضلا عن إنشاء مدارس ليلية ودار المرأة العاملة.
وتسمى المجموعات التي تسعى لإصلاح قانون السلوك المدني لعام 1936 بالاقتران مع التمثيل الفنزويلي لاتحاد المرأة الأمريكية «المؤتمر الفنزويلي الأول النسوي» في عام 1940. وناقش النواب في ذلك المؤتمر حالة المرأة في فنزويلا ومطالبهم. وتمثلت الأهداف الرئيسية في اقتراع المرأة وإدخال إصلاحات على مدونة السلوك المدنية. وتم جمع حوالي اثني عشر ألف توقيع وتم تسليمها إلى الكونغرس الفنزويلي، مما أدى إلى إصلاح مدونة السلوك المدنية في عام 1942.
وفي عام 1944، نُظمت جماعات تدعم حق المرأة في التصويت -وأهمها العمل النسوي- في جميع أنحاء البلد. وخلال عام 1945، حصلت المرأة على حق التصويت على مستوى البلديات. وأعقب ذلك نداء أقوى للعمل. وبدأت «فيمينين أكشن» في تحرير صحيفة تدعى «كوريو سيفيكو فيمينينو»؛ للواصل مع المرأة الفنزويلية وتوجيهها في نضالها. وأخيرا، بعد انقلاب فنزويلا عام 1945 والدعوة إلى دستور جديد تنتخب فيه المرأة، أصبح حق المرأة في التصويت حق دستوري في البلد.

## حق المرأة في الاقتراع في المنظمات غير الدينية
قد حرمت أحيانا المنظمات غير الدينية حق المرأة في التصويت؛ على سبيل المثال، لم يكن يسمح للمرأة بالتصويت في الجمعية الوطنية للصم في الولايات المتحدة إلا في عام 1964.

## حق المرأة في الاقتراع في الأديان

### المذهب الكاثوليكي
يتم انتخاب البابا من قِبل مجمع الكرادلة. ولا تعين المرأة ككاردينالات، وبالتالي لا يمكن للمرأة أن تصوت لصالح البابا. والمناصب الكاثوليكية النسائية للراهبات أو الأم العليا اختيارية، ويتم الاختيار من خلال الأصوات السرية للراهبات المنتميات إلى المجتمع.

### دين الإسلام
في الولايات المتحدة، توجد في بعض المساجد دساتير تحظر على المرأة التصويت في انتخابات المجلس.

### اليهودية
للمرأة الحق في التصويت في اليهودية المحافظة، واليهودية الإصلاحية، والحركات اليهودية الليبرالية الأخرى. ومنذ سبعينات القرن التاسع عشر، منح الكثير من المعابد اليهودية الأرثوذكسية والمنظمات الدينية المرأة حق التصويت والترشح لهيئات إدارتها. وفي عدد قليل من المجتمعات اليهودية الأرثوذكسية، تحرم النساء من التصويت أو القدرة على الانتخاب لمناصب السلطة.

## جداول زمنية
- الجدول الزمني لأول تصويت للنساء في الدول ذات الأغلبية المسلمة
- الجدول الزمني للحقوق القانونية للمرأة (بخلاف التصويت)